# Triumph Spitfire
La Triumph Spitfire est une automobile de type roadster à deux places et moteur 4 cylindres en ligne, construite de 1962 à 1980 par le constructeur automobile britannique Triumph, conçue par Harry Webster, et munie d’une carrosserie dessinée par Giovanni Michelotti. Prévue pour être une voiture de sport à bon marché, elle est basée sur la Triumph Herald, une petite berline. La Triumph GT6, un coupé à moteur 6 cylindres, en est dérivée.
Cinq versions de Spitfire sont produites d'octobre 1962 à août 1980 :
- Triumph Spitfire4, produite à 45 000 exemplaires de 1962 à 1964, équipée d'un moteur de 1 100 cm3 de cylindrée. Des exemplaires modifiés seront engagés par l'usine en rallye et pour les 24 heures du Mans, avec à la clef une victoire de catégorie en 1965. Elle est parfois appelée rétrospectivement Spitfire Mk1 ;
- Triumph Spitfire4 Mk2, produite à 37 000 exemplaires de 1964 à 1967, très proche de la précédente, avec des changements mécaniques et esthétiques très minimes ;
- Triumph Spitfire Mk3, produite à 65 000 exemplaires de 1967 à 1970, avec un moteur porté à 1 300 cm3 et quelques changements esthétiques, notamment un pare-chocs remonté en « os entre les dents » ;
- Triumph Spitfire MkIV, produite à 70 000 exemplaires de 1970 à 1974, qui apporte le changement esthétique le plus important, avec un avant et un arrière complètement redessinés dans un style plus moderne, et un nouvel intérieur, mais garde le même moteur ;
- Triumph Spitfire 1500, produite à 95 000 exemplaires de 1974 à 1980, ultime version très proche de la précédente, mais dotée d'un moteur de 1 500 cm3 qui permet de pallier la perte de puissance causée par les modifications faites pour lutter contre la pollution, notamment sur les exemplaires destinés au marché américain.

Durant ces 18 ans de production, la Spitfire reste sensiblement la même voiture, ne connaissant que des évolutions techniques et esthétiques relativement limitées tout en gardant la même structure. Dans le même temps, la catégorie des roadsters plus haut de gamme de Triumph voit se succéder quatre modèles entièrement différents, les Triumph TR4, TR5, TR6 puis TR7.

## Historique

### Le projet «Bomb»
Les premières origines de la Triumph Spitfire remontent à août 1957, avec la mention d'une version sportive sur le planning du projet « Zobo », qui allait devenir la Triumph Herald. Cette idée est, entre autres, à l'origine du choix de concevoir celle-ci avec un châssis séparé, permettant d'en créer des variantes à moindre coût. Toutefois, il faut attendre avril 1960 pour que l'ingénieur en chef de Triumph, Harry Webster, effectue formellement une proposition de projet de sportive sur base d'Herald au conseil d'administration de Triumph, avec pour nom de code « Bomb ».
Le but est de créer une petite voiture de sport bon marché, située un niveau de gamme en dessous de celui des roadsters TR, alors représentés par la TR3 (la TR4 étant en projet). En 1958, la société concurrente British Motor Corporation avait commencé à produire l'Austin-Healey Sprite, correspondant justement à ce cahier des charges.
Sans attendre l'aval du conseil d'administration, qui n'arrivera qu'en septembre 1960, Webster prit contact avec Giovanni Michelotti, carrossier italien déjà auteur de l'Herald. Le but est d'en utiliser le plus possible d'éléments, afin de limiter les coûts. Un châssis d'Herald 948 est envoyé en Italie, et le prototype, portant le numéro de série X659,, est renvoyé au Royaume-Uni en octobre. Toutefois, Standard, propriétaire de Triumph, est en crise ; aussi le projet est-il mis en sommeil, et le prototype rangé sous un drap.
Le constructeur est racheté en avril 1961 par Leyland Motors, qui place à sa tête l'ingénieur Stanley Markand. Visitant les locaux peu après le rachat avec Webster, Markand voit le prototype du projet « Bomb ». Celui-ci lui plaît tant qu'il dit à Webster de commencer à étudier sa mise en production, et le fait approuver officiellement par le conseil d'administration le 13 juillet 1961,.

### Développement et présentation au public

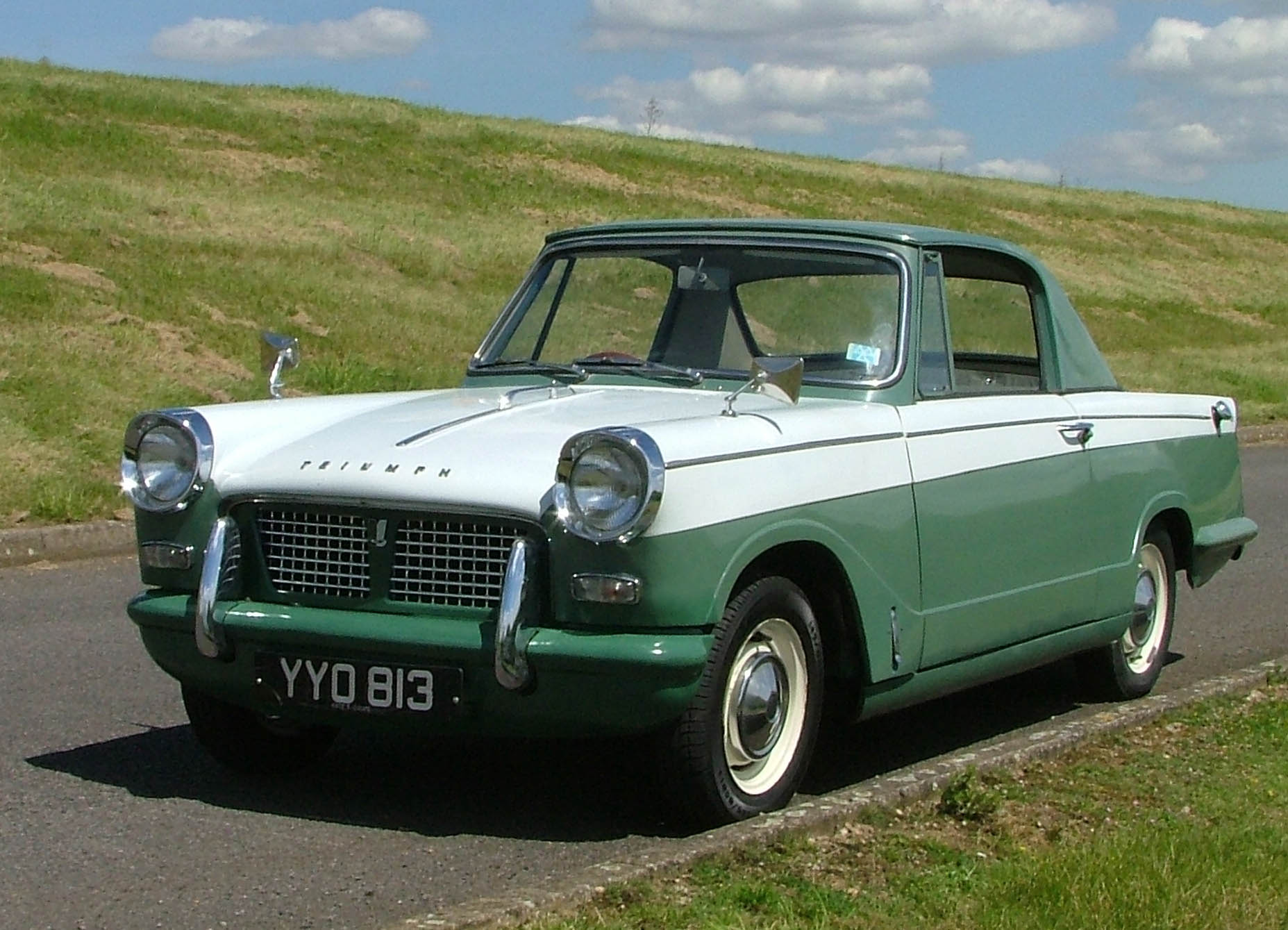
Un coupé Herald 948, la voiture à l'origine de la Spitfire.

Si le prototype de Michelotti était beau, il était impossible de mettre la « Bomb » en production immédiatement, de nombreuses décisions techniques restant à prendre.
Le châssis de l'Herald devait en effet être raccourci, un choix fait par Harry Webster dès 1960 ; en effet, si l'Herald est une quatre-places, la nouvelle petite sportive ne doit accueillir que deux personnes. Par ailleurs, il avait été question lors des premières études, antérieures au rachat par Leyland Motors, de réaliser la carrosserie en fibre de verre, notamment à la suite des difficultés qu'avait eues Triumph pour trouver un fournisseur des panneaux de carrosserie de l'Herald. À l'été 1961, la société Forward Radiator Company a été choisie comme sous-traitant, et le choix d'une carrosserie en acier s'est imposé de lui-même. Les carrosseries en acier étant plus rigides que celles en fibre de verre, cela permet de simplifier le châssis de l'Herald, notamment en supprimant les renforts latéraux. Les suspensions arrière de l'Herald s'appuyant sur une partie supprimée du châssis, celles du projet « Bomb » sont donc légèrement modifiées pour s'accrocher directement sur la carrosserie.

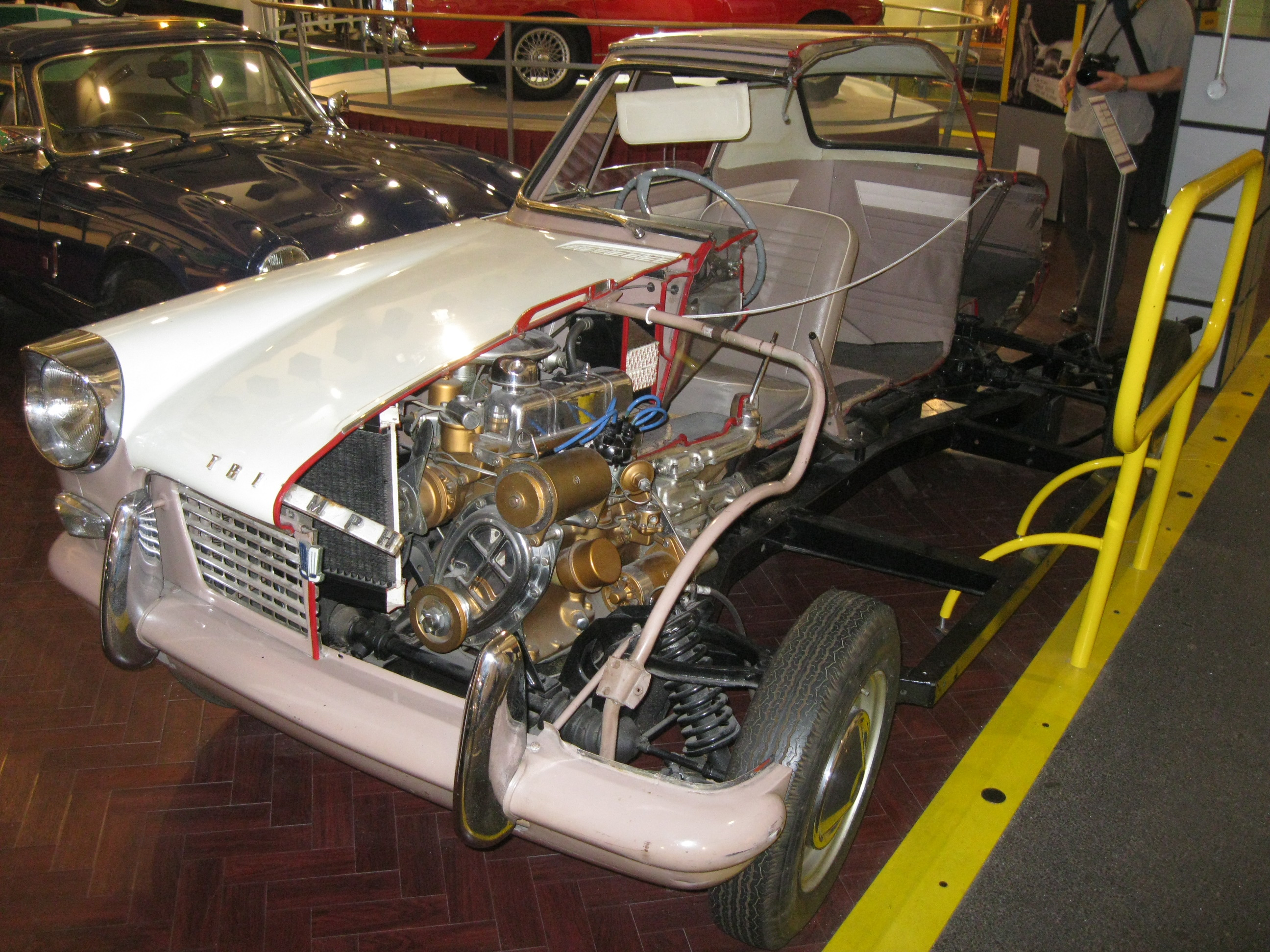
La structure à châssis séparé de l’Herald facilite le développement de la Spitfire.

Le moteur de l'Herald en cours de production à l'époque avait une cylindrée de 948 cm3, qui ne permettrait pas d'atteindre le niveau de performances souhaité par Webster pour la petite voiture de sport. Il est donc décidé d'équiper celle-ci d'un moteur à la cylindrée augmentée à 1 147 cm3, prévu pour la prochaine génération d'Herald, l'Herald 1200. Équipé de deux carburateurs S.U., et de l'arbre à cames déjà utilisé sur la version coupé de l'Herald 948, ce moteur permet des performances dignes d'une voiture de sport. Pour mieux arrêter une voiture qui va plus vite, il est également décidé d'équiper en série la « Bomb » des freins à disque avant présents en option sur l'Herald. Commercialement, cela permet de perpétuer la tradition commencée sur les TR, et surtout, de s'assurer un avantage sur la concurrence, puisque la nouvelle version de l'Austin-Healey Sprite, et sa jumelle la nouvelle MG Midget, commercialisées en 1961, ne disposent alors que de freins à tambour aux quatre roues. L'ensemble de ces choix mécaniques sont validés sur un mulet équipé d'une carrosserie d'Herald coupé, peint en gris pour ne pas attirer l'attention, et portant le numéro de série X661,.
C'est également la volonté d'offrir mieux que la concurrence qui conduisit au choix d'équiper en série la future petite sportive de vitres latérales descendantes, alors que la Sprite et la Midget, comme la plupart des sportives de l'époque, ne disposent que d'écrans amovibles en plastique transparent. Cette décision a pour conséquence d'épaissir les portières, et de forcer à augmenter leur hauteur par rapport au prototype de Michelotti. L'intérieur du prototype est aussi nettement simplifié, les différents compteurs passant au centre – de façon à limiter les coûts, en permettant d'avoir un seul tableau de bord pour les versions avec conduite à droite ou à gauche. Cette même raison de limitation des coûts conduit également à chercher à utiliser le plus possible de pièces provenant d'autres modèles de Triumph ; mais finalement, il ne s'avèrera possible d'utiliser que les passages de roue arrière de l'Herald, et le pare-brise de la TR4.
À la suite de ces développements, deux prototypes sont construits au printemps 1962, un avec volant à droite (Numéro de série X691, immatriculé 4305 VC,) et l'autre avec volant à gauche (X692, immatriculé 412 VC,). Après une batterie de tests, les résultats du projet « Bomb » sont jugés satisfaisants à l'automne 1962, et la voiture, portant désormais le nom de Spitfire, est présentée au public au salon de l'automobile de Londres Earls Court le 17 octobre 1962, avec deux voitures de série : une rouge à sellerie noire, et une blanche à sellerie bleue, équipée de l'option pneus à flancs blancs et présentée sur un plateau tournant. Le public lui réserva un accueil enthousiaste.

### Production
L'assemblage des Spitfire de série a été principalement effectué à l'usine Standard-Triumph de Canley, près de Coventry, au Royaume-Uni ; héritage de Standard qui y était installé depuis 1916. Cette usine n'assurait cependant pas la production à proprement parler ; celle-ci était répartie entre plusieurs usines. Les châssis étaient produits à Birmingham par la Forward Radiator Company, puis passaient pour préparation chez Fisher & Ludlow, à Tile Hill près de Coventry, avant d'être acheminés à Canley. Les éléments de suspension et de direction étaient fabriqués par Alford & Adler à Hemel Hempstead, dans le Hertfordshire ; les pièces de fonderie provenant de chez Bean Industries, à Tipton dans le Staffordshire, tandis que d'autres éléments encore étaient produits à l'usine de Radford, à Coventry.
Un certain nombre de Spitfire seront exportées en Complete Knock Down et assemblées dans diverses usines, notamment en Afrique du Sud de 1963 à 1967, et à Malines, en Belgique.
La Spitfire sera produite à 314 332 exemplaires d'octobre 1962 à août 1980, soit une période de 18 ans. La production se répartit de la façon suivante :
- Spitfire4, 45 753 exemplaires produits d'octobre 1962 à décembre 1964[15] ;
- Spitfire4 Mk2, 37 409 exemplaires produits de décembre 1964 à janvier 1967[16] ;
- Spitfire Mk3, 65 320 exemplaires produits de janvier 1967 à décembre 1970[17] ;
- Spitfire MkIV, 70 021 exemplaires produits de novembre 1970 à décembre 1974[18] (avec un léger chevauchement avec la Mk3) ;
- Spitfire 1500, 95 829 exemplaires produits de novembre 1974 à août 1980[19].

Bien que légèrement plus chère que sa rivale, l'Austin-Healey Sprite, puis que la jumelle de celle-ci, la MG Midget, la Spitfire connaîtra de meilleures ventes qu'elles tout au long de sa carrière, à de rares exceptions près.

### Fin de la production

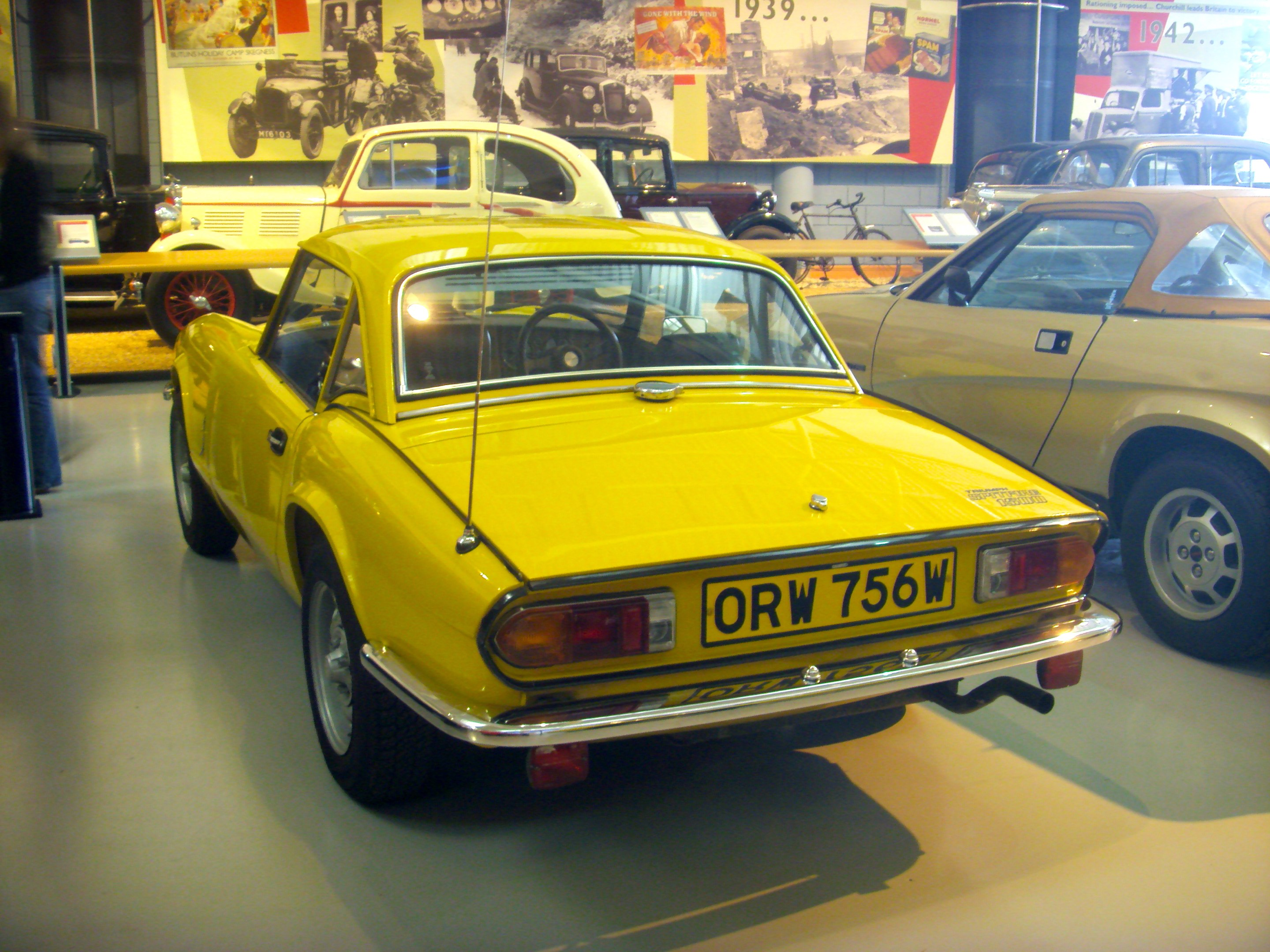
La dernière Spitfire.

Fin 1974, la nationalisation de British-Leyland a pour effet de diminuer les fonds disponibles pour Triumph. Les investissements sont alors dirigés prioritairement vers le projet de TR7 en cours de développement, au détriment de la Spitfire qui continue à bien se vendre. Les évolutions de celles-ci après cette date sont donc minimales, et principalement destinées à l'adapter aux normes anti-pollution américaines. S'il semble clair que la 1500 sera le dernier modèle de Spitfire, la législation semblant menacer les voitures découvertes, il est tout de même prévu de faire durer la production jusqu'en 1982, avec un transfert des chaînes de montage dans l'usine Rover de Solihull.
Mais lors de la préparation du modèle 1980, il s'avère que le moteur de la 1500 ne peut pas être adapté aux nouvelles normes anti-pollution entrant en vigueur en Californie. La Spitfire n'y est donc plus vendue, conduisant à une forte chute des ventes aux États-Unis, dont cet État absorbait près de la moitié. La livre sterling se dévaluant par rapport au dollar, il n'est plus intéressant pour Triumph de continuer les ventes sur le marché américain, qui sont donc arrêtées. Sans lui, qui recevait 80 % de la production, la Spitfire n'est plus un produit viable, aussi la décision est-elle prise d'arrêter définitivement la production. En août 1980, la dernière Spitfire sort des chaînes de Canley : il s'agit d'une 1500 Inca Yellow, prévue pour le marché britannique, avec les options overdrive et hardtop, portant le Vehicle Identification Number TFADW5AT009898. Jamais vendue, elle est conservée à l’Heritage Motor Center de Gaydon.
À la suite de l'arrêt de la production, le stock reste important ; des Spitfire neuves seront vendues jusqu'en 1981.
Restée sans succession, la Spitfire a cédé la place aux GTI, qui ont représenté le grand succès de la décennie 1980 dans la catégorie des petites sportives. On devra attendre de longues années avant de retrouver des voitures similaires, parmi lesquelles s'inscrit notamment la Mazda MX-5, qui en est inspirée.

## Évolution des versions

### Spitfire4
La première version de la Spitfire, simplement nommée Spitfire4 (pour 4 cylindres), est produite à 45 753 exemplaires d'octobre 1962 à décembre 1964 ; son prix de base, sur le marché britannique, est de £ 530, soit à peine plus cher que la MG Midget proposée à £ 495. Sur le marché français, elle est offerte à 12 900 francs en 1964. Les numéros de série des voitures, mais aussi des moteurs, des boîtes et des différentiels commencent tous par FC, suivi d'un numéro d'ordre : ils vont ainsi de FC 1 L à FC 44573,.
Par analogie avec les versions suivantes, la Spitfire4 est parfois appelée Spitfire Mk1.

#### Présentation

##### Extérieur

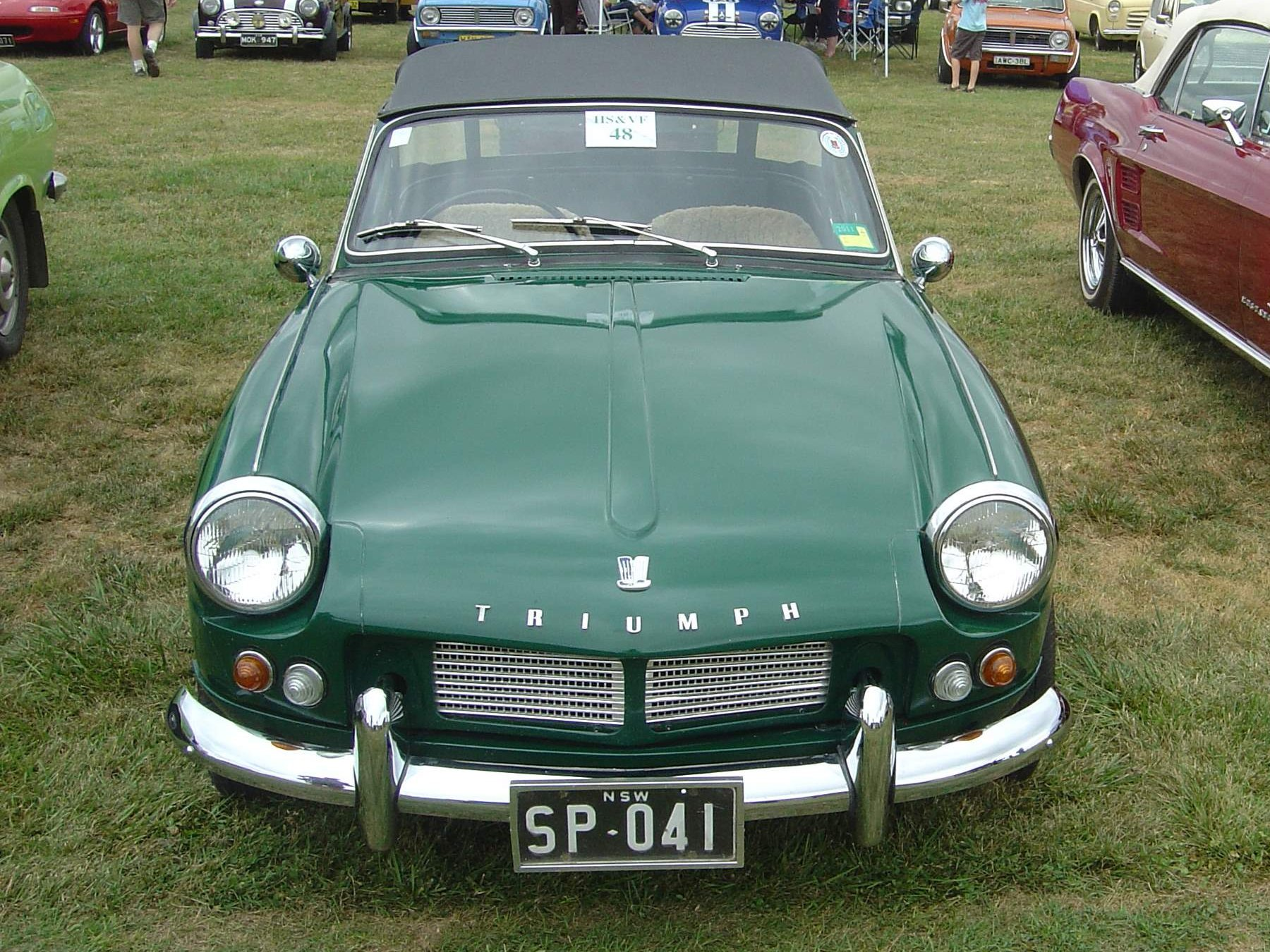
Avant d'une Spitfire4 de 1962, avec la grille de calandre caractéristique de cette version.

Extérieurement, la Spitfire4 est très proche du prototype de Michelotti. Le dessus des ailes avant et arrière présente des baguettes chromées, qui servent à masquer les jointures des tôles, placées à l'extérieur comme sur la Mini. Le capot présente une nervure centrale, et porte, à l'avant, le logo en griffon stylisé de Standard-Triumph, qui surmonte le nom de la marque inscrit en capitales chromées. La grille de calandre, caractéristique de cette version, est entièrement réalisée en aluminium brillant ; elle présente un schéma en croisillon similaire à celle de la Vitesse 1600. Les charnières du capot sont protégées par deux butoirs verticaux chromés, qui dépassent en avant du pare-chocs dont elles sont séparées par un joint en caoutchouc. À l'avant comme à l'arrière, les pare-chocs sont chromés et placés en bas de la carrosserie. Les pare-chocs arrière sont en deux parties placées à chaque angle de la carrosserie, ils présentent chacun un élément horizontal et un butoir vertical.
Les poignées chromées, de type bec de canne, sont placées bas sur les portières ; seule la porte située côté conducteur présente une serrure, incluse dans la poignée. Le coffre porte à droite la mention « Spitfire 4 », légèrement inclinée, en typographie scripte ; au centre, le nom Triumph est inscrit en capitales chromées, au-dessus de la poignée d'ouverture du coffre.
Les feux principaux sont situés sur les ailes, les phares avant sont cerclés de chrome. Feux de position et clignotants avant sont séparés, le clignotant étant le plus à l'extérieur. À l'arrière, les clignotants sont situés de part et d'autre de la caisse, entre les parties verticales des pare-chocs. Les feux de recul ne sont pas montés en série. La sortie du pot d'échappement est centrale, à l'arrière du véhicule.
Les jantes en tôle ajourées, de 13 pouces (33,02 cm) de diamètre et 3,5 pouces (8,89 cm) de large, sont peintes en blanc cassé, avec un enjoliveur chromé. Comme celui-ci, elles proviennent de l'Herald 1200. D'origine, elles sont munies de pneus à chambre à air à structure diagonale.
La capote, très simple, est démontable. L'arceau de capote, peint en beige clair, se range dans le coffre ; la toile, en PVC noir ou blanc, se range pliée derrière la garniture de fond de cockpit. Lorsqu'elle est mise en place, elle est fixée à l'arrière du cockpit et en haut du pare-brise par de petits crochets, et sur les côtés par des boutons pression, puis mise en tension en actionnant un ressort situé sur l'arceau. L'angle arrière des vitres latérales est arrondi pour s'adapter à la forme de la capote.

##### Intérieur
L'intérieur de la Spitfire4 est très simple, avec du métal peint de la couleur de la carrosserie apparent au niveau de la planche de bord et du haut des portières. Une poignée de maintien est présente en face du siège passager. Le tableau de bord central, noir, comporte deux cadrans principaux, un indicateur de vitesse, avec odomètre et totalisateur partiel, et un compte-tours avec zone rouge de 5 000 à 6 000 tr/min. Sont aussi présents deux cadrans plus petits, un indicateur de niveau de carburant et un indicateur de température du liquide de refroidissement ; tous sont fournis par Jaeger. Les divers interrupteurs, issus de l'Herald, et la clef de contact du démarreur sont situés au même niveau. Comme les interrupteurs, le volant noir à deux branches, de 16 pouces de diamètre et réglable en profondeur, vient de l'Herald,. Les commodos ont la même origine, mais incluent en plus une fonction appel de phare dont l'Herald ne dispose pas.
Le sol et le tunnel de boîte de vitesses sont recouverts de tapis en caoutchouc, d'abord gris, puis noirs. Le tableau de bord est relié au tunnel de boîte par une console centrale en aluminium, peinte en noir et munie de protections en mousse, qui a pour fonction de rigidifier l'ensemble. Le pommeau du levier de vitesses est sphérique.
Les sièges, de forme s'approchant de celle de sièges baquets, sont recouverts de cuir artificiel. Ils sont disponibles en noir, rouge ou bleu, avec passepoil blanc. Une manette située côté extérieur permet de les faire coulisser sur une distance de 19 cm, avec 12 positions disponibles. Une autre, située derrière le siège, permet de le faire basculer vers l'avant pour dégager l'accès à l'espace arrière.
Seule la porte passager est munie d'un bouton de verrouillage intérieur ; la porte conducteur, équipée d'une serrure, n'en dispose pas.
Le coffre arrière, d'un volume de 189,72 dm3, est également tapissé de caoutchouc. Il accueille la roue de secours et un cric, rangé à l'intérieur de l'aile gauche.

##### Mécanique
Le moteur est une version améliorée du 1 147 cm3 de l'Herald 1200 (Alésage : 69,3 mm, course : 76 mm), muni de deux carburateurs SU HS2 avec aiguilles AN. La culasse de ce moteur présente la particularité de n'avoir que six ouvertures, quatre pour l'échappement, et uniquement deux pour l'admission. Le collecteur d'échappement en fonte est redessiné, et le taux de compression passe à 9:1 (contre 8:1 pour l'Herald). Le diamètre des soupapes est augmenté, avec 31,62 mm pour l'admission, et 29,21 mm pour l'échappement. L'utilisation de l'arbre à cames du coupé Herald 948 permet de faire passer l'ouverture des soupapes de 7,14 mm à 7,92 mm, et la temporisation de 12°-52°-12°-52° à 18°-58°-18°-58°. À la suite de ces modifications, le moteur développe une puissance de 63 chevaux à 5 750 tr/min (contre 41 à 4 600 tr/min pour l'Herald), et un couple de 90,74 N m à 3 500 tr/min (contre 82,61 à 2 250 tr/min pour l'Herald),. L'évacuation des vapeurs du cache-culbuteurs se fait vers l'air libre, à travers le bouchon de remplissage d'huile. En conséquence, et comme le capot est plongeant, celui-ci est placé à l'arrière du cache-culbuteurs, et non à l'avant comme sur l'Herald.
Par ailleurs, des pistons à jupe séparée sont également utilisés en début de production, mais à la suite de problèmes liés au taux de compression, ils sont remplacés par des pistons standard. Les poussoirs sont protégés par des tubes d'acier, afin de faciliter l'accès aux bougies.
Le refroidissement est assuré par un radiateur de 56 cm de large, similaire à celui de l'Herald, mais dont le réservoir de liquide de refroidissement est déporté, et placé sur le collecteur d'admission. Ce radiateur est muni d'un robinet de purge en cuivre et alimenté en air frais par une hélice à deux pales en acier.
Comme sur la plupart des autres voitures britanniques de l'époque, le circuit électrique est inversé par rapport aux habitudes continentales : le pole positif ( + ) de la batterie est relié à la masse. La génération du courant est assurée par une dynamo Lucas. L'allumage est assuré par une bobine Lucas et un distributeur Delco-Remy, relié aux bougies Lodge CLNY par un faisceau Champion,.
Suspension et transmission sont reprises sans changement de l'Herald, y compris la boîte de vitesses à 4 rapports sans synchroniseur sur le 1er rapport et la marche arrière, la barre anti-dévers avant de 15,88 mm de diamètre, et les freins à disque Girling de 9 pouces (22,86 cm) de diamètre - En option sur l'Herald.

#### Évolutions
La Spitfire4 étant la première version d'un modèle entièrement nouveau, elle subit un certain nombre de petites modifications en cours de production, à la suite de la constatation de problèmes ou pour plus de facilité de fabrication.
Ces modifications apparaissent dès le début de la production, avec un changement du type de joint inférieur du pare-brise amovible, et un changement dans la forme du panneau latéral de la cloison pare-feu, ainsi que de la fixation du capot. À partir du numéro de série FC 2640, les fixations des marques d'identification sont changées. L'enjoliveur chromé situé en haut de l'aile arrière, au contact avec le haut de la portière, est raccourci au numéro de série FC 5463, puis élargi au numéro FC 18814. Au numéro FC 5964, l'évacuation d'eau de la boîte à air du chauffage est modifiée, en conséquence, les câbles d'indicateur de vitesse et de compte-tours suivent de nouveaux cheminements, et le réservoir de liquide lave-glaces est également modifié. À FC 8779, le joint de portière est simplifié. À FC 14196, la fixation des pare-chocs arrière est améliorée. À FC 15089, les tapis de caoutchouc du cockpit passent du gris au noir ; à FC 16570, le rétroviseur intérieur est modifié. Le moteur et les balais d'essuie-glace sont changés au numéro FC 20029. À partir du numéro de série FC 20753, les protections latérales du moteur, optionnelles, sont montées en série. En août 1963, le bouchon de vidange du différentiel est supprimé, et des écrous captifs permettant la fixation du hardtop, proposé en option à partir de 1964, sont installés dès décembre 1963. Enfin, vers la fin de la production, le réservoir de liquide de refroidissement déporté sur le collecteur d'admission est supprimé au numéro de série FC 39925, car il causait des problèmes de sur-refroidissement ; il est remplacé par une bouteille recevant le trop-plein du circuit, installée devant le radiateur. Finalement, à FC 40531, les filtres à air en toile métallique sont remplacés par des modèles en papier.

#### Options et accessoires

##### Options d'usine
Un certain nombre d'options officielles sont proposées par Triumph, dans le but de permettre aux propriétaires de personnaliser leur Spitfire, mais également afin de limiter le prix de base de la voiture. Ainsi, un certain nombre d'éléments de confort sont proposés en option, prises quasi-systématiquement par les acheteurs. Les options d'usine sont de deux types : les commandes spéciales (Special orders), montées directement sur la chaîne de production, et les accessoires (Accessories), montés chez les concessionnaires.
Les commandes spéciales incluent un overdrive Laycock-De Normanville type D, disponible seulement à partir de début 1964. Actionné par un comodo situé au volant, il permet de surmultiplier le 3e et le 4e rapport. Son montage implique l'utilisation de certaines pièces spécifiques : le câble de l'indicateur de vitesse, l'arbre de transmission et le tunnel de la boîte de vitesses. Une inscription chromée « overdrive » en scripte est apposée à gauche du coffre. Le hardtop n'est également disponible qu'à partir de début 1964 ; réalisé en acier, et similaire à celui proposé pour la Jaguar E-type, il est peint couleur carrosserie. Les autres commandes spéciales, disponibles dès le début de la production, incluent une tôle de protection inférieure du moteur, un ressort de suspension arrière « compétition », une bobine et un solénoïde de démarreur améliorant les démarrages à froid, un neiman, un pare-brise en verre feuilleté, un habillage de portière avec un panneau de moquette, le remplacement des tapis de sol en caoutchouc par de la moquette, un couvre-tonneau noir ou blanc, et des sièges en cuir véritable rouge, bleu ou noir.
La liste des accessoires posés chez les concessionnaires comprend le chauffage, des ceintures de sécurité ventrales, des rétroviseurs latéraux Magnetex, un feu de recul Lucas (avec des accessoires pour la boîte de vitesses, afin de permettre l'allumage automatique au passage de la marche arrière), des projecteurs additionnels, des phares anti-brouillard, un allume-cigare, des pare-soleil, un porte-bagages, une barre porte-insignes, un kit de verrouillage à clef pour le capot, un kit de protections latérales pour le moteur (Jusqu'au numéro de série FC 20753, à partir duquel il est monté en série), un kit de remorquage, des pneus à flancs blancs, des enjoliveurs de roue (issus de la Vitesse 1600), et un cache-culbuteurs chromé. À partir de 1964, des roues-fil sont également disponibles.
Enfin, en février 1964, en réponse à la mise sur le marché de kits similaires par des fournisseurs indépendants, Triumph propose trois kits de préparation moteur, vendus par les concessionnaires. Le premier, le kit Interim, offre une nouvelle culasse permettant un taux de compression de 9,75:1, un unique carburateur vertical Solex 32 PAIA avec collecteur d'admission spécifique, ainsi qu'un collecteur d'échappement tubulaire, pour une puissance annoncée de 70 chevaux. Le deuxième, dénommé Stage I, offre une culasse à huit ouvertures permettant un taux de compression de 10,5:1, de nouveaux collecteurs d'admission et d'échappement, et une temporisation d'arbre à cames différente ; la puissance annoncée est de 80 chevaux. Le troisième, le kit Stage II, reprend la culasse du précédent, mais avec des collecteurs d'admission et d'échappement différents, un nouvel arbre à cames, et deux carburateurs double-corps Weber 40 DCOE ; pour une puissance de 90 chevaux à 6 500 tr/min. Il n'existe pas de statistiques des ventes de ces kits, mais il semble que très peu ont été vendus ; le plus apprécié restant le Stage II. Ce dernier kit, installé sur une voiture de démonstration, s'est attiré des réactions favorables de la presse : le magazine The Autocar indique, après un essai en février 1965, que « D'une gentille petite voiture de tourisme à deux places, elle devient une petite boule de feu sportive avec des performances très proches de celles de sa grande sœur la TR4 ». À cette occasion, le journal annonce avoir mesuré une vitesse maximale de 170 km/h et une accélération de 0 à 100 km/h en 11,2 secondes.

##### Peinture

Les couleurs disponibles pour la Spitfire4, de haut en bas et de gauche à droite :
Black
Powder Blue
Pale Yellow
Conifer Green
Spa White
Signal Red
White
Jonquil Yellow
Lichfield Green
Phantom Grey
Wedgwood Blue
Royal Blue

La Spitfire4 est d'abord proposée avec un choix de 7 peintures différentes, chacune associée à une, deux ou trois couleurs de sellerie possibles. En juin 1963, la palette est modifiée presque entièrement, et le choix de sellerie réduit à une ou deux possibilités par couleur de carrosserie.
Le choix, lors de la commercialisation en octobre 1962, comprenait les couleurs suivantes : noir (appelé simplement Black), avec sellerie noire, rouge ou bleue ; blanc Spa White avec sellerie noire, rouge ou bleue, un vert clair nommé Lichfield Green avec sellerie noire ou rouge, bleu clair Powder Blue avec sellerie noire ou bleue, rouge Signal Red avec sellerie noire ou rouge, gris Phantom Grey, disponible uniquement avec sellerie rouge, et un jaune clair intitulé Pale Yellow, disponible uniquement avec sellerie noire.
En juin 1963, toutes ces couleurs sont arrêtées, à l'exception du Black, qui n'est plus proposé qu'avec sellerie rouge, et du Signal Red, uniquement avec sellerie noire. Le blanc est remplacé par un blanc cassé appelé simplement White, proposé avec sellerie rouge ou noire ; la nouvelle nuance de bleu clair, appelée Wedgwood Blue, est proposée avec une nouvelle nuance de sellerie bleue, appelée Midnight Blue. Le vert clair est remplacé par un vert foncé nommé Conifer Green, avec sellerie noire, et le jaune devient Jonquil Yellow, avec sellerie noire.
Les dernières modifications de l'offre ont lieu en 1964 : en août, le Jonquil Yellow est arrêté, et en octobre, une nouvelle peinture bleu foncé est introduite. Appelée Royal Blue, elle est proposée avec sellerie noire ou Midnight Blue,.

##### Fournisseurs tiers
Un certain nombre d'entreprises sans lien avec Standard-Triumph ont également proposé divers accessoires pour la Spitfire4. La première d'entre elles est SAH Accessories, implantée à Leighton Buzzard dans le Bedfordshire, qui commercialise dès l'automne 1963 des accessoires destinés à améliorer la performance de la Spitfire4. Le kit moteur proposé comprend un carburateur double corps Solex, des soupapes d'admission agrandies, un arbre à cames plus affuté, un collecteur d'échappement spécial et un radiateur d'huile. Un embrayage de type compétition est également proposé, ainsi que des roues plus larges munies de pneus Dunlop à carcasse radiale, de nouveaux ressorts de suspension et des amortisseurs réglables. Pour l'intérieur, sont proposés un indicateur de température d'huile, un siège baquet à structure en fibre de verre, un volant et un pommeau de levier de vitesses en bois. Enfin, un hardtop en fibre de verre, fourni sans peinture, est également proposé. En novembre 1963, le magazine The Autocar effectue un test d'une Spitfire préparée par SAH, et relève une vitesse maximale de 160 km/h, et une accélération de 0 à 100 km/h en 13,1 secondes.

#### Publicité et réception
La publicité faite par Triumph insiste sur le confort offert par la voiture, notamment ses vitres descendantes, l'origine italienne de la carrosserie, sur la présence de freins à disques et sur le petit rayon de braquage. Les prospectus vantent le bas prix de la Spitfire4. Sur les prospectus à destination du public anglo-saxon, les slogans s'adressent aux jeunes : « Vous seriez aussi impertinent … Si votre nom était Spitfire », « Elle balance … ». Aux États-Unis, ils font également allusion au Supermarine Spitfire.
Les premiers essais paraissent dans la presse britannique, et sont élogieux pour la nouvelle Triumph, jugée luxueuse. En novembre 1962, The Motor publie : « Une nouvelle petite voiture de sport remarquable, qui plaira aussi bien comme voiture de route confortable que comme monture de compétition efficace ». Le même article juge toutefois le cockpit étroit et spartiate, les instruments mal placés, et le moteur bruyant, la boîte de vitesses mal étagée, et regrette l'absence de synchroniseur sur le premier rapport. Si les essayeurs relèvent la tendance de la Spitfire4 à partir en survirage en cas de virage brutal, ils qualifient quand même la tenue de route de sécurisante et appréciable. En janvier de l'année suivante, Autosport parle également d'une « nouvelle petite voiture de sport des plus excitantes », et dit : « L'impression de luxe donnée par cette carrosserie décapotable est assez remarquable, et elle n'est nullement inférieure à une berline conventionnelle sur ce point ». Aux États-Unis, la presse est également élogieuse : Car and Driver parle d'une voiture « plus pratique au quotidien que tout ce qu'on a vu de cette taille jusqu'à présent », et trouve le moteur silencieux, mais critique les pneus et la sensibilité au vent latéral. Motor Trend critique également les pneus, les sièges, l'utilisation jugée fatigante sur de longues distances, et la tendance au survirage, contre laquelle il préconise l'installation d'accessoires : « Pour les propriétaires qui aiment pousser leurs voitures à leurs limites, nous recommandons vivement deux choses : réduire le carrossage arrière d'1 ou 1,5 degré, et installer le compensateur de carrossage en option ».

### Spitfire4 Mk2
La deuxième version de la Spitfire, suivant l'habitude britannique de noter les évolutions par un mark, abrégé en Mk, s'appelle Spitfire4 Mk2. Elle est produite à 37 409 exemplaires de décembre 1964 à janvier 1967, les numéros de série gardent les mêmes caractéristiques que celles de la version précédente (préfixe FC), de FC 50000 à FC 88904. Son prix de base, lors de son introduction sur le marché britannique, est de 550 £.
La création de la Spitfire4 Mk2 a pour but de répondre aux critiques faites à la Spitfire4, mais elle reste très peu différente de cette première version. Fin 1964, la Spitfire4 est toujours un succès, et Triumph ne parvient pas encore à suivre le rythme des demandes. Le manque de moyens conduit le constructeur à ne pas apporter de modifications aux suspensions arrière, dont les limites ont été relevées par la presse : peu de conducteurs poussent la voiture jusque-là, donc l'idée est abandonnée. En revanche, il choisit de remédier à l'austérité de l'habitacle, qui a largement été critiquée sur la première version,.

#### Présentation

##### Extérieur
Extérieurement, la Spitfire4 Mk2 ne présente presque aucune différence avec la Spitfire4. Les seules différences immédiatement perceptibles sont la grille de calandre, et une inscription chromée « Mk2 » ajoutée sous l'inscription « Spitfire4 », dans la même écriture scripte. L'inscription « Triumph » en capitales est toujours présente, mais le H n’est pas parfaitement aligné avec les autres lettres. La grille de calandre, fabriquée par the British Aluminium company en aluminium extrudé et anodisé, ne comporte que 5 barres horizontales, plus épaisses que celles de la version précédente.
Peu après le début de la production, les poignées des portières et les roues seront légèrement modifiées. En dehors de cela, les caractéristiques extérieures sont identiques à celles de la première version.

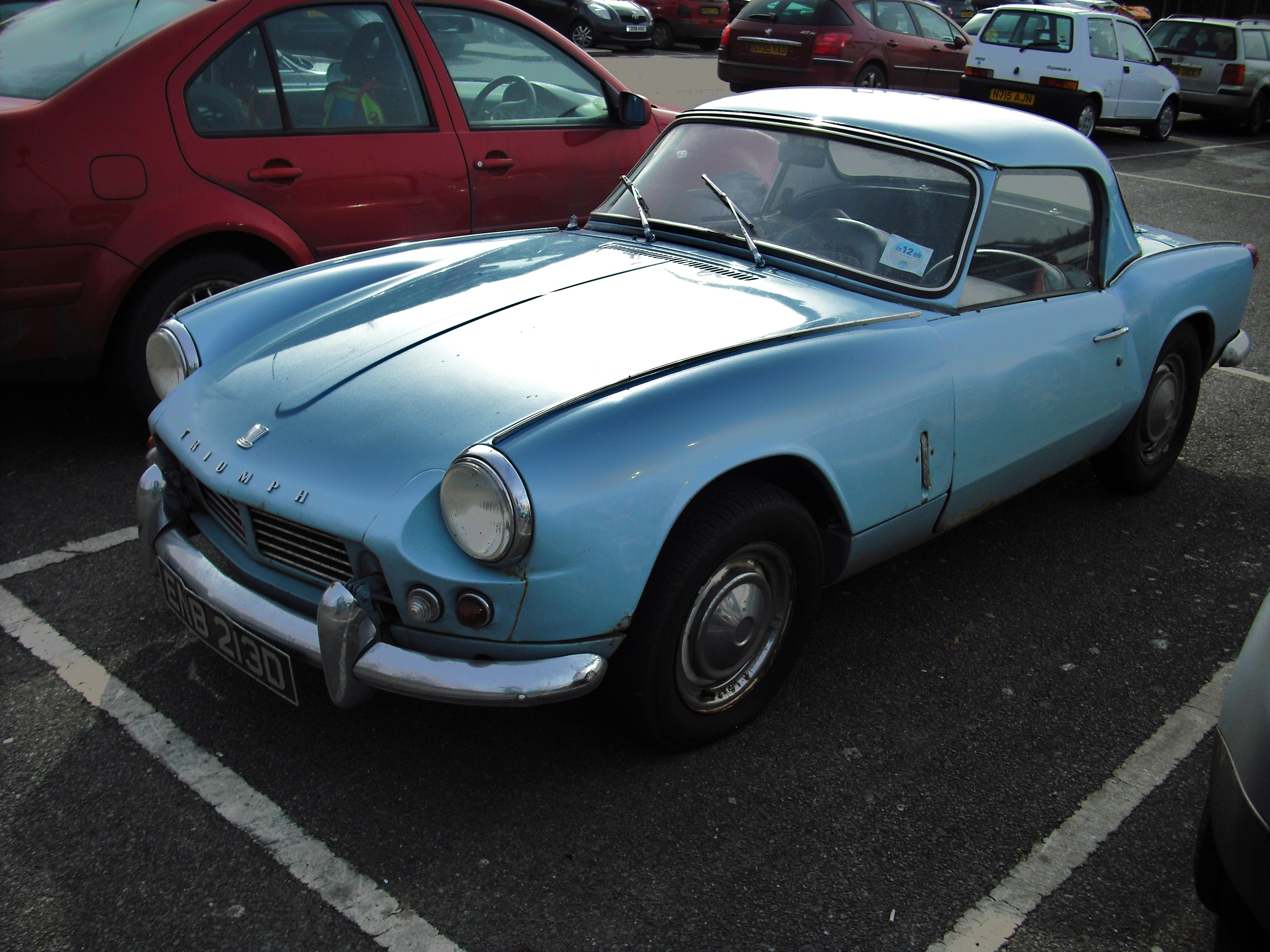
Vue d'ensemble
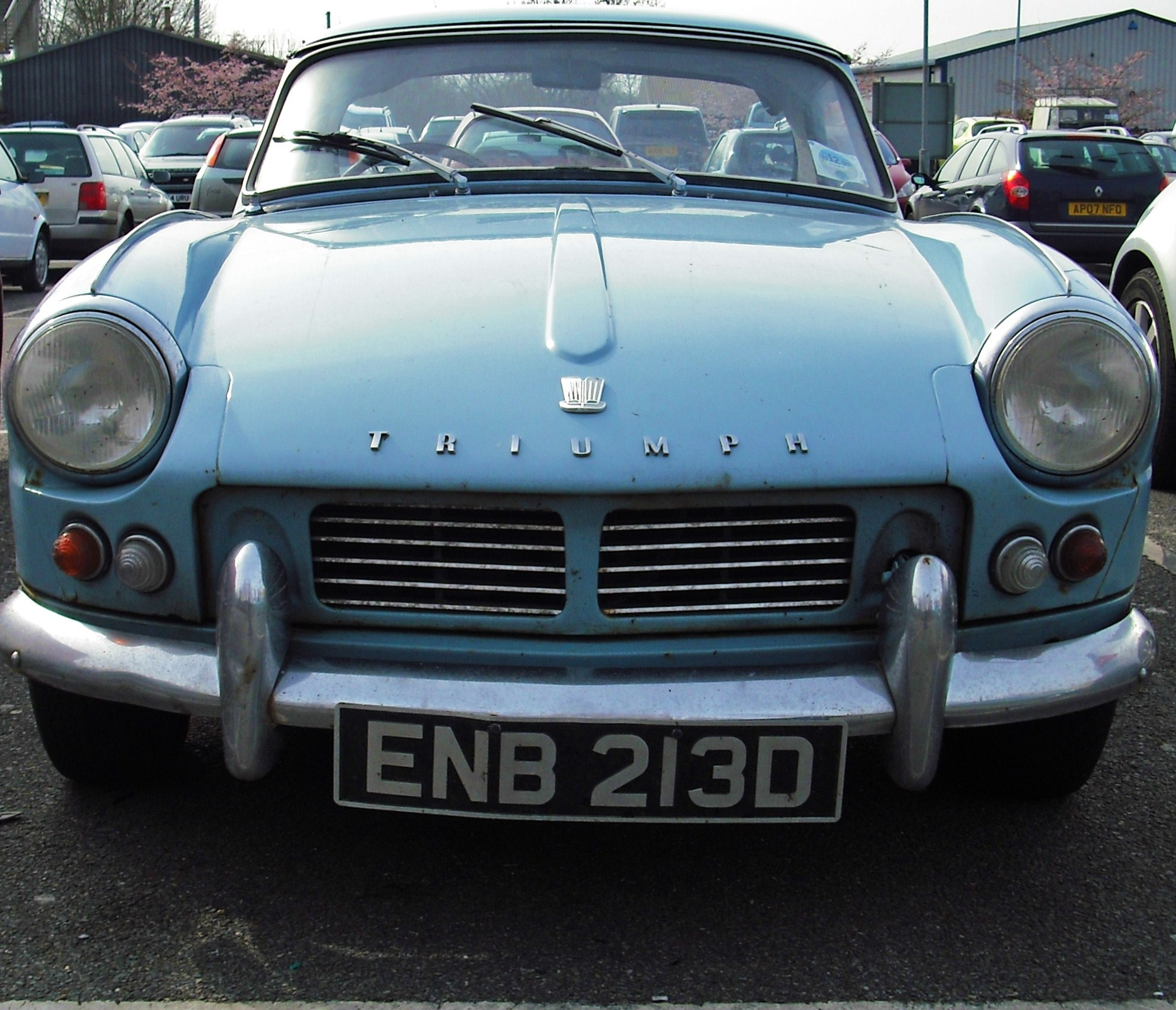
Grille de calandre caractéristique des Mk2
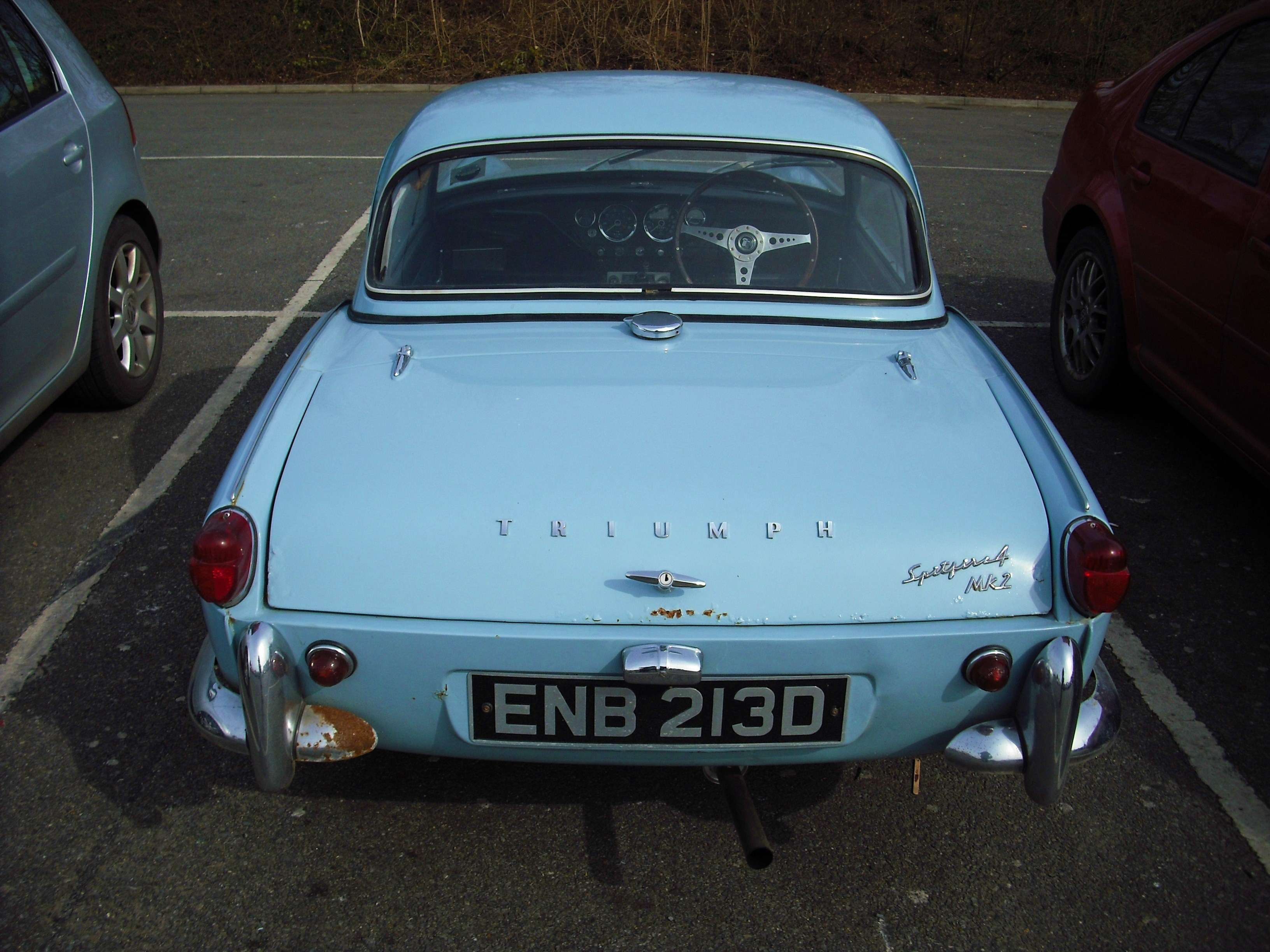
Arrière, avec la mention Mk2. Noter le H légèrement décalé.

##### Intérieur

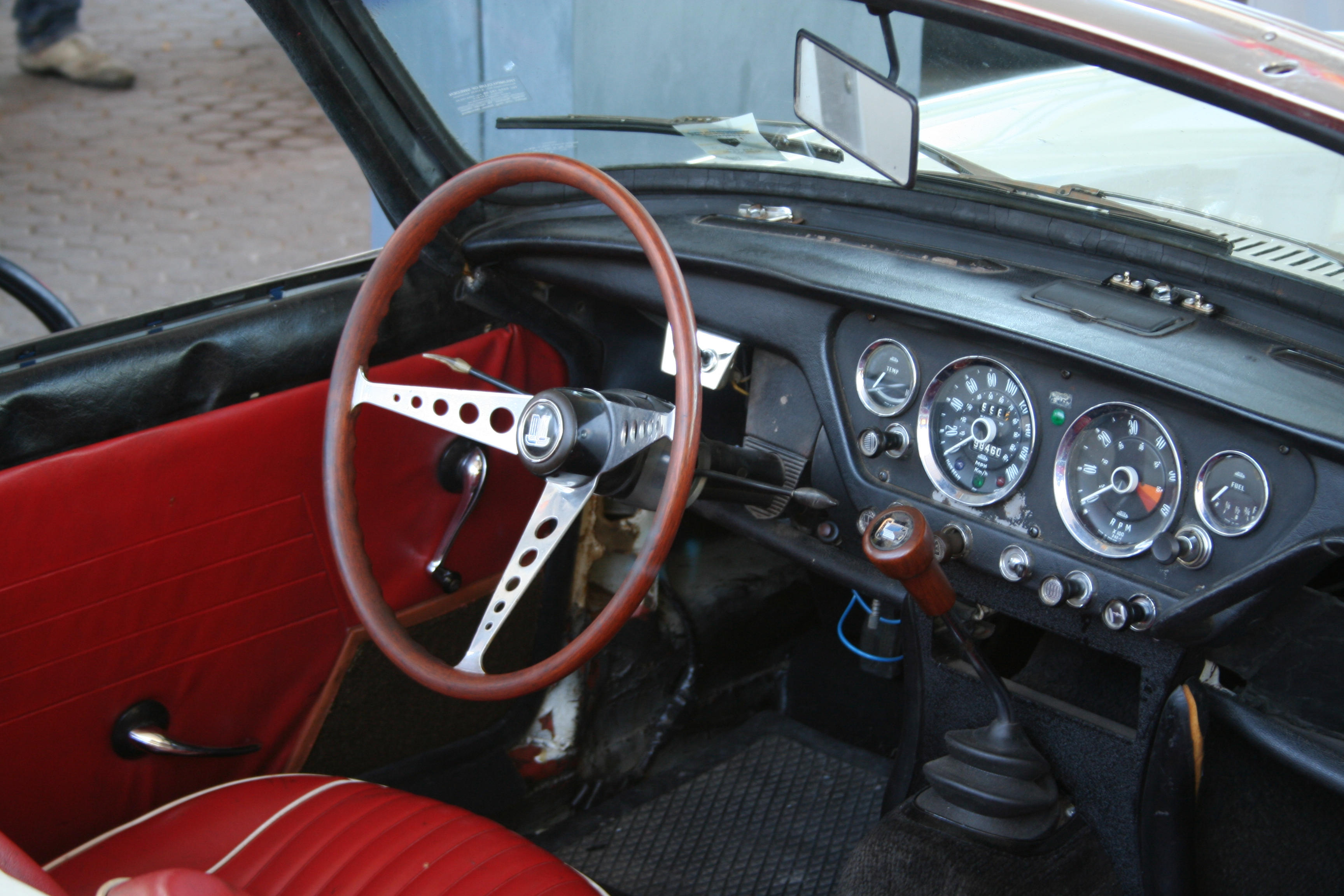
Cockpit de Mk2, avec les options cuir artificiel rouge et volant en bois Formula

L'intérieur est la partie de la nouvelle version de la Spitfire à laquelle Triumph a porté le plus d'attention. Toutes les parties du cockpit où le métal était apparent sont recouvertes de cuir artificiel noir, et les tapis de caoutchouc sont remplacés par de la moquette. En revanche, la disposition des commandes et du tableau de bord reste inchangée, mis à part le compte-tours où la zone rouge est placée un peu plus haut que sur la version précédente, de 6 000 à 6 500 tr/min.
Les sièges sont également modifiés de manière à être rendus plus confortables : l'armature reste la même que sur la version précédente, mais la mousse est plus épaisse, et la garniture comporte plus de passepoil blanc.
Les garnitures de portières seront modifiées en cours de production, en même temps que les poignées extérieures.

##### Mécanique

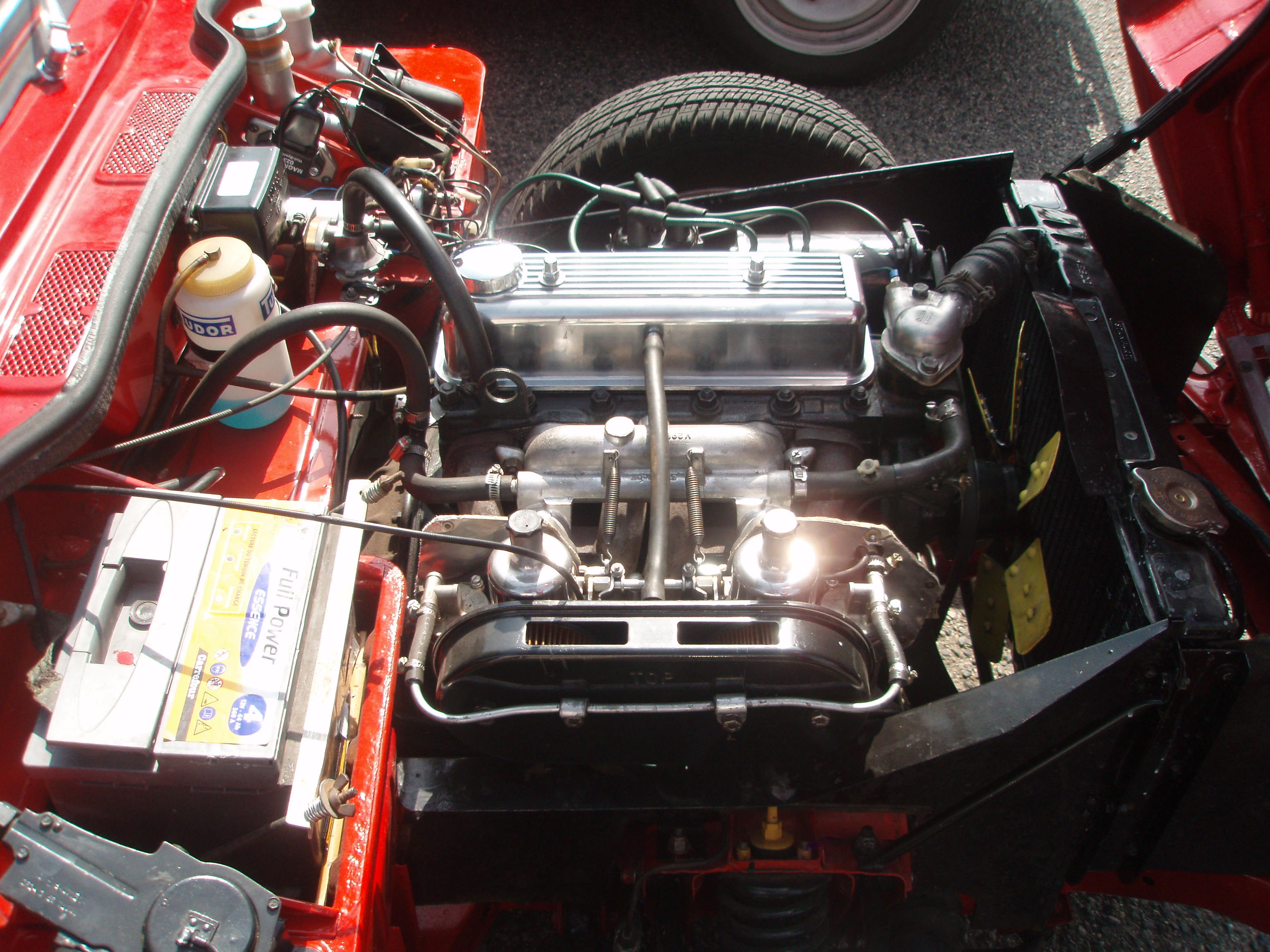
Moteur de Mk2 (Le ventilateur n'est pas d'origine)

La mécanique de la Spitfire4 Mk2 reprend celle de sa devancière, mais quelques modifications lui sont apportées, afin d'offrir de meilleures performances. En fait, les modifications apportées se résument au montage en série du kit de préparation moteur Interim proposé pour la Spitfire4, mais sans le carburateur Solex. Ainsi, l'arbre à cames est affuté, avec une temporisation à 25°-65°-25°-65°, un collecteur d'échappement tubulaire remplace celui en fonte, et un collecteur d'admission inédit est installé. Basé sur celui de la Spitfire4, il y ajoute un préchauffage du mélange air-essence grâce à la circulation du liquide de refroidissement chaud. Les carburateurs sont deux SU HS2, comme sur la Spitfire4, mais les aiguilles sont changées pour le modèle AN. Le moteur de la Spitfire4 Mk2 produit ainsi une puissance de 67 ch à 6 000 tr/min, soit un gain de 4 ch par rapport à la Spitfire4 de base, mais 3 ch de moins que celle équipée du kit Interim complet. Le couple est identique à celui de la première version, mais obtenu plus haut, avec 90,74 N m à 3 760 tr/min. Si cette nouvelle version du moteur ne présente pas de grande différence avec la précédente à bas régime, les performances sont nettement améliorées à plus haut régime.
D'autres modifications sont également apportées au moteur. Ainsi, à la suite de plaintes concernant l'entrée de fumée du moteur dans le cockpit, et à l'apparition des premières législations anti-pollution, le système d'évacuation des vapeurs du cache-culbuteurs est revu. Au lieu de s'évacuer à l'air libre, celles-ci sont dirigées par un circuit fermé depuis le cache-culbuteurs jusqu'aux filtres à air, permettant ainsi leur recyclage. En conséquence, le bouchon de remplissage d'huile est simplifié : plus petit, il est gravé des noms des fabricants d'huile recommandés par Triumph. Les deux filtres à air sont placés dans une boîte à air métallique commune. Enfin, les deux pales de l'hélice du ventilateur du radiateur sont désormais en aluminium.
L'embrayage est remplacé par un embrayage à diaphragme de marque Borg & Beck, qui offre un ressenti plus agréable à la pédale.

#### Évolutions
Comme sa devancière, la Spitfire4 Mk2 connaît un certain nombre d'évolutions mineures en cours de production. Ainsi, au numéro de série FC 56031, les jantes sont légèrement modifiées et présentent des fentes plus fines. À FC 56578, les portières sont modifiées : des serrures sont installées sur les portières passager et conducteur, elles ne sont plus intégrées aux poignées, qui sont elles-mêmes placées plus haut sur la portière. Dans le même temps, de nouvelles garnitures sont installées sur les faces intérieures des portières, avec un panneau de moquette sur leur angle avant. À FC 60350, la fonderie de la culasse est modifiée pour supprimer un tube rapporté dans le conduit de liquide de refroidissement. À FC 61023, des coussinets d'arbre à cames sont ajoutés, et le diamètre des poussoirs de soupapes est augmenté. À FC 61708, les amortisseurs arrière sont remplacés, et à FC 62845, un robinet de purge du circuit de refroidissement est ajouté sur le bloc moteur. Au numéro de série FC 63500, la fixation du joint de portière se fait par clips au lieu de vis, et à FC 66200, une cale en nylon est ajoutée sur la colonne de direction pour limiter les vibrations. Enfin, à FC 71117, de nouvelles bielles allégées sont installées, avec de nouveaux axes, reprenant le schéma de celles utilisées dans la nouvelle Triumph 1300.

#### Options et accessoires

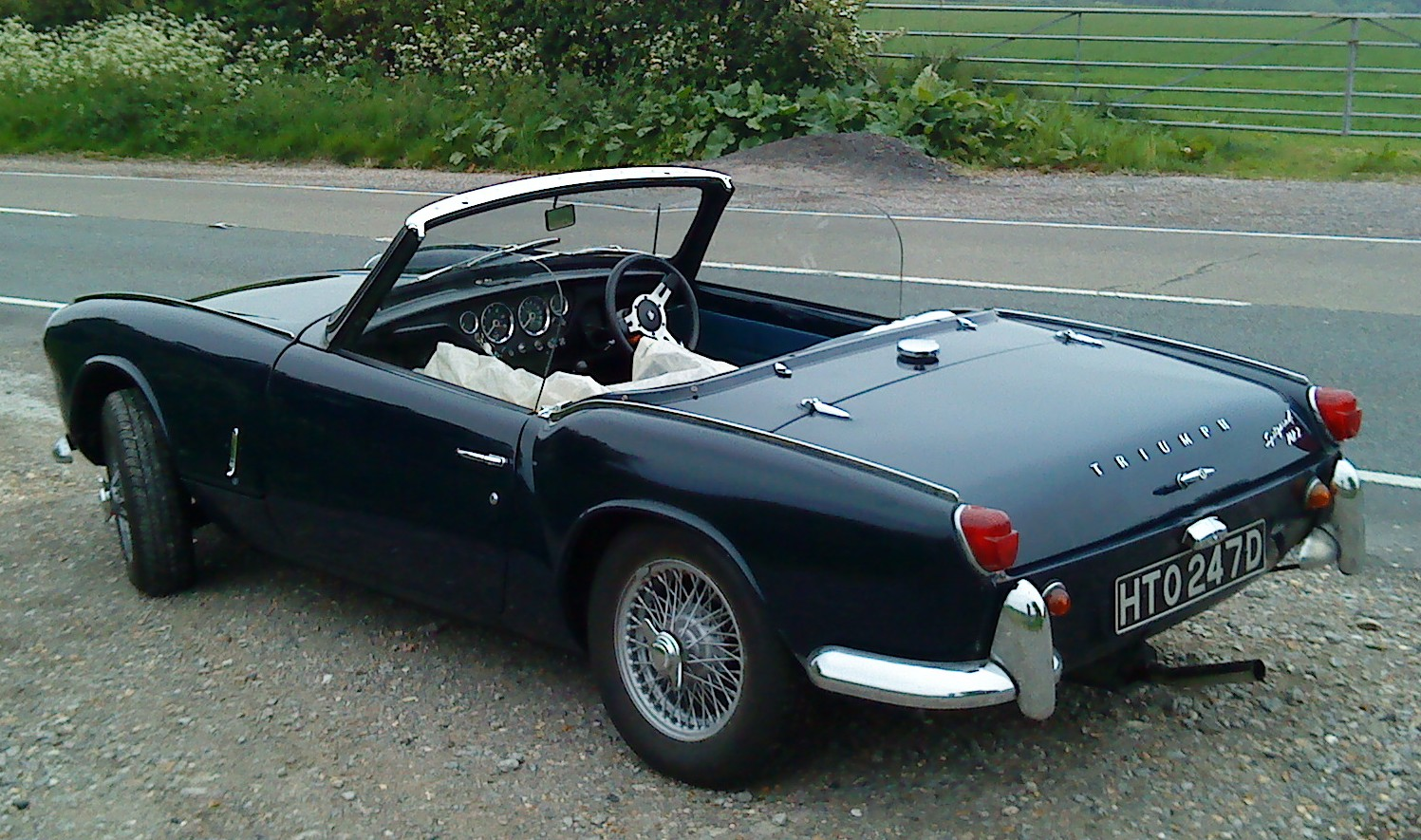
Une Spitfire4 Mk2 avec l'option roues-fil

Comme pour la version précédente, deux types d'options sont offerts : les commandes spéciales, montées à l'usine, et les accessoires, montés chez les concessionnaires. De par la grande similarité entre les deux versions de la Spitfire, les commandes spéciales offertes pour la Mk2 sont les mêmes que pour la Spitfire4, à l'exception du kit de moquettes et des protections latérales du moteur, qui sont montés en série.
La liste d'accessoires est plus fournie que sur la Spitfire4. Les seuls accessoires supprimés du catalogue sont la barre porte-insignes et le cache-culbuteurs chromé ; sont toujours proposés chauffage, pare-soleils, roues-fil, etc. En revanche, s'y ajoutent des ceintures de sécurité à trois points, six types de rétroviseurs latéraux différents, un volant gainé de bois, de marque Formula, un porte-bagages avec porte-skis, un kit pour barre de remorquage, un radiateur d'huile, un kit de servo-frein Girling, un bouchon de réservoir d'essence avec verrou, des garde-boue arrière, un kit de protection des bas de caisse, un autoradio Smiths Radiomobile, un extincteur, un enjoliveur chromé pour le pot d'échappement, un filtre à essence, des housses de protection pour les sièges, un système de dégivrage, ou encore des pneus à carcasse radiale. Un certain nombre d'accessoires sont à visée sportive, comme des jantes larges, des plaquettes de freins compétition Ferodo, une bobine compétition Lucas, des ressorts de suspension avant et arrière compétition, et un compte-tours gradué jusqu'à 8 000 tr/min.
En raison de la similitude entre la Spitfire4 et la Spitfire4 Mk2, les accessoires proposés pour cette dernière sont également installables sur la première version.

##### Peinture

Les couleurs disponibles pour la Spitfire4 Mk2, de haut en bas et de gauche à droite :
Black
Conifer Green
White
Signal Red
Wedgwood Blue
Royal Blue

Dans la continuité de la Spitfire4, la Spitfire4 Mk2 reprend exactement l'offre de peintures disponible pour sa devancière à la fin de sa commercialisation. Elle restera telle quelle tout au long de la production, à l'exception du noir qui sera abandonné en octobre 1965.
Ainsi, l'offre est la suivante : noir (Black) avec sellerie rouge, blanc cassé White avec sellerie rouge ou noire, bleu clair Wedgwood Blue avec sellerie bleu foncé Midnight Blue, vert foncé Conifer Green avec sellerie noire, rouge Signal Red avec sellerie noire, et bleu foncé Royal Blue, avec sellerie noire ou bleu foncé Midnight Blue,.

#### Publicité et réception
Comme le reste de la voiture, la publicité qui lui est faite reprend les éléments de celle de la Spitfire4, voire y fait clairement référence. La première annonce américaine annonce ainsi : « La nouvelle Triumph Spitfire Mk2 balance toujours. Seulement, plus vite. ». Au Royaume-Uni, c'est : « Qu'est-ce qui pourrait être plus amusant que la Triumph Spitfire ? (La nouvelle Triumph Spitfire Mark II) ». Les publicités à destination du marché américain insistent aussi sur les résultats sportifs obtenus par des Spitfire engagées dans les championnats locaux, ainsi, en 1964 : « La Triumph Spitfire termine 1er, 3e, 4e et 5e dans le championnat national de classe G. Elle bat la Sprite et la Midget. », et sur la désignation de la Spitfire comme meilleure GT à moins de 2 500 $ par les lecteurs de Car and Driver. Des jeunes filles apparaissent sur les visuels. Dans les publicités britanniques, elles sont plus vues comme passagères (Avec un slogan se voulant humoristique, « Les épingles à cheveux ne posent jamais de problèmes au conducteur de Spitfire - bien qu'il puisse devoir les balayer hors du cockpit »). Aux États-Unis, en revanche, un slogan annonce : « Triumph Spitfire Mk2. La voiture de sport d'homme pour les femmes. », tandis qu'une autre publicité présente la championne de surf Joyce Hoffman, en bikini, avec une Spitfire Mk2, mais un slogan qui mentionne « Le sourire d'une jolie fille ». Les clients américains sont également invités à profiter d'une opération commerciale consistant à réserver une Spitfire auprès d'un concessionnaire aux États-Unis, d'en prendre livraison à l'occasion de vacances au Royaume-Uni, et de l'envoyer ensuite aux États-Unis, en payant moins de taxes puisqu'il s'agissait de l'import d'une voiture d'occasion.
Les publications d'essais de la Spitfire4 Mk2 dans la presse spécialisée n'ont pas été très nombreuses, sans doute à cause de sa grande proximité avec le modèle précédent. Les essais publiés sont toujours positifs, notamment en ce qui concerne les reprises et la tenue de route ; le risque de survirage critiqué par la presse américaine est mentionné par les Britanniques, pour qui il n'est pas inquiétant. Cars and Car conversions écrit à ce sujet, que « faire décrocher une Spitfire requiert une dose de folie comme préalable. ». En revanche, la presse critique largement la capote, qui, pour Cars and Car conversions, « prend cinq minutes et trois ongles à monter ». De même, en août 1966, Autocar note que « pour aller avec le reste de l'équipement, la Spitfire mérite une capote efficace, qui se plie derrière les sièges arrière, comme sur l'Herald cabriolet. ».

### Spitfire Mk3
La troisième version de la Spitfire reçoit le nom de Spitfire Mk3, ce qui en fait la première version à ne plus s'appeler Spitfire4. Les raisons de l'abandon du 4 ne sont pas connues, mais sont probablement liées à l'inutilité de rappeler la motorisation 4 cylindres de la Spitfire, à la suite du choix fait d'appeler simplement GT6 le dérivé coupé à moteur 6 cylindres qui s'était d'abord nommé Spitfire GT, en production depuis 1966. Contrairement à sa devancière, la Spitfire Mk3 est modifiée sur un grand nombre de points par rapport à la Spitfire4 Mk2, notamment en raison des exigences particulières du marché américain.
La Spitfire Mk3 est produite à 65 320 exemplaires de janvier 1967 à décembre 1970. À l'exception du prototype, portant le numéro de série X743 et immatriculé EVC 376C, les numéros de série reprennent la forme habituelle à Triumph, déjà utilisée sur les versions précédentes, avec un préfixe de deux lettres suivi d'un numéro d'ordre. Le préfixe est changé et devient FD, tandis que la numérotation recommence à FD 1, et se poursuit jusqu'à FD 92 803. Moteurs et boîtes de vitesses reçoivent eux aussi une numérotation en FD, mais les différentiels poursuivent la numérotation FC des Spitfire4 et Mk2. En cours de production, les spécificités propres aux marchés américains donneront naissance à des Spitfire Mk3 spécifiques, identifiées d'abord par un suffixe U apposé au bout du numéro de série du moteur, puis un préfixe FE au lieu de FD, à partir de 1970, et même FF sur les derniers modèles destinés à Porto Rico. Le prix de base d'une Spitfire Mk3, lors de son introduction sur le marché britannique, est de 582 £.
La 100 000e Spitfire produite, tous modèles confondus, est une Mk3 Jasmine Yellow, sortie des chaînes de montage de Canley le 8 février 1968.

#### Présentation

##### Extérieur
Si la Spitfire Mk3 utilise toujours la même carrosserie que la Spitfire4, avec les jointures des tôles extérieures et protégées par un jonc chromé, le même pare-brise amovible, et les mêmes jantes, elle présente néanmoins un aspect global très différent de celui des deux versions précédentes.
La modification la plus visible est la nette élévation des pare-chocs, surélevés d'une hauteur de 9 pouces (22,83 cm) en raison de nouvelles règlementations en vigueur aux États-Unis, marché essentiel puisque absorbant désormais 75 % de la production. Le pare-chocs avant se retrouve ainsi devant la grille de calandre, donnant ainsi à la Spitfire Mk3 un air caractéristique souvent qualifié d'« os entre les dents »,. Les butoirs de pare-chocs avant sont également modifiés, et incorporent désormais une façade en caoutchouc, permettant d'éviter de rayer le chrome en cas de contact. Les pare-chocs arrière sont également relevés de façon similaire, et les butoirs qui recouvraient ceux des versions précédentes sont supprimés.
L'autre modification importante concernant l'extérieur de la Spitfire Mk3 est la capote. Le modèle à monter soi-même des versions précédentes est ici remplacé par une capote pré-installée, repliable derrière les sièges, d'une forme très proche de la version précédente, et disponible en noir ou en blanc. Sa fixation sur le haut du pare-brise s'effectue par le biais de deux crochets, similaires à ceux proposés pour la capote de l'Herald cabriolet, qui seront rapidement remplacés par deux loquets se fixant dans des trous aménagés dans le haut du pare-brise, un système plus simple. La fixation arrière s'effectue par le biais de pressions, qui remplacent là encore les crochets des versions précédentes. Conséquence de l'apparition de la nouvelle capote, l'enjoliveur de haut de pare-brise perd la gouttière qui servait à retenir la capote des versions précédentes. Enfin, la protection de la capote repliée s'effectue par le biais d'un couvre-capote se fixant aux pressions de l'arrière du cockpit. Réalisé dans le même matériau que la sellerie, ce couvre-capote présente un passepoil blanc sur les coutures avant et arrière, et deux œillets à la fonction inconnue. Au fur et à mesure de la production, le passepoil ne sera plus appliqué que sur la couture avant, puis disparaîtra complètement. Les montants de pare-brise sont également légèrement modifiés par l'ajout de gouttières latérales pour empêcher l'eau de rentrer dans le cockpit, à la suite de plaintes de clients. Toutefois, celles-ci semblent avoir été montées dès les dernières Mk2.
Par ailleurs, la Spitfire Mk3 se caractérise par le remplacement des feux individuels à l'avant par un combiné clignotant-feux de position rectangulaire, impliquant une légère transformation d'une des pièces du capot. Sur les premiers modèles toutefois, le capot de la Spitfire4 Mk2 sera réutilisé jusqu'à épuisement du stock, avec un adaptateur. À l'arrière, les clignotants sont également modifiés : s'ils ont dû être relevés, à la suite de l'élévation des pare-chocs, ils sont également plus gros, et réalisés en plastique, contrairement aux modèles précédents. D'autre part, deux feux de recul sont désormais montés en série. Ils sont placés au même niveau que les clignotants, vers l'intérieur.
La grille de calandre en aluminium est désormais similaire à celle employée sur la GT6 Mk1, mais ses montants verticaux sont peints en noir,. Il s'agit donc d'une grille occupant toute la largeur de la calandre, et non plus divisée en deux comme sur les versions précédentes.
Les marquages extérieurs restent globalement similaires à ceux des versions précédentes, les inscriptions scriptes du coffre étant désormais simplement « Spitfire » (sans le 4) et « Mk3 ». À l'avant, le lettrage « Triumph » est également conservé, mais l'écusson Standard-Triumph disparaît,.
Enfin, en raison des règlementations propres à certains pays d'exportation, la sortie du silencieux d'échappement n'est plus centrale, mais est déplacée vers l'arrière droit du véhicule. Il s'agit d'un silencieux basé sur celui de la GT6 Mk1, lui-même basé sur celui de la Vitesse.

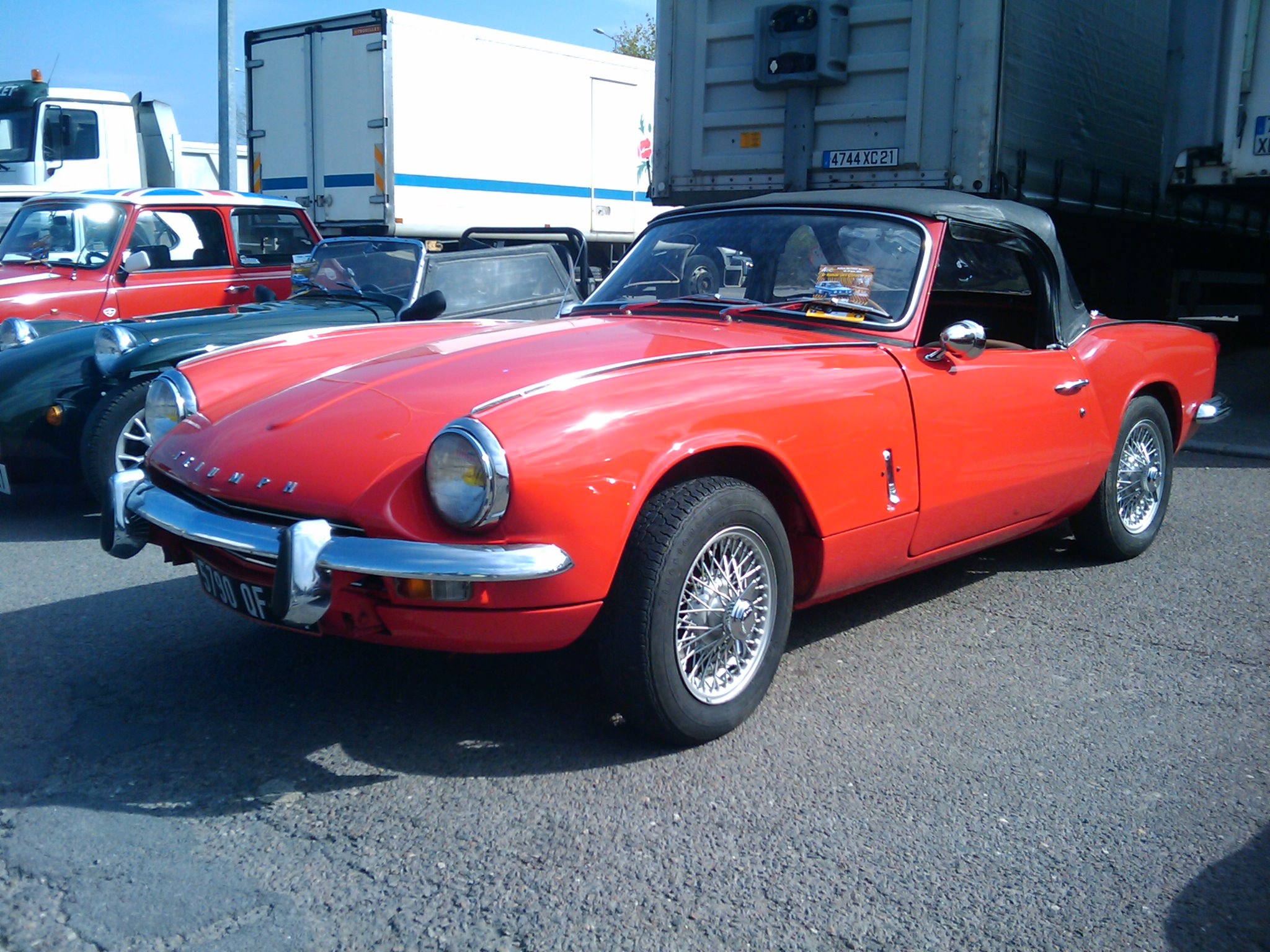
Vue d'ensemble d'une Mk3 avec l'option roues-fil
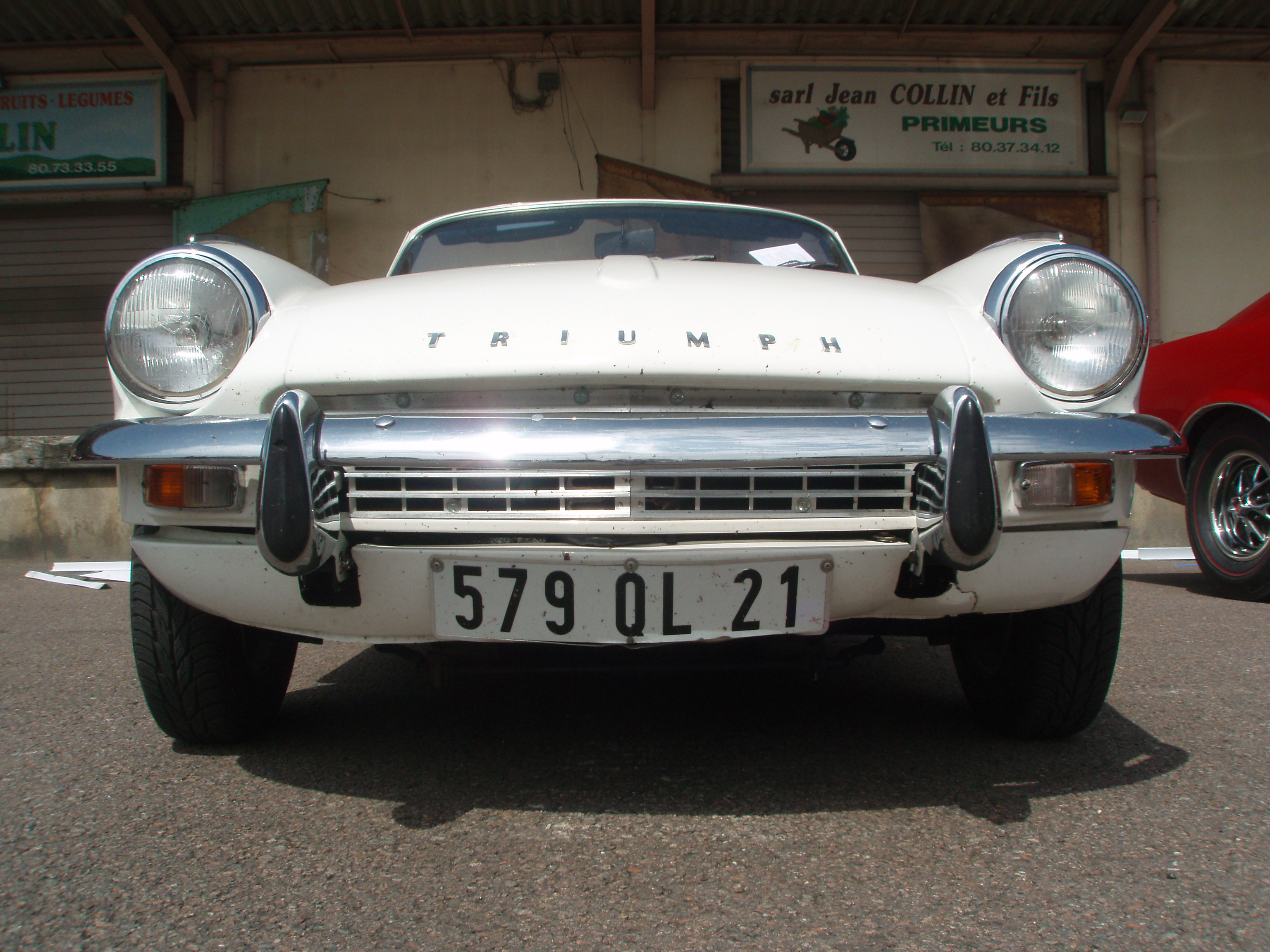
La calandre et le pare-chocs en « os entre les dents »
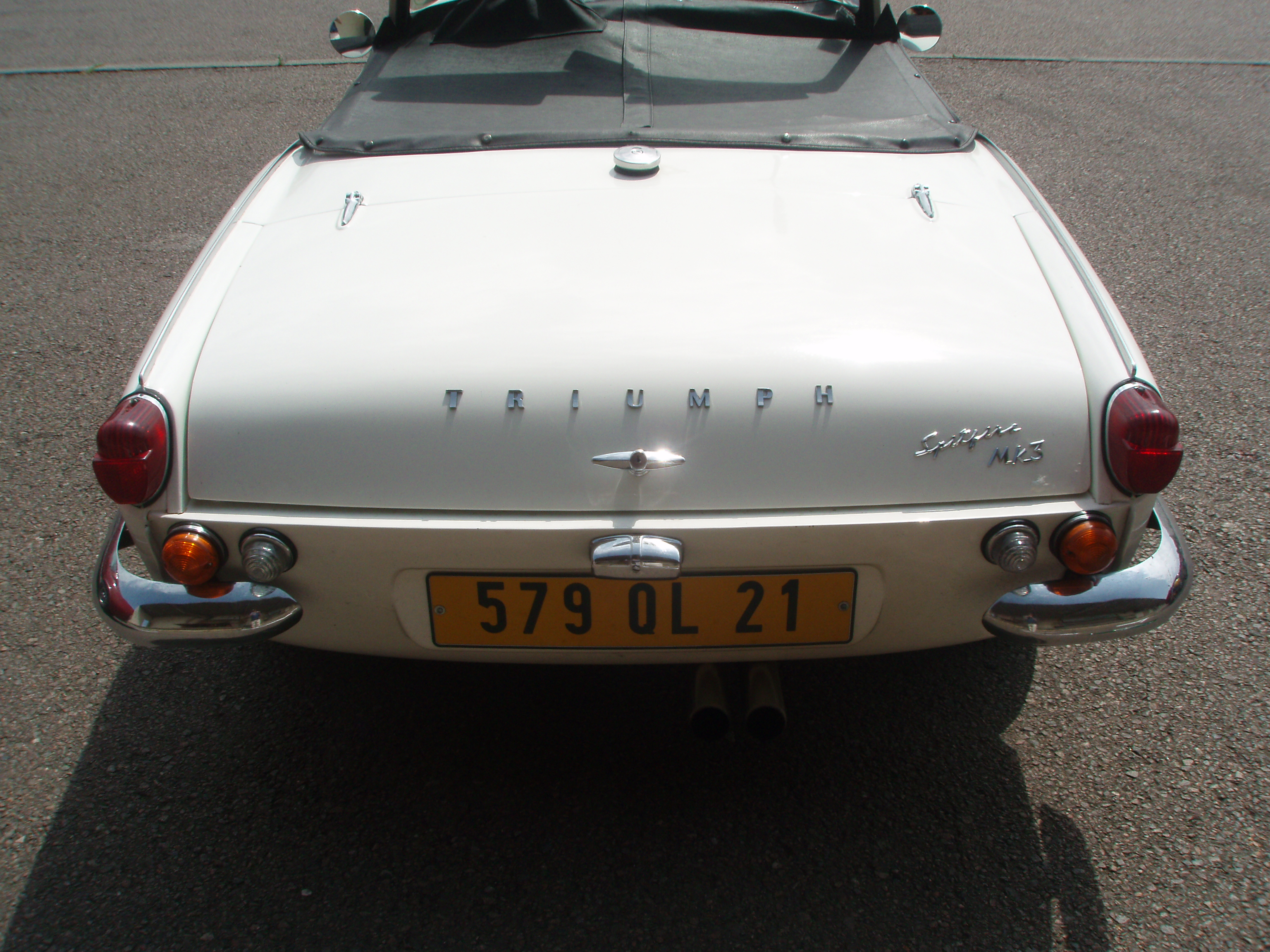
Vue de l'arrière

En octobre 1969, la voiture subira un restylage, qui simplifiera notamment les marquages extérieurs, tandis que les versions américaines gagneront des visuels spécifiques.

##### Intérieur

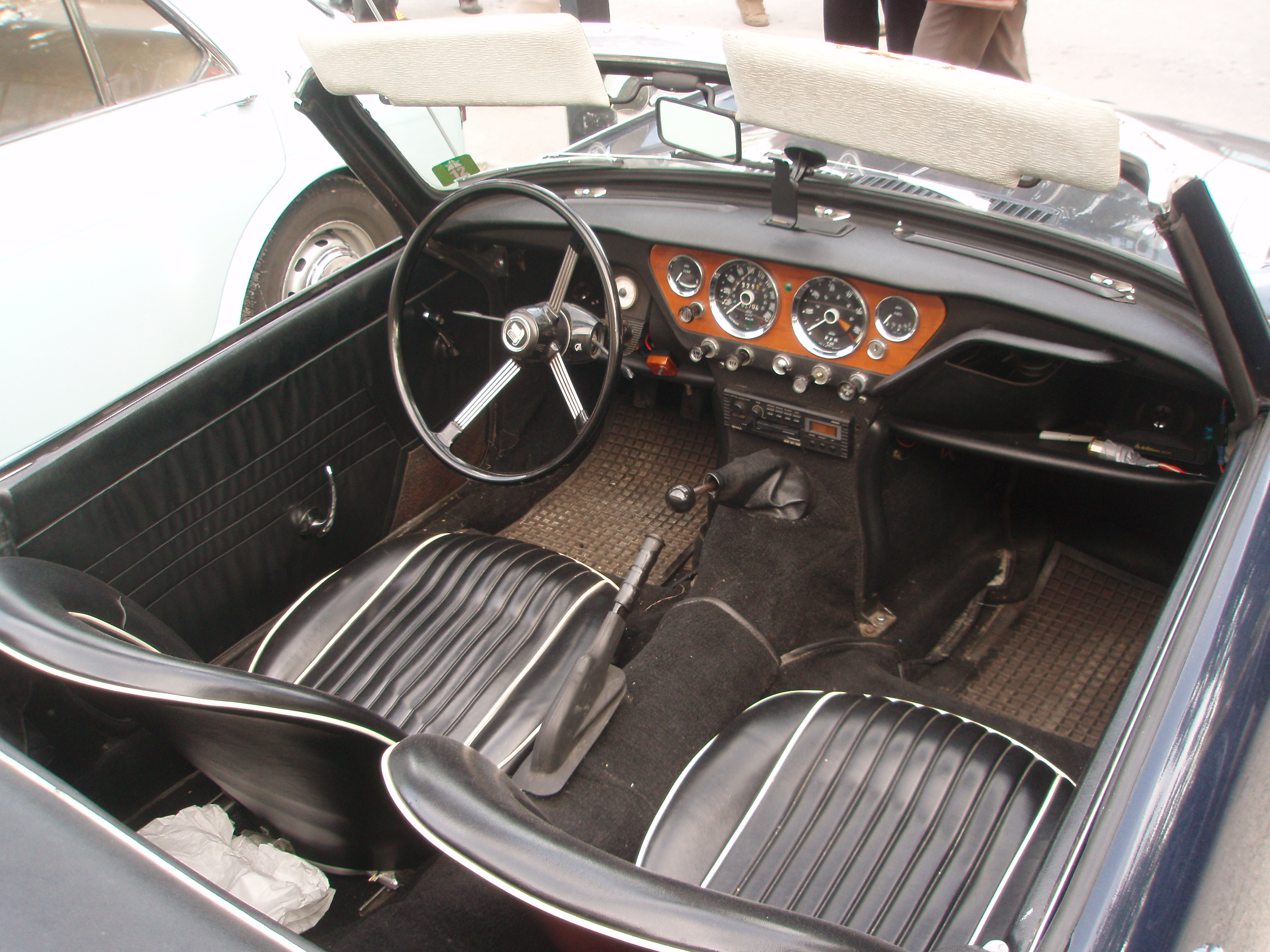
Cockpit de Mk3 (avant octobre 1969)

Au contraire de l'extérieur, l'intérieur de la Spitfire Mk3 ne subit pratiquement aucun changement par rapport à la Spitfire4 Mk2. Les deux seuls changements notoires concernent le tableau de bord et le volant. Le premier gagne un habillage en plaquage de bois, devenu une caractéristique propre à toutes les Triumph, mais dont les instruments conservent la même disposition (à l'exception de l'interrupteur des phares et de la clef de contact, qui sont inversés). Le volant, quant à lui, est remplacé par celui de la TR4, de 15 pouces de diamètre et à trois branches en tiges métalliques. Toutefois, le gainage en cuir de la TR4 n'est pas repris. Il sera remplacé à l'occasion du restylage d'octobre 1969.
En dehors de ça, les changements sont très minimes : les coquilles d'habillage de la colonne de direction recevant les commodos ne sont plus en métal, mais en plastique, comme sur les nouvelles Herald (et peut-être sur les dernières Mk2). Le pommeau du levier de vitesses reçoit une inscription mentionnant la position des différents rapports, tandis qu'un soufflet en cuir artificiel cousu sur la moquette remplace celui en caoutchouc des Mk2, après épuisement des stocks restants. Le rétroviseur central est également remplacé, là encore après épuisement des stocks restant des Mk2, par un modèle éjectable en cas d'impact.
L'armature et la face intérieure de la capote sont d'abord beige, puis deviennent rapidement noires,.
Les dernières versions américaines bénéficieront d'un tableau de bord entièrement différent, similaire à celui des Spitfire MkIV.

##### Mécanique
« La grande nouvelle est sous le capot », annoncent les prospectus publicitaires de Triumph. En effet, la nouveauté la plus importante apportée par la Spitfire Mk3 est son moteur, d'une cylindrée de 1 296 cm3, développant une puissance de 75 ch à 6 000 tr/min, et un couple de 101,57 N m à 4 000 tr/min. Cette puissance nettement augmentée, jointe à un poids resté sensiblement identique, permet d'atteindre un rapport poids-puissance de 95,5 ch/tonne, d'où une accélération de 0 à 100 km/h en 12,5 s.

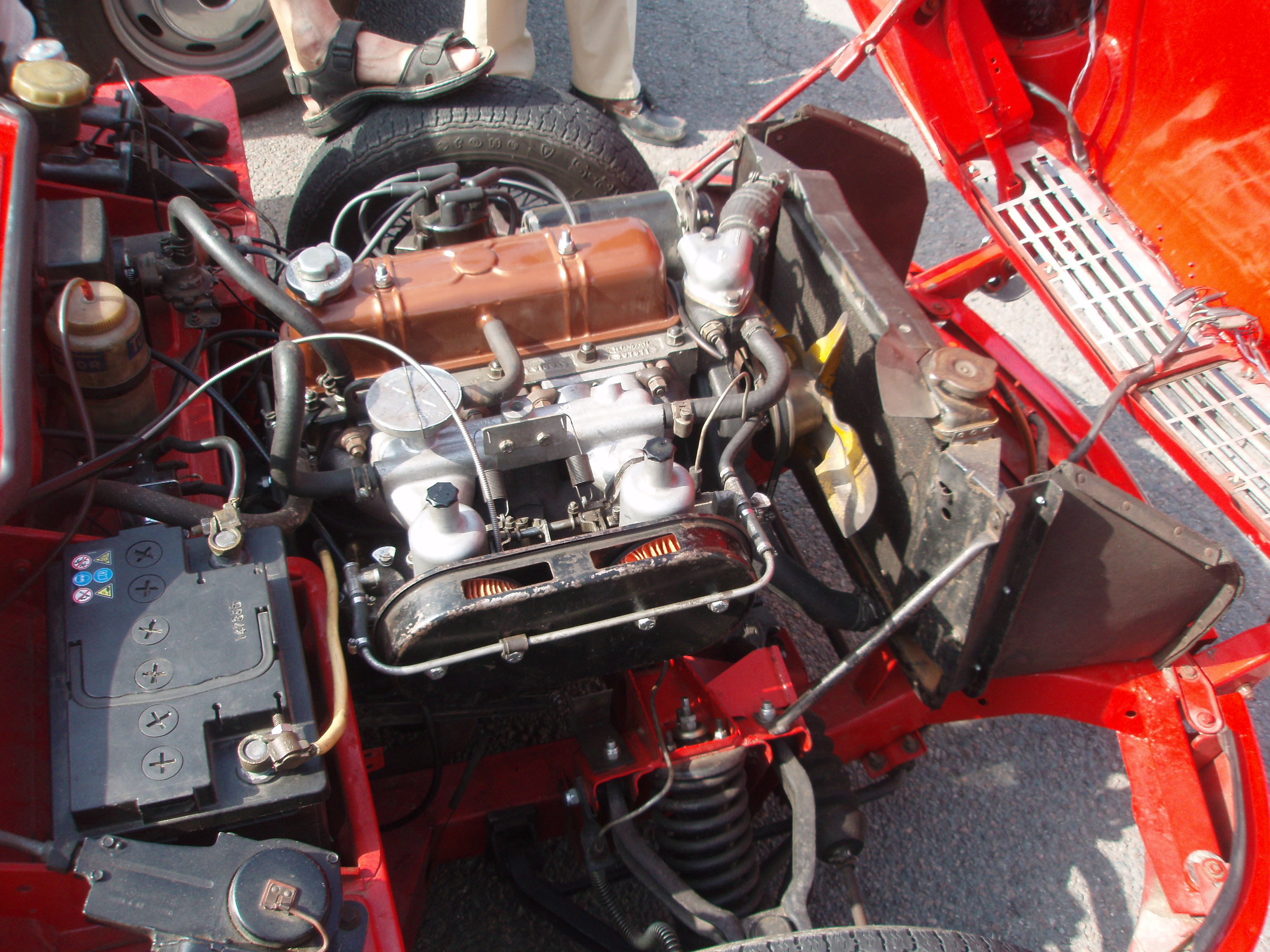
Moteur de Mk3. Noter la soupape Smiths sur le collecteur d'admission

Ce moteur est éprouvé, puisqu'il est monté dans la Triumph 1300 depuis 1965. Il s'agit en fait du même moteur que le 1 147 cm3 des versions précédentes de la Spitfire, mais dont l'alésage est augmenté pour atteindre 73,7 mm, tandis que la course reste de 76 mm. Le vilebrequin et l'arbre à cames sont les mêmes que sur la Spitfire4 Mk2, avec la même temporisation de 25°-65°25°-65°. Mais il bénéficie en plus des améliorations développées pour le programme de course, et de développements spécifiquement réalisés pour son installation dans la Spitfire : sa culasse en fonte est basée sur le modèle en aluminium à huit ouvertures développée pour les Spitfire de rallye de 1964, et montée sur les Spitfire victorieuses aux 24 Heures du Mans. Chaque cylindre dispose désormais d'un conduit d'admission qui lui est propre, contrairement aux modèles précédents. Pour parer au problème rencontré sur les voitures de course, où l'ouverture des conduits d'admission était gênée par la présence des goujons, ceux-ci sont repositionnés, et leur nombre réduit de 11 à 10. En conséquence, le bloc-cylindres est également redessiné. L'élargissement des chambres de combustion pour correspondre au nouvel alésage permet d'améliorer le positionnement des soupapes, et d'augmenter leur taille pour améliorer la respiration du moteur : le diamètre des soupapes d'admission passe ainsi à 33,17 mm, et celui des soupapes d'échappement à 29,72 mm. Le taux de compression reste le même, à 9:1. Une autre conséquence du changement de cylindrée est la disparition des tubes de protection des poussoirs, désormais incorporés dans la culasse, ce qui permet de diminuer les coûts de fabrication.
Le collecteur d'admission est entièrement nouveau, en raison du dédoublement des ouvertures de la culasse. Toujours réchauffé par le liquide de refroidissement, il est également fixé sur le collecteur d'échappement, ce qui procure des points chauds aidant à la vaporisation du mélange air-essence. Celui-ci est un nouveau modèle en fonte, remplaçant le collecteur tubulaire de la Spitfire4 Mk2, jugé trop cher à fabriquer. Les carburateurs sont toujours deux SU HS2, désormais équipés d'aiguilles BO. Le circuit de recyclage des vapeurs du cache-culbuteurs est amélioré : au lieu d'être relié aux filtres à air, que les vapeurs d'huile pourraient encrasser, le reniflard est directement relié au collecteur d'admission par le biais d'une soupape de contrôle d'émissions, dite soupape Smiths. Pour éviter la création d'un vide préjudiciable au bon fonctionnement de l'ensemble, le bouchon de remplissage d'huile est remplacé par un modèle en deux parties permettant l'admission d'air extérieur. La boîte abritant les filtres à air est également modifiée, avec des entrées d'air positionnées sur le dessus afin de limiter la quantité de poussière aspirée. Elle est peinte en noir.
Le système de refroidissement est également modifié. Le radiateur est plus étroit, avec 40 cm de large ; comme le support de radiateur des versions précédentes est conservé, il y est fixé par deux entretoises métalliques. Le ventilateur est un modèle à 4 pales en acier pressé, peint en jaune.
Le système électrique est transformé par le changement de la masse : celle-ci est désormais reliée au pole négatif ( - ) de la batterie,. Le câble de masse de celle-ci est muni d'une gaîne jaune portant la mention negative earth. La boîte à fusibles est désormais placée sous le capot, à gauche, sur la cloison pare-feu.
Parallèlement à l'augmentation de puissance de la voiture, le freinage est amélioré par l'installation à l'avant d'étriers de freins Girling 14 LF Mk3, dont les plaquettes offrent à la fois une surface de frottement plus importante, et une durée de vie améliorée, tandis qu'un maître-cylindre muni d'un réservoir plus grand remplace celui des versions précédentes. Par ailleurs, le diaphragme de l'embrayage est renforcé, et des ressorts de suspension avant plus durs sont installés.

#### Évolutions
La Spitfire Mk3 subira un certain nombre de changements mineurs au cours de sa production. Très rapidement, dès le numéro de série FD 2789, de nouveaux segments sont installés autour des pistons pour réduire la consommation d'huile. Au numéro FD 6049, le barillet de la clef contact est changé pour un modèle à deux positions. À partir de FD 7031, le stock de capots de Spitfire4 Mk2 étant épuisé, des capots propres à la Mk3 sont installés, incorporant directement l'emplacement pour le combiné feux de position-clignotants. À FD 13980, les crochets d'attache de la capote sur le pare-brise hérités de l'Herald sont remplacés par un système de verrouillage plus simple, avec deux loquets sur l'armature de capote, qui s'emboitent dans des trous aménagés dans le haut de pare-brise. À partir du numéro FD 16351, les protections latérales du moteur ne sont plus montées en série. Au numéro FD 16482, la commande de frein à main est modernisée : il faut désormais appuyer sur le bouton de verrouillage pour enlever le frein à main, et non plus pour l'actionner. Des points d'ancrage pour ceintures de sécurité sont montés en série à partir d'avril 1967, bien que les ceintures de sécurité elles-mêmes restent des options. Au numéro FD 21967, le ventilateur de refroidissement de la dynamo est remplacé par un modèle plus large. Au numéro FD 24043, le système de verrouillage des portières est amélioré. À partir du numéro FD 29587, l'armature de capote est peinte en noir et non plus en beige ; la face intérieure de la capote devient également noire au même moment. Au numéro FD 30784, le balai d'essuie-glace gauche est remplacé et déplacé vers la gauche. Enfin, à FD 48653, un radiateur modifié est installé, dont le bouchon supporte une pression de 13 psi au lieu de 7, comme sur les modèles précédents. En conséquence, les durits du circuit de refroidissement sont renforcées, le joint de pompe à eau amélioré, et la sonde de température est remplacée.

##### Restylage d'octobre 1969
En 1969, pour la première fois depuis le début de la production de la Spitfire, les quantités de ventes au Royaume-Uni sont inférieures à celles de la Midget et de la Sprite. En conséquence, un restylage est décidé, afin d'aligner la Spitfire sur la nouvelle GT6 Mk2, en production depuis juillet 1968. Celui-ci est appliqué à partir de la voiture portant le numéro de série FD 75000, produite en octobre 1969, et aura pour conséquence, tout minime qu'il soit, de faire repasser les ventes de la Spitfire devant celles de ses rivales.
Les changements concernent principalement l'extérieur de la voiture, et notamment le marquage, qui est totalement revu. Les marques chromées disparaissent complètement, et sont remplacées par des plaques émaillées, mentionnant en capitales linéales argentées sur fond noir, « Spitfire » sur le côté gauche du capot, « Triumph » sur le côté droit du coffre, et « Spitfire » sur les ailes arrière. L'entourage de pare-brise est peint en noir mat, quelle que soit la peinture choisie pour le reste de la voiture, ainsi que la grille de calandre. À partir du numéro de série FD 80521, celle-ci sera remplacée par un modèle en plastique. L'éclairage arrière est également modifié, par le remplacement des deux feux de recul latéraux et du support chromé d'éclairage de plaque par un unique support peint couleur carrosserie, réunissant l'éclairage de plaque et un unique feu de recul central. À partir du numéro de série FD 81056, les feux arrière hérités de la Spitfire4 seront remplacés par un modèle très légèrement différent, dont la catadioptre est légèrement moins haute.
L'intérieur ne bénéficie que de quelques améliorations, consistant en l'installation d'un nouveau volant, similaire à celui de la GT6 Mk2, mais sans rembourrage, et en l'ajout de coussinets de protection sur les côtés du tunnel de transmission. Par ailleurs, la capote est désormais munie d'une fermeture Éclair permettant d'ouvrir la lunette arrière afin d'améliorer la ventilation ou la visibilité.
Enfin, les roues sont élargies, passant d'une taille de 13 × 3,5 pouces à 13 × 4,5 pouces, le cache-culbuteurs est peint en argent au lieu de cuivre, et une patte destinée au montage du vase d'expansion du réservoir d'essence des Spitfire destinées au marché américain apparaît dans le coffre, sur le passage de roue arrière droit.

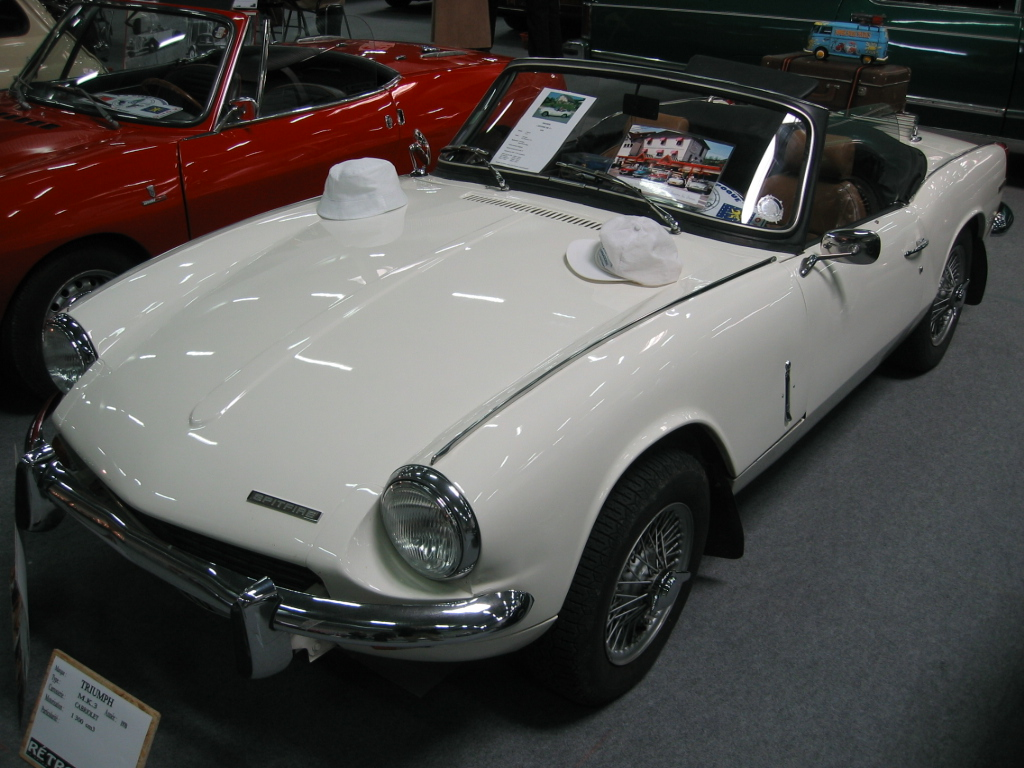
Vue avant d'une Mk3 restylée. Noter le marquage de capot, et l'entourage de pare-brise noir. Les roues-fil sont une option
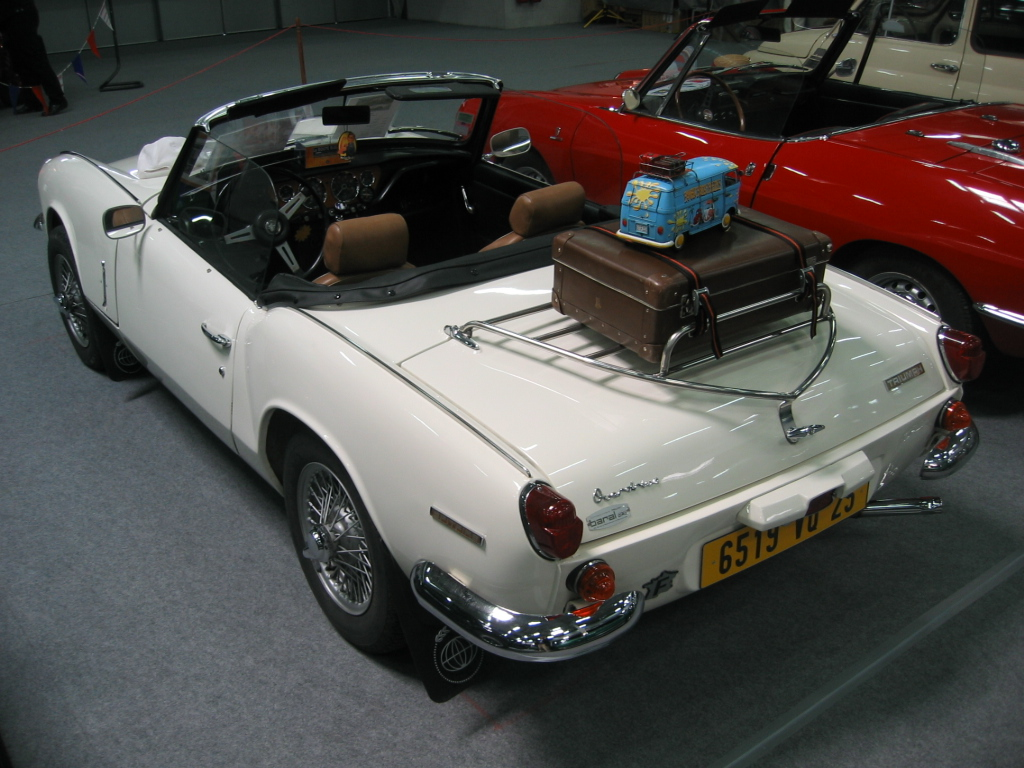
Vue arrière de la même voiture. Noter les marquages sur le coffre et les ailes. Le porte-bagages est une option, les sièges viennent d'une MkIV ou d'une 1500
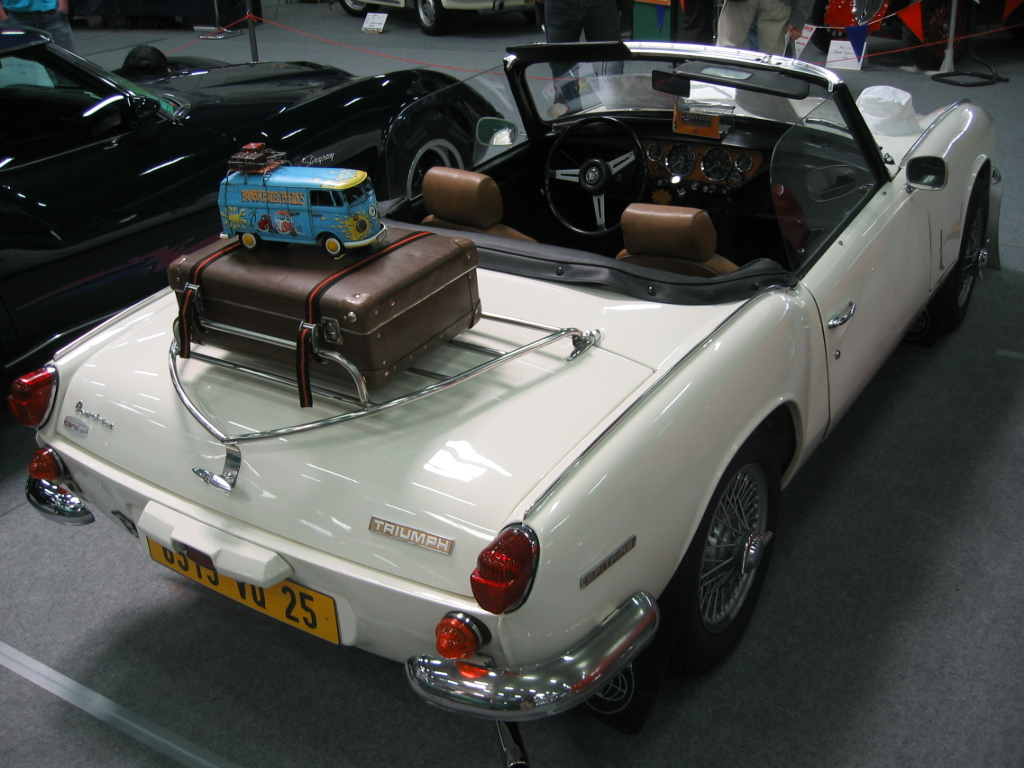
La même voiture, vue de l'autre côté

##### Les Mk3 fédérales

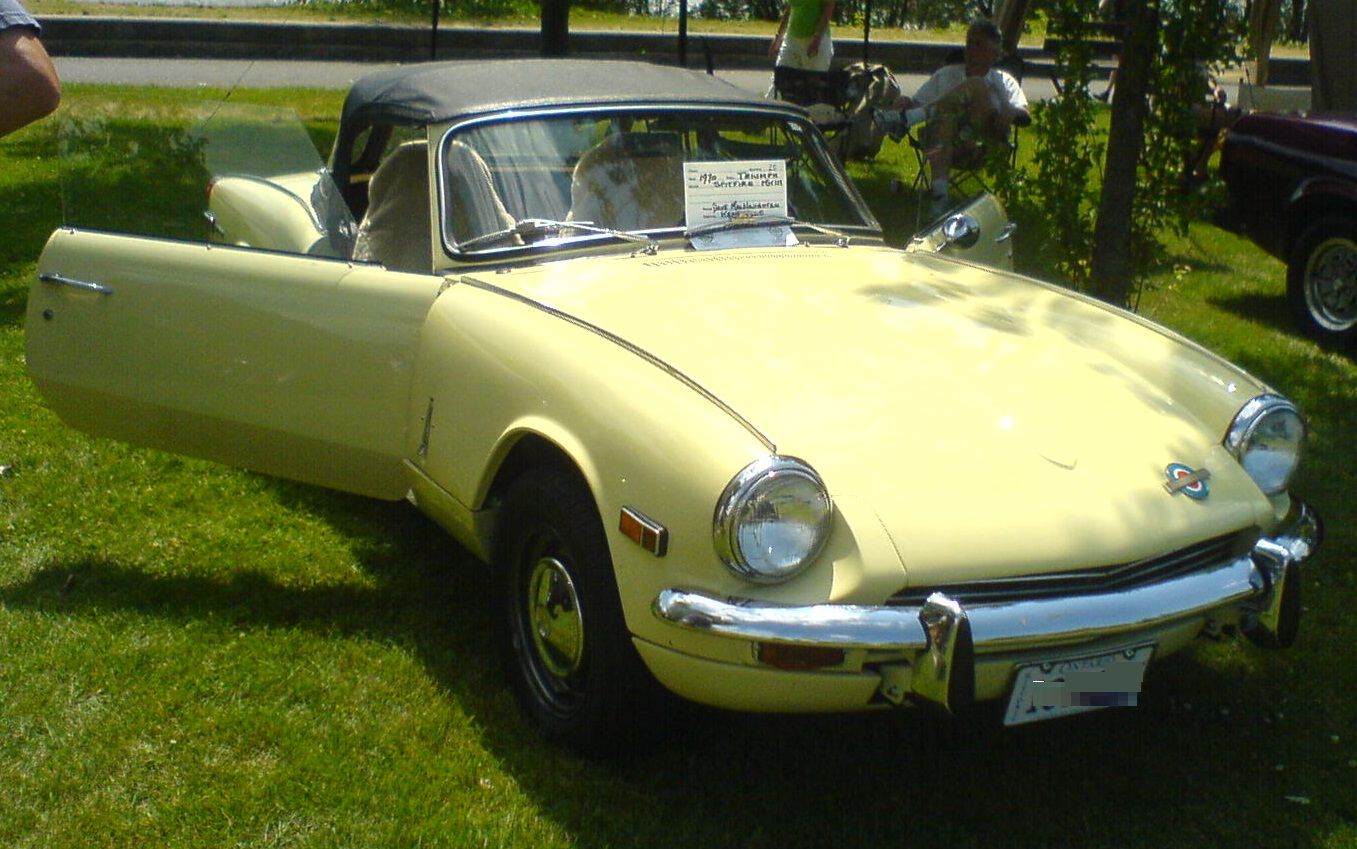
Spitfire Mk3 fédérale de 1970. Noter les feux de gabarit et la cocarde sur le capot

Les États-Unis étant le premier marché des Spitfire, Triumph se devait de prêter une attention particulière aux législations de ce pays. Deux domaines concernaient particulièrement les constructeurs automobiles. La sécurité d'abord, sujet lancé par la publication par Ralph Nader de son livre Unsafe at any speed, se traduisant en pratique par l'entrée en vigueur des premières normes de sécurité, les Federal safety standards, en 1968. D'autre part, la lutte contre la pollution automobile, imposée par l'entrée en vigueur du Clean Air Act de 1967, applicable là aussi en 1968.
Les premières Spitfire concernées par ces nouvelles règlementations sont les Mk3 de l'année-modèle 1969. L'intérieur est profondément modifié, avec des sièges à appui-tête destinés à éviter le coup du lapin en cas d'accident, et des rembourrages latéraux autour du tunnel de transmission. Le tableau de bord central disparaît au profit d'une planche de bord recouverte de cuir artificiel noir, occupant toute la largeur de la voiture, avec les instruments placés en face du conducteur, et un avertisseur sonore d'oubli de la clef dans le contact. L'extérieur est aussi modifié, avec quatre feux de gabarit sur les ailes, rouges à l'arrière et orangés à l'avant, destinés à rendre la voiture plus visible de nuit. Les marques d'identification sont changées, de façon similaire à ce qui sera fait lors du restylage d'octobre 1969 pour les autres marchés, avec sur le capot une cocarde britannique rouge-blanc-bleu, par allusion au Supermarine Spitfire. Afin de limiter les risques d'incendies liés à une fuite d'essence en cas d'accident, un vase d'expansion relié au réservoir d'essence est installé dans le coffre, sur le passage de roue arrière droit. Enfin un système de récupération des gaz du carter moteur avec vanne PCV est installé, et le taux de compression est réduit à 8,5:1. En conséquence, la puissance baisse légèrement, passant de 75 à 68 ch, tandis que le couple passe de 101,57 à 98,86 N m,. Ces moteurs décompressés sont identifiés par un numéro de série muni d'un suffixe U.
Pour l'année-modèle 1970, le moteur est encore modifié par le remplacement des deux carburateurs SU HS2 par un unique Stromberg 150 CDSE, spécialement développé pour les voitures équipées d'un contrôle des émissions polluantes. Le taux de compression est remonté à 9:1, mais la puissance et le couple restent similaire à ceux des modèles 1969.

#### Options et accessoires
Un grand nombre d'options sont disponibles pour la Spitfire Mk3, toujours répartis entre commandes spéciales, montées à l'usine, et accessoires, montés chez les concessionnaires. La plupart des nouveaux accessoires sont également adaptables sur les deux modèles précédents.
Les commandes spéciales comprennent l'overdrive, le remplacement de la dynamo par un alternateur, le chauffage, des sièges en cuir, un pare-brise en verre feuilleté, un Neiman, des pneus à carcasse radiale ou à flancs blancs et un couvre-tonneau, noir ou blanc. Sont également proposés une paire de pare-soleils blancs, plus fins que ceux de la Mk2, et dans lesquels un créneau est aménagé pour laisser place au crochet de capote, recouverts de cuir artificiel blanc. À partir du numéro de série FD 13981, ils seront remplacés par un nouveau modèle, issu de ceux montés sur la GT6 MkII, articulés pour pouvoir offrir une protection latérale ; au numéro FD 29587, ils deviendront noirs.
Les accessoires sont nombreux, et comprennent des ceintures de sécurité à trois points, simples ou à enrouleur, 13 modèles de rétroviseurs latéraux différents, un triangle de présignalisation, un filtre à essence, un feu anti-brouillard, des projecteurs additionnels, un servofrein Girling Powerstop, des ressorts de suspension avant et arrière de compétition, un kit de radiateur d'huile, des kits d'installation d'instruments supplémentaires au tableau de bord pour un ou deux instruments, un hard-top, un kit d'installation de capote (pour les voitures vendues avec le hard-top seul), un système de dégivrage électrique, un allume-cigare, des housses de volant en simili-cuir ou en cuir véritable, un volant à jante en bois, un pommeau de levier de vitesse en bois, deux modèles de porte-bagage, fixe et amovible, un verrou de capot, un bouchon de réservoir à clef, des roues fil, d'abord munies d'un écrou de fixation à oreilles, qui sera remplacé par un écrou hexagonal à partir du numéro de série FD 11732, un enjoliveur de pot d'échappement, des rétroviseurs d'aile pour le remorquage, un crochet de remorquage, des protections de bas de caisse, une corde de remorquage, et des outils spécifiques pour remplacer les bougies ou les roues, en complément de ceux fournis dans la trousse à outils livrée avec la voiture.

##### Peinture

Les couleurs disponibles pour la Spitfire Mk3, de haut en bas et de gauche à droite :
White
Signal Red
Jasmine Yellow
Sienna Brown
Wedgwood Blue
Royal Blue
Damson Red
Saffron Yellow
Conifer Green
Valencia Blue
Laurel Green

Le choix de couleurs proposé lors de l'achat d'une Spitfire Mk3 est d'abord identique à celui proposé pour la Spitfire4 Mk2, avec le blanc cassé White, proposé avec sellerie rouge ou noire, le bleu clair Wedgwood Blue avec sellerie bleu foncé Midnight Blue, le vert foncé Conifer Green avec sellerie noire, le rouge Signal Red avec sellerie noire, et le bleu foncé Royal Blue, avec sellerie noire ou bleu foncé Midnight Blue.
Une première modification de l'offre a lieu en septembre 1968, avec l'introduction de trois nouvelles couleurs en plus des précédentes, tandis que le choix de selleries est entièrement revu. L'offre devient donc la suivante : blanc cassé White avec sellerie noire, marron clair, ou rouge Matador Red, bleu clair Wedgwood Blue avec sellerie noire ou bleu foncé Shadow Blue, vert foncé Conifer Green avec sellerie noire ou rouge Matador Red, rouge Signal Red avec sellerie noire ou marron clair, et bleu foncé Royal Blue, avec sellerie noire ou bleu foncé Shadow Blue ; peintures auxquelles s'ajoutent le bleu-vert Valencia Blue, le jaune pâle Jasmine Yellow (jaune jasmin) et un violet prune nommé Damson red (rouge quetsche), toutes trois proposées avec une sellerie noire ou marron clair.
Un an plus tard, en septembre 1969, le vert Laurel Green (vert laurier) remplace le Conifer Green, avec la même offre de sellerie, et une nouvelle couleur apparaît, le brun Sienna Brown (brun de Sienne), avec sellerie noire ou marron clair.
En mai 1970, le jaune Saffron Yellow (jaune safran) remplace le Jasmine Yellow, toujours avec sellerie noire ou marron clair, le reste de l'offre restant inchangé,,.

#### Publicité et réception
« La grande nouvelle est sous le capot », annonce le constructeur dans ses premières publicités britanniques, sous la photo d'une voiture occupée par une jeune fille, et dont le capot ouvert est entouré de garçons. Les brochures américaines mettent aussi en avant « des muscles plus costauds » ou « de gros muscles anglais ». De fait, la motorisation de la nouvelle version de la Spitfire est appréciée par la presse, qui, comme Autosport d'avril 1967, parle d'« une petite voiture séduisante qui va très vite, avec une économie d'essence remarquable ». Motor titre également « Plus d'étincelles pour la Spitfire ».

### Spitfire MkIV
Novembre 1970 : Début de production de la Spitfire MkIV. Son design est totalement revu par Michelotti. La face avant est légèrement modifiée. Le capot ne comporte plus de nervure centrale, ni de joints au sommet des ailes, le cadre de pare-brise n'est plus démontable. En fait, c'est surtout la partie arrière qui est revue. Elle adopte désormais un arrière à pan coupé, un pare-chocs d'une seule pièce des feux différents. Le tableau de bord se retrouve derrière le volant et les sièges sont plus confortables. La suspension arrière est modifiée afin d'éviter les variations de carrossage et la boîte de vitesses est maintenant entièrement synchronisée. Les vitres latérales ne sont plus arrondies, un nouveau hard-top est réalisé. La dynamo est remplacée par un alternateur.

### Spitfire 1500
|  |  |

|  |  |

1974 : La Spitfire MkIV est arrêtée en décembre et c'est le début de production de la Spitfire 1500. Son moteur est un 1 500 cm3 longue course qui a la réputation d'être fragile. Les accessoires chromés sont nettement moins nombreux. Un petit spoiler est ajouté sous le pare-chocs avant et des autocollants spécifiques sont disposés sur le véhicule.
1980 : C'est la fin de la production des Spitfire 1500, peu de temps avant la disparition de la marque Triumph, en 1984.

## En compétition

### La renaissance deTriumph Works
Triumph s'était déjà impliqué en compétition automobile par le passé, avec les TR2 et TR3. Cependant, Triumph Works, le service compétitions de la marque, avait été fermé à la suite du rachat de la marque par Leyland. Il faut attendre 1962 pour qu'Harry Webster puisse obtenir les fonds nécessaires à la mise en place d'un programme sportif destiné à assurer la promotion de Triumph, et re-créer l'équipe d'usine, à la tête de laquelle il place Graham Robson. La première année, l'équipe n'obtient qu'un succès limité en rallye, avec des TR4 et des Triumph 2000 ; aussi Webster accepte-t-il la proposition de Robson pour la saison 1964, d'engager des Spitfire pour les 24 Heures du Mans et en rallye sur asphalte – les berlines Triumph 2000 étant conservées pour les rallyes sur terre.
Le conseil d'administration n'approuve le programme qu'en décembre 1963, toutefois, fidèle à son habitude, Webster avait fait commencer les travaux sur les nouvelles voitures dès octobre, soit un an après le lancement de la Spitfire4. En attendant que les voitures de course soient prêtes, et dans le but d'accumuler de l'expérience sur le comportement de la Spitfire en compétition, le prototype avec conduite à gauche, immatriculé 412 VC, est converti en conduite à droite et engagé dans des courses nationales, avec Roy Fidler comme pilote. Des pannes moteur l'empêchent souvent de terminer les compétitions, mais en janvier 1964, il est engagé au rallye du Pays de Galles, où il obtient la deuxième place au classement général,.
Neuf Spitfire de course sont construites en moins de six mois : quatre pour les 24 Heures du Mans, quatre pour le rallye automobile, et un mulet de développement. Deux autres voitures seront ensuite produites.

### 24 heures du Mans

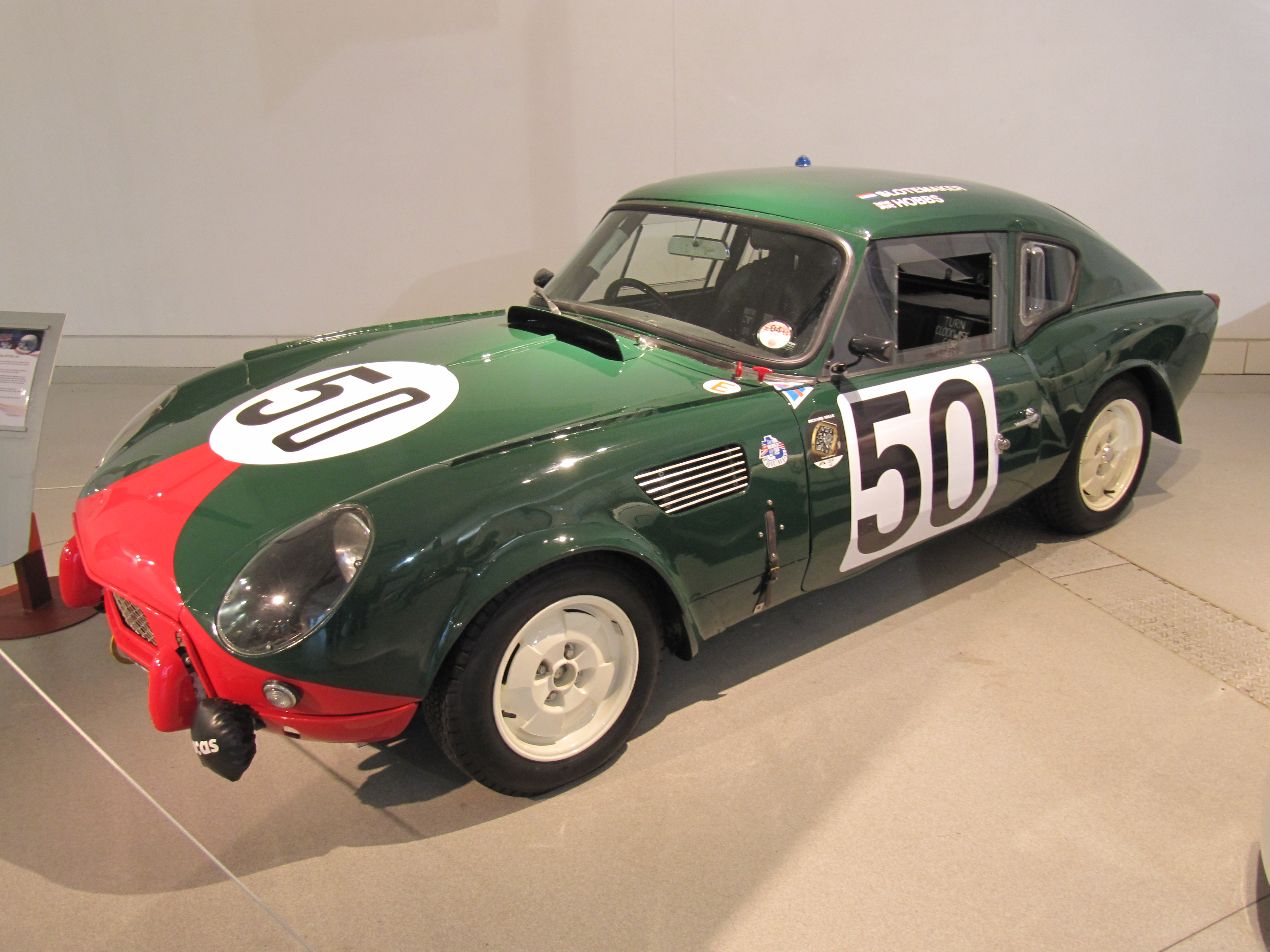
Réplique d’une des Spitfire des 24h du Mans 1964, ADU 2B.

Les quatre Spitfire destinées aux 24 Heures du Mans sont conçues comme des prototypes, très différents des voitures de série. De fait, elles seront engagées au Mans en catégorie prototype 3 litres. Elles portent les numéro de série X727, X728, X730 et X731 ; et sont immatriculées ADU 1B, ADU 2B, ADU 3B et ADU 4B. Toutefois, les immatriculations ont pu passer d'une voiture à l'autre, et les immatriculations ADU 1B et ADU 3B désignent chacune deux voitures différentes, les premières ayant été perdues à la suite d'accidents au Mans en 1964.

#### Préparation technique
Afin de gagner en poids et en aérodynamisme, les voitures sont dotées d'une carrosserie et d'un châssis en aluminium, d'un toit de type fastback en fibre de verre, créé par moulage de celui dessiné par Michelotti pour le projet de Spitfire GT qui allait devenir la GT6, et d'un capot inspiré de celui de la Jaguar E-Type, avec des phares carénés. Leurs calandres sont partiellement couvertes par un masque ajouré, les pare-chocs sont supprimés, et des jantes spécifiques en alliage de magnésium sont installées. Ainsi allégées, les voitures présentent des poids compris entre 737 et 744 kg aux inspections du Mans en 1964.
La motorisation et la transmission sont également très nettement affutées. Le moteur est le bloc en acier de 1 147 cm3 des Spitfire4 de série, mais il est doté d'une culasse spécifique à 8 ouvertures (contre 6 pour la version de série), également en acier pour 1964, et de deux carburateurs double-corps Weber 45 DCOE. Ces modifications permettent de porter la puissance du moteur à 98 chevaux à 6 750 tours par minute – à comparer aux 63 chevaux à 5 720 tr/min du moteur de série. La transmission se compose d'une boîte de vitesses de TR4 entièrement synchronisée, et du train arrière en cours de développement pour la GT6, destiné à limiter la propension au survirage des Spitfire de série, mais muni d'un différentiel Salisbury à glissement limité,.
Les quatre voitures sont peintes en British Racing Green, la couleur nationale des voitures de courses britanniques ; sur le capot et le toit, elles présentent une bande de couleur spécifique destinée à aider à l'identification de chacune des voitures, notamment lors de leur arrivée aux stands.

#### Le Mans 1964

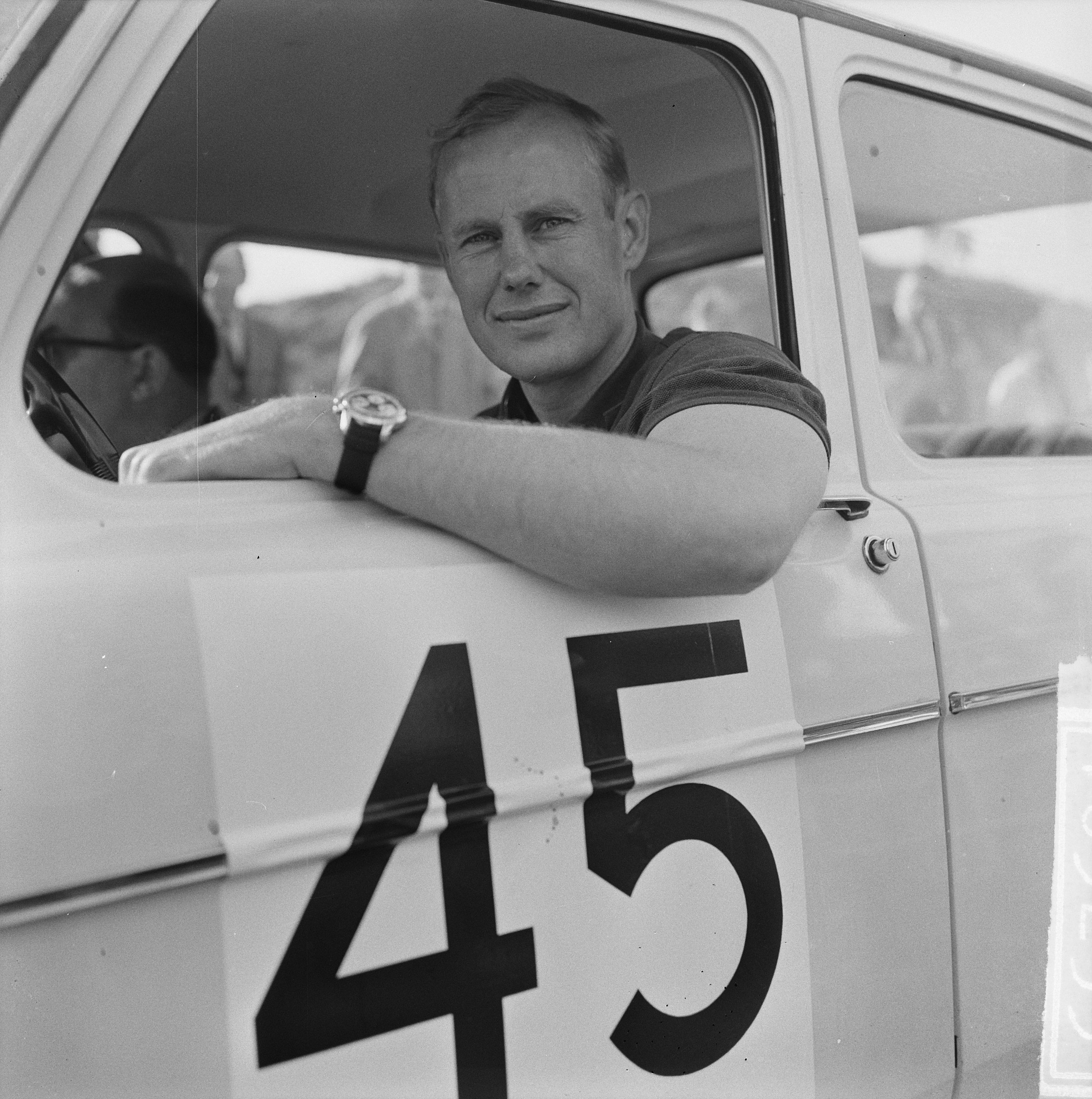
Rob Slotemaker en 1964.

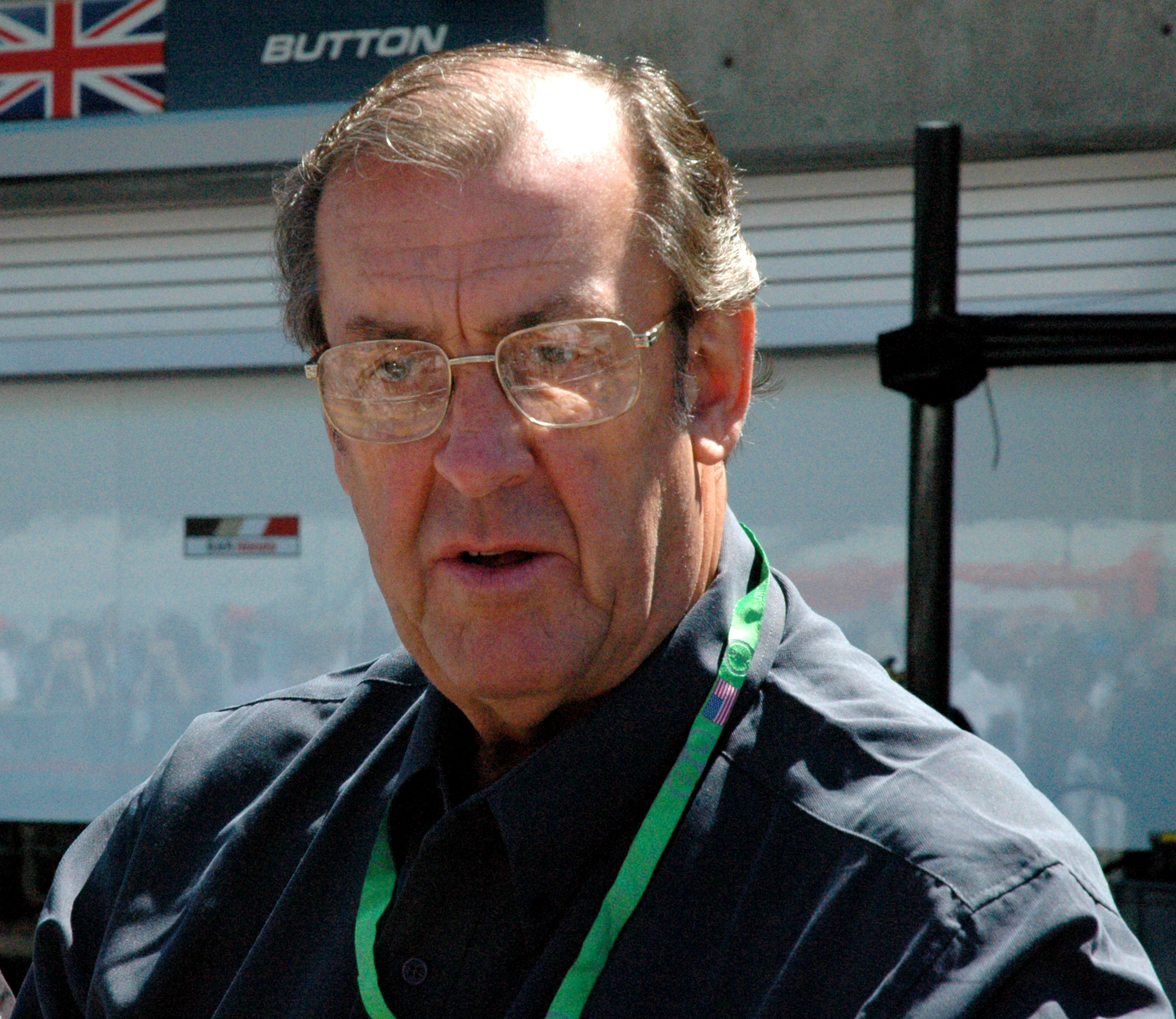
David Hobbs, ici en 2005.

Les quatre Spitfire sont envoyées en France pour les 24 Heures du Mans 1964, organisées les 20 et 21 juin. ADU 4B est désignée comme voiture de réserve, tandis les trois autres voitures prennent part à la course. ADU 1B, avec le numéro 49, est pilotée par l'équipage américain Michael Rothschild - Bob Tullius, ADU 2B, numéro 50, est pilotée par Rob Slotemaker et David Hobbs, et ADU 3B, numéro 65, est pilotée par les Français Jean-François Piot et Jean-Louis Marnat.
La course voit deux abandons pour l'équipe Triumph. D'abord ADU 1B, qui s'écrase contre la passerelle Dunlop après 23 tours de course, manquant de peu un suraccident avec la Ferrari 330P du NART pilotée par Pedro Rodríguez et Skip Hudson. Ensuite, ADU 3B, qui subit une collision qui provoque une fuite à l'échappement ; les gaz envahissant le cockpit viennent incommoder Marnat, et après quelques zigzags, la voiture se crashe dans la ligne droite des stands, sans faire de victime.
En revanche, ADU 2B termine la course à la 21e place du classement général, et à la 3e dans sa catégorie, derrière deux Alpine, et surtout, 15 tours devant la Sprite de Baker et Bradley. Sa vitesse moyenne durant la course était de 151,5 km/h, soit plus que la vitesse maximale des Spitfire de série.

#### Sebring
Pour la saison 1965, les Spitfire doivent d'abord participer aux 12 Heures de Sebring, le 27 mars, notamment dans le but de se signaler aux yeux du public américain, premier marché de la Spitfire à l'exportation. La boîte de vitesses de TR4 est remplacée par celle prévue pour la GT6.
Les quatre voitures sont donc envoyées aux Floride, et sont engagées en catégorie GT, malgré leur châssis en aluminium non-règlementaire pour cette catégorie. La nouvelle ADU 3B est désignée comme voiture de réserve ; la nouvelle ADU 1B est engagée sous le numéro 65 avec le Britannique Peter Bolton et l'Américain Mike Rothschild, ADU 2B, numéro 66 avec les Américains Bob Tullius et Charlie Gates, et ADU 4B, numéro 67 avec les Américains Ed Barker, Duane Feuerhelm, Mike Rothschild et Don Kearney, ce dernier ne participant finalement pas à la course,.
Si Bolton doit abandonner à la suite d'un tonneau avec ADU 1B, ADU 2B et ADU 4B finissent la course et se classent en deuxième et troisième position dans leur catégorie. Derrière la MG Midget des Britanniques Andrew Hedges et Roger Mac, !

#### Le Mans 1965
Les quatre Spitfire sont ensuite engagées pour les 24 Heures du Mans 1965 en catégorie GT 1,3, ADU 1B ayant pu être réparée après son accident de Sebring.
Les boîtes de vitesses de GT6 installées pour la course précédente sont conservées, mais la liste des modifications est assez fournie : les caisses sont remplacés par de nouvelles versions permettant de gagner 14 kg grâce à des tôles affinées, les tambours de frein arrière sont plus petits, et les moteurs sont équipés de la culasse en aluminium testée sur les voitures de rallye l'année précédente. Le gain de poids total atteint 50 kg, tandis que le moteur, encore mieux préparé et muni de cloisons en aluminium guidant l'air frais vers les trompettes d'admission, développe désormais 109 chevaux. Ainsi modifiées, les Spitfire sont capables d'atteindre 225 km/h.
Pour le départ, le 19 juin 1965, l'équipe Triumph Works aligne les équipages suivants : numéro 52, ADU 1B avec Rob Slotemaker et David Hobbs, numéro 53, ADU 2B avec William Bradley et Peter Bolton, numéro 54, ADU 3B avec le Belge Claude Dubois et Jean-François Piot, et numéro 60, ADU 4B, avec le Suisse Jean-Jacques Thuner et le Finlandais Simo Lampinen.
Deux voitures sont perdues en cours de course. Très vite, ADU 2B doit abandonner au 6e tour sur une fuite d'huile, puis Slotemaker crashe ADU 1B à Maison Blanche au 71e tour. Les deux autres voitures poursuivent la course jusqu'au bout, Thuner et Lampinen remportant la victoire dans leur catégorie avec ADU 4B, et la 13e place au classement général, avec 274 tours parcourus à une vitesse moyenne de 153,074 km/h, devant Dubois et Piot sur ADU 3B, 2e de la catégorie et 14e au général avec 263 tours parcourus à 146,903 km/h de moyenne. À noter que ceux-ci sont également les derniers arrivants de la course, sur 51 voitures présentes au départ.

### Rallyes
Contrairement aux voitures du Mans, les Spitfire destinées aux rallyes ne sont pas d'abord considérées comme des prototypes, et n'ont donc pas de numéro de série spécial. Les quatre Spitfire de l'équipe d'usine sont immatriculées ADU 5B (Numéro de série FC 22754), ADU 6B (FC 22766), ADU 7B (FC 22991) et ADU 8B, cette dernière servant finalement de voiture de test.
Une cinquième voiture est également construite, immatriculée ADU 467B. Destinée au Stirling Moss Automobile Racing Team (SMART) de Stirling Moss, elle sera conduite par la secrétaire de celui-ci, Val Pirie.
En 1965, une nouvelle Spitfire de rallye est construite spécialement pour Simo Lampinen, nouveau pilote d'usine qui avait réclamé un volant à gauche. Elle sera immatriculée AVC 654B.

#### Préparation technique
Comme pour les Spitfire du Mans, les Spitfire de rallye subissent une importante préparation technique qui ne leur laisse que peu de points communs avec celles vendues aux particuliers. Cette préparation évoluera constamment au long de la carrière sportive des voitures.
Les caisses sont en acier, comme sur les voitures de série, mais les panneaux de carrosserie sont en aluminium. Le toit utilisé est d'abord le hardtop en acier des voitures de série, mais est rapidement remplacé par un fastback en fibre similaire à ceux utilisés au Mans, muni d'une petite porte de coffre ajoutée pour satisfaire à la règlementation. Le capot, également en aluminium, reprend au début la forme de celui des voitures de série, agrémenté d'un phare additionnel central ; il est remplacé par celui des voitures du Mans pour le Tour de France automobile 1964, puis par un nouveau capot à deux phares intégrés 1965.
La transmission comprend une boite de vitesses de Vitesse, et le train arrière de la future GT6, accompagné d'un différentiel à glissement limité. Les roues sont celles, plus larges, de la version commerciale de l'Herald, le Courier.
Le moteur reçoit également une préparation très poussée. Le taux de compression est nettement augmenté, grâce à l'utilisation d'une culasse en aluminium à huit ouvertures, utilisant des bougies de 10 mm de diamètre prévues pour des moteurs de moto afin de laisser plus de place pour des soupapes de grand diamètre. Ces modifications rendent parfois le démarrage difficile. La puissance maximale est de 102,5 chevaux à 7 000 tr/min ; pour en tirer pleinement parti, en compétition, les pilotes maintiennent le régime entre 5000 et 7 500 tr/min. Ce moteur sera remplacé pour le dernier engagement des voitures.
Les Spitfire d'usine, ADU 5B à 7B, et AVC 654B, sont peintes en bleu clair (powder blue (en)), couleur déjà utilisée sur les Triumph engagées en rallye les années précédentes. ADU 467B, en revanche, sera peinte en vert clair, couleur du SMART.

#### Saison 1964
Le premier engagement des Spitfire en rallye est la Coupe des Alpes, en juin. Seule ADU 7B, pilotée par Terry Hunter et Patrick Lier, réussit à terminer la course, se classant septième en catégorie GT et troisième de sa classe. Jean-Jacques Thuner, sur ADU 5B doit abandonner à la suite d'une collision avec une voiture non-concurrente, Roy Fidler sur ADU 6B à la suite d'un problème de bielle et de piston, et Val Pirie sur ADU 467B, à la suite d'un accident.
La seconde épreuve est le Tour de France automobile. Pour cette épreuve constituée de longues étapes reliant des épreuves sur circuit, les Spitfire sont modifiées avec notamment le remplacement du hardtop de série par un modèle proche de ceux utilisés au Mans, mais muni d'une petite porte de coffre, qu'elles garderont pour le reste de leur carrière. Le capot en fibre et le réservoir de grande capacité des voitures du Mans sont également utilisés pour cette épreuve, tandis que des prototypes de boîtes de vitesses entièrement synchronisées sont montées, malgré le règlement qui l'interdit. Val Pirie et Susan Reeves, sur ADU 467B doivent abandonner rapidement sur problème moteur, suivies par Bill Bradley et Roy Fidler sur ADU 6B, qui cassent leur moteur lors des warm up sur le Circuit de Reims-Gueux. L’équipage Jean-Jacques Thuner et John Gretener sur ADU 5B abandonne dans les Alpes, également sur casse moteur. ADU 7B, avec Rob Slotemaker —qui signe des victoires au handicap sur les circuits d’Albi et d’Auvergne— et Terry Hunter, termine l’épreuve et se classe 10e en catégorie GT, et vainqueur de classe, malgré une panne d'essence dans les Pyrénées qui leur valut une pénalité de retard.
Deux mois plus tard, ADU 6B avec Thuner-Gretener et ADU 7B avec Hunter-Lier sont engagées au rallye de Genève, dans la même configuration que pour l'épreuve précédente. L'équipage Hunter-Lier finit second au classement général, et vainqueur de classe, ce qui permet à Triumph de gagner le prix constructeur, grâce au bon résultat d'une Spitfire privée. Thuner-Gretener se classent 5e au général, et seconds dans leur classe.
En novembre, le SMART présente ADU 467B au départ du Rallye du Royal Automobile Club, avec l'équipage Pirie-Reeves, mais elle doit abandonner. L'équipe Works avait préféré aligner des Triumph 2000.

#### Saison 1965

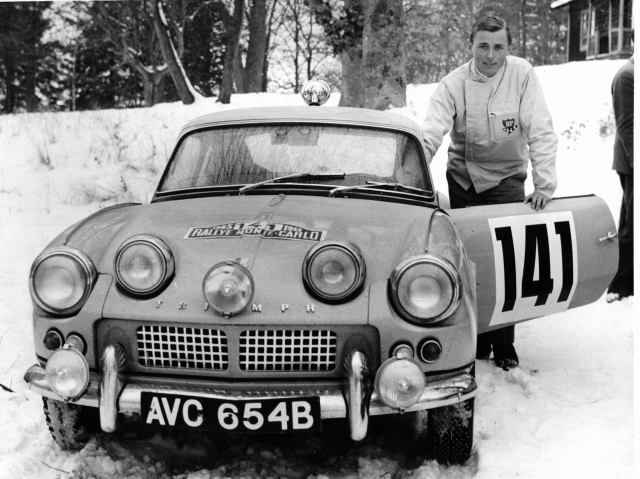
Simo Lampinen et AVC 654B lors du Monte-Carlo 1965.

Pour la saison 1965, l'équipe et les voitures changent. Le finlandais Simo Lampinen, vainqueur du Rallye des 1000 Lacs précédent, est embauché par l'équipe ; qui doit lui construire une nouvelle voiture équipée d'un volant à gauche, AVC 654B. Comme les autres Spitfire, celle-ci est équipée d'un nouveau capot en aluminium avec une calandre plus proche de celle de série, et intégrant deux projecteurs longue portée. Les phares principaux sont équipés en halogène, deux anti-brouillard sont ajoutés, et le phare additionnel central est conservé.
La première épreuve de l'année est le  Rallye automobile Monte-Carlo, en janvier. Le SMART y inscrit Val Pirie sur ADU 467B, qui abandonne avant le départ. L'équipe d'usine présente ADU 6B, avec Slotemaker et Alan Taylor, ADU 7B, avec Hunter-Lier, et la nouvelle AVC 654B, avec Lampinen et Jyrki Ahava. Hunter-Lier doivent abandonner sur accident, et Lampinen-Ahava sur casse moteur, mais Slotemaker et Taylor amènent ADU 6B à la 14e place au classement général, 2e de classe.

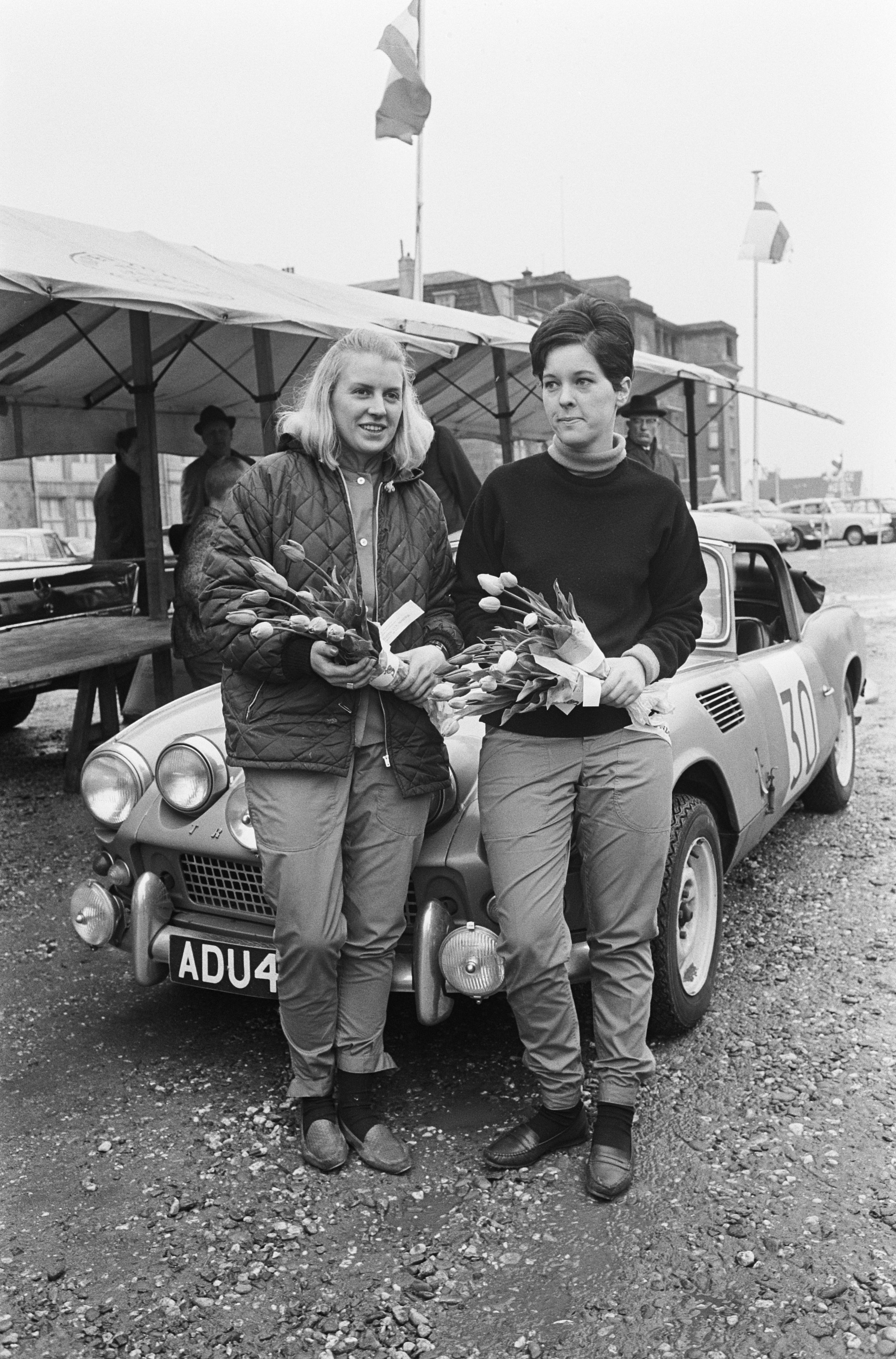
Val Pirie et Susan Reeves lors du Rallye des Tulipes 1965.

En mai, pour le Rallye des Tulipes, les deux seules Spitfire présentes sont AVC 654B, avec Lampinen-Ahava, et ADU 467B, avec Pirie-Reeves, tandis que deux 2000 sont également alignées par l'usine. Lampinen doit abandonner sur problème d'embrayage, et Pirie termine non-classée pour son dernier engagement sous les termes de l'accord entre Triumph et le SMART.
En juin, ADU 5B avec Thuner-Gretener, et AVC 654B avec Lampinen-Ahava sont présentées au départ du rallye de Genève. Lors des inspections techniques, la présence des prototypes de boîte de vitesses entièrement synchronisées est détectée par les commissaires, et elles doivent être remplacées dans la nuit par des boîtes de Spitfire de production. Malgré ce revers, Thuner-Gretener finissent 5e au classement général et vainqueurs de classe, et Lampinen-Ahava 2e de classe.
Pour la Coupe des Alpes, Triumph décida de changer la catégorie dans laquelle étaient engagées ses voitures, pensant pouvoir obtenir de meilleurs résultats en catégorie Prototype, autorisant plus de modifications par rapport aux voitures de série. Les voitures sont équipées d'un nouveau moteur de 1 296 cm3, prévu pour les berlines Triumph 1300 qui devaient être présentées au public quelques mois plus tard, mais qui ne sera disponible pour les Spitfire qu'en 1967. La préparation effectuée par l'usine lui permet de produire 117 chevaux à 7 000 tr/min, et 131,37 N m de couple à 5 500 tr/min. Les freins arrière sont équipés des tambours de 9 pouces utilisés au Mans en 1964. ADU 6B, avec Roy Fidler et Graham Robson, doit abandonner à la suite de la perte d'une roue causée par la rupture des goujons, et ADU 7B avec Slotemaker-Taylor abandonne sur casse moteur. Par contre, Lampinen-Ahava sur AVC 654B remportent la victoire en catégorie prototype, suivis à la 2e place par Thuner-Gretener sur ADU 5B. Ce doublé semble valider le choix de changement de catégorie fait par Triumph.
Il n'y aura pas d'autre occasion de le vérifier, ni de voir de Spitfire d'usine engagée en rallye. En effet, les changements de réglementation prévus pour la saison 1966 auraient obligé Triumph à faire courir les Spitfire avec des culasses et de carrosseries de série, en acier ; ce qui leur aurait ôté toute compétitivité. Les voitures du Mans ne devant plus être engagées, la fin de la saison de rallye 1965 signe donc la fin de la présence des Spitfire d'usine en Europe.

### Autres Spitfire de compétition

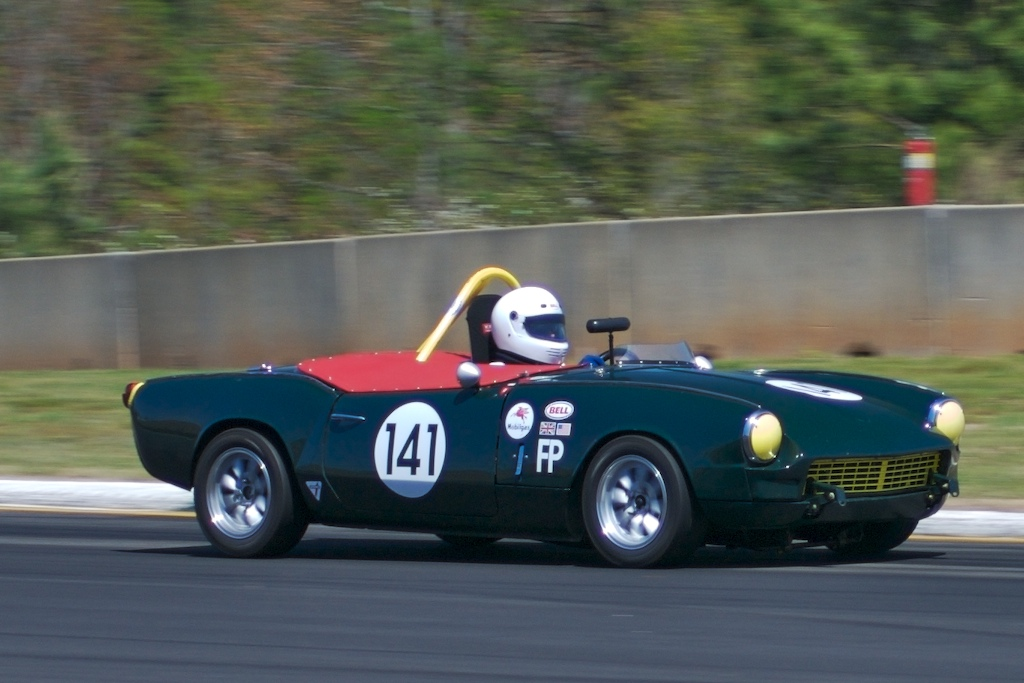
Spitfire utilisée comme véhicule historique de compétition

De nombreuses Spitfire ont été utilisées en compétition automobile en plus de celles engagées par l'équipe d'usine. Des Spitfire de tous modèles ont été modifiées et engagées en compétition par des préparateurs privés ; plus tard, d'autres connaîtront une nouvelle vie sportive en tant que véhicule historique de compétition (VHC).
Toutefois, comme en témoigne l'accord entre Triumph et le SMART pour le rallye, la préparation de Spitfire de compétitions dans les ateliers de Triumph ne s'est pas faite au seul bénéfice de l'équipe d'usine. Même après l'arrêt du programme de compétition officiel, des Spitfire préparées par l'usine, ou par d'anciens membres de l'équipe d'usine, continueront à courir. Par ailleurs, aux États-Unis, la Spitfire connaîtra une importante carrière sportive.

#### La Macao
La première Spitfire préparée par l'usine après l'arrêt du programme officiel est un exemplaire carrossé en prototype ouvert, d'une forme semblable à celle de la Jaguar D-Type, construit fin 1965 pour Walter Zulke, propriétaire de ZF Garages, l'importateur de Triumph à Hong Kong. Construite sur la même base que les Spitfire du Mans, il s'agit probablement d'une construction entièrement nouvelle à partir de pièces détachées restantes des Spitfire du Mans,, ou peut-être d'une réutilisation de la base de la GT6R, prévue pour courir au Mans en 1966 mais finalement annulée,.
Seule Spitfire de compétition produite par l'usine à utiliser une carrosserie découverte, son avant est fait du capot à phares carénés des modèles du Mans, tandis que l'arrière est réalisé spécifiquement pour cette voiture, en fibre de verre, avec une bosse derrière la tête du pilote, copiée sur celle de la Jaguar D-Type. Le seul siège installé est celui du pilote, qui dispose d'un fin pare-brise enveloppant ; l'emplacement du passager est recouvert d'un couvre-tonneau souple, fixée sur une traverse métallique qui sert de séparation avec le poste de pilotage et de support au pare-brise. La carrosserie est peinte en argent, avec une bande noire centrale. Le réservoir de 85 litres est identique à ceux des voitures du Mans, un pont à rapport court de 4,1:1 est installé pour favoriser les accélérations. Comme les jantes, le moteur est similaire à ceux des voitures du Mans 1965, avec 1 147 cm3 de cylindrée, deux carburateurs Weber 45 DCOE, et une puissance de 109 chevaux. La vitesse maximale est de 210 km/h.
Livrée à Hong-Kong fin octobre 1965, la première participation en course de la voiture a lieu le 28 novembre à Macao, ce qui lui vaut son nom. Son pilote, Walter Sukle, termine troisième du grand-prix, devant des Jaguar E-Type et des Lotus Seven. Un peu plus tard le même jour, Albert Poon se classe 7e lors du Trophée Portugais. Après d'autres succès en course en Asie du Sud-Est, la Macao retourne à Coventry début 1966.
Envoyée aux États-Unis, où elle arrive le 14 avril 1966, la Macao est achetée par Richard W. "Kas" Kastner, préparateur et responsable des compétitions de Triumph dans ce pays. Confiée au pilote Charlie Gates, la Macao est engagée dans l'United States Road Racing Championship où elle participe à quelques courses, sans rencontrer de succès. Pour pallier cela, à Noël 1966, Kastner modifie la voiture : le moteur est remplacé par un six-cylindres de GT6, muni de trois carburateurs Weber, ce qui nécessite l'aménagement d'une bosse sur le capot. Une prise d'air y est ajoutée, un réservoir plus petit est installé, tandis qu'une boîte de vitesses de TR4 est installée. Pour des raisons de règlementation, la voiture est transformée en biplace : un siège passager est installé, et la bosse est enlevée. Dans le courant de la saison, la voiture est repeinte en blanc. Ainsi modifiée, la Macao est engagée en catégorie D-modified du championnat du Sports Car Club of America pour la saison 1967, mais n'obtient pas de bons résultats en dehors d'une troisième place à Riverside,. Kastner constatant qu'il faudrait monter des roues plus larges pour que la voiture devienne compétitive, et que ceci ne peut être fait sans d'importants travaux, il décide de se séparer de la Macao.
En février 1968, elle est rachetée par l'écurie Alamo Sports Car, du Texas, qui l'engage à nouveau dans le championnat du SCCA. Les roues d'origine sont remplacées par des jantes de Lotus, et un train arrière «Rotoflex» de GT6 est installé. Elle passe ensuite entre les mains de plusieurs propriétaires privés, et est immatriculée pour un usage routier en novembre 1979. En 1981, son nouveau propriétaire lui rend sa couleur argentée, sa bosse derrière le pilote, et lui fait effectuer son retour à la compétition, participant notamment au grand prix historique d'Atlanta en 1984. À nouveau en vente aux États-Unis en 1987, elle se retrouve ensuite en vente aux enchères en Suisse en 1991. Son propriétaire suivant lui rend la tige centrale du cockpit, permettant la remise en configuration monoplace, et l'engage sur quelques courses de côte en Suisse. En 2001, elle a été rachetée par le vendeur de pièces détachées Canley Classics, qui la restaure dans son état d'origine,.

#### Bill Bradley et ERW 412C
Construite en mai 1965 selon les mêmes spécifications que les Spitfire du Mans et immatriculée ERW 412C, celle qui aurait pu venir appuyer comme cinquième voiture n'a jamais été engagée en compétition par l'usine, qui ne l’utilisera que pour la sessions d’essais des 24 Heures du Mans 1965. Il s'agit de la seule Spitfire, avec la Macao, à avoir été équipée de jantes en alliage de magnésium plus grandes que celles des voitures du Mans. En dehors du programme officiel, elle est prêtée au pilote d’usine William Bradley, qui l’engage à ses frais aux 1 000 km du Nürburgring du 23 mai 1965. Il devra abandonner sur rupture d’arbre de transmission, avant d’obtenir quelques succès sur les circuits de Phoenix Park, Brands Hatch et Castle Combe.
Après l’arrêt du programme de course officiel à l’hiver 1965, Harry Webster décide de poursuivre l’expérience privée de Bradley. ERW 412C ayant été gravement endommagée en 1965 après un accident à Oulton Park, elle est remplacée pour 1966 par ADU 2B, une des voitures du Mans. À la suite d'un nouvel accident, en juin 1966, les deux voitures sont réunies en une seule —incorporant également des éléments d’ADU 1B— qui conserve l’immatriculation ERW 412C. Cette voiture se distingue par un train arrière complètement original à suspension MacPherson similaire à celui de la Lotus Elan, provenant du projet GT6R, qui la rend beaucoup plus maniable que les Spitfire du Mans, et donc plus rapide sur la piste. Cela permet à Bradley et ERW 412C de remporter 14 victoires dans leur catégorie sur 18 participations à des courses britanniques en 1966, avec notamment des victoires et records du tour à Brands Hatch, Crystal Palace, Goodwood, Mallory Park, Oulton Park et Snetterton,.

#### Gold Seal Racing
En 1968, le vendeur de voitures de sport londonien Gold Seal Car Company Ltd. décide de sponsoriser une écurie de trois pilotes sur Spitfire : Peter Cox, préalablement employé par l'équipe d'usine Triumph et vainqueur du trophée Freddy Dixon en 1967 sur ADU 467B, Richard Lloyd — manager de Cliff Richard et des Shadows — et Chris Marshall, vendeur de voitures et pilote amateur.
Les voitures, incluant ADU 467B, sont modifiées en profondeur par Cox et Peter Clarke, ancien mécanicien de l'équipe d'usine. Pour gagner du poids, la carrosserie est intégralement réalisée en fibre de verre, chez Windmill Plastics à Coventry. La quasi-totalité des éléments de carrosserie sont remplacés, y compris bas de caisse et charnières de coffre ; les seuls restant en métal sont la cloison pare-feu et le plancher.
Les Spitfire de Gold Seal participent à plusieurs épreuves en 1968 et 1969. Pour pouvoir participer dans la catégorie des moins de 1 000 cm3 au grand prix international du Mugello pour voitures de sport 1969, sur le circuit du Mugello, la cylindrée du moteur est réduite à 998 cm3 ; toutefois, Cox détruit l'une des voitures lors des entrainements, et une crevaison empêche Marshall et John Brittan de pouvoir viser le haut du classement.

#### Aux États-Unis

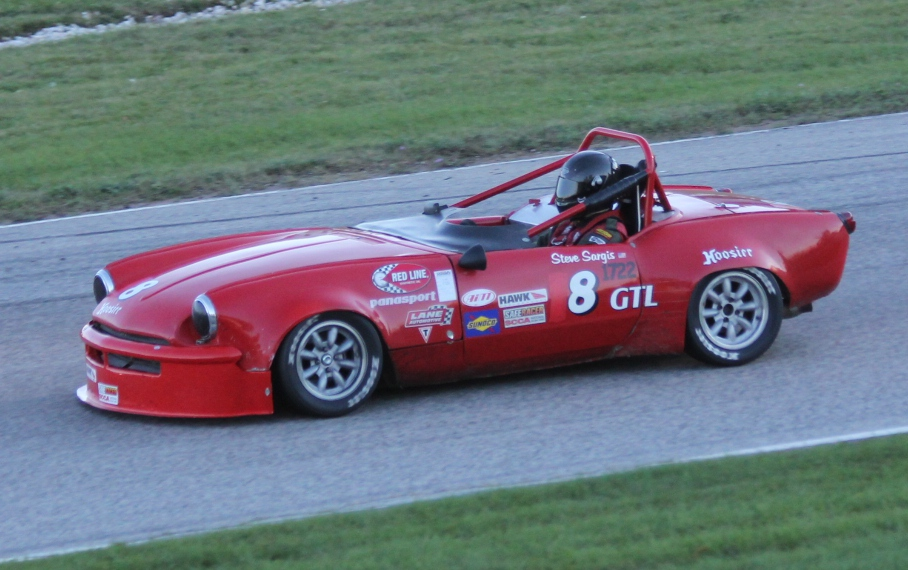
Une Spitfire en course lors du championnat SCCA 2013.

L'importateur de Triumph aux États-Unis, Standard-Triumph Inc., avait commencé à utiliser le succès sportif pour promouvoir sa marque en 1962, et subséquemment, engagé le préparateur Richard W. "Kas" Kastner au bénéfice de ses clients. Aussi, dans la semaine suivant l'arrivée des premières Spitfire4 sur la côte ouest, un exemplaire est engagé en course. Ce premier engagement se solde par un abandon, mais la voiture a longtemps été 3e. Assez rapidement, l'importateur doit mettre des accessoires de préparation à disposition de ses clients, qui engagent leurs Spitfire dans de nombreuses courses locales ou nationales du SCCA. La Spitfire gagne ainsi rapidement une réputation de voiture performante et endurante.
Les principaux succès sont obtenus par les pilotes Ed Barker, qui remporte la classe GP de l'American Road Race of Champions 1964 du SCCA, Bob Tullius, dont les bons résultats lui valent de piloter des Spitfire d'usine au Mans 1964 et à Sebring, et Brian Fuerstenau, son coéquipier au sein du team Group 44.
Le palmarès de la Spitfire est mis en avant par l'importateur, qui équipe le tableau de bord de celles qu'il vend d'une plaque indiquant les victoires au championnat national SCCA en 1965, 68, 69, 70, 71, 72, 73, 74, 75, 76, 77 et 78.

## Modèles dérivés
À partir de 1966, la Spitfire sert de base au développement du coupé Triumph GT6, qui reçoit un pavillon fastback dessiné par Giovanni Michelotti, tandis que sous son capot, modifié par un bossage spécifique, s'installe le 6 cylindres deux litres de la berline Triumph 2000, également installé dans la Triumph Vitesse au même moment, pour des raisons d'homogénéisation.

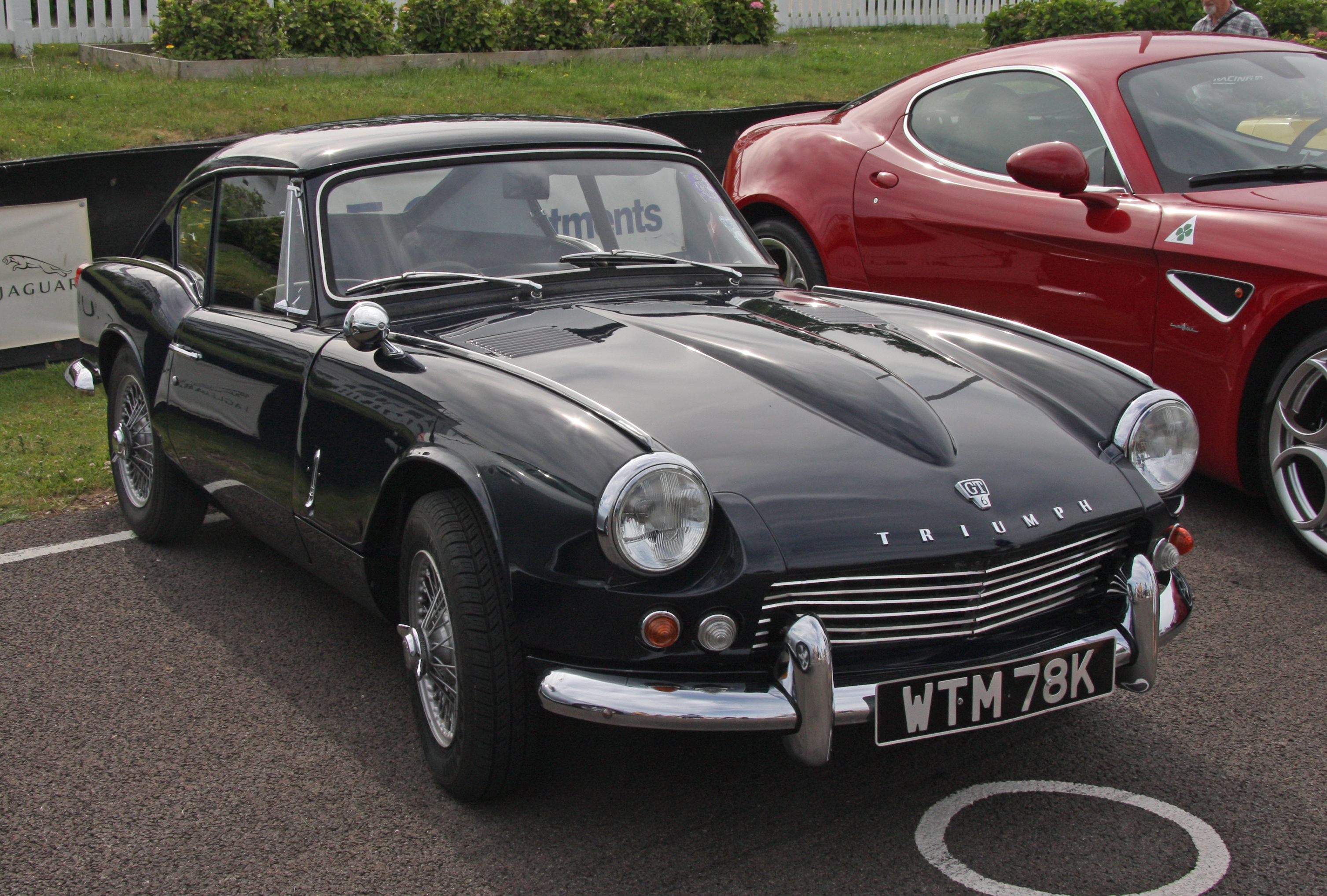
Triumph GT6 Mk1
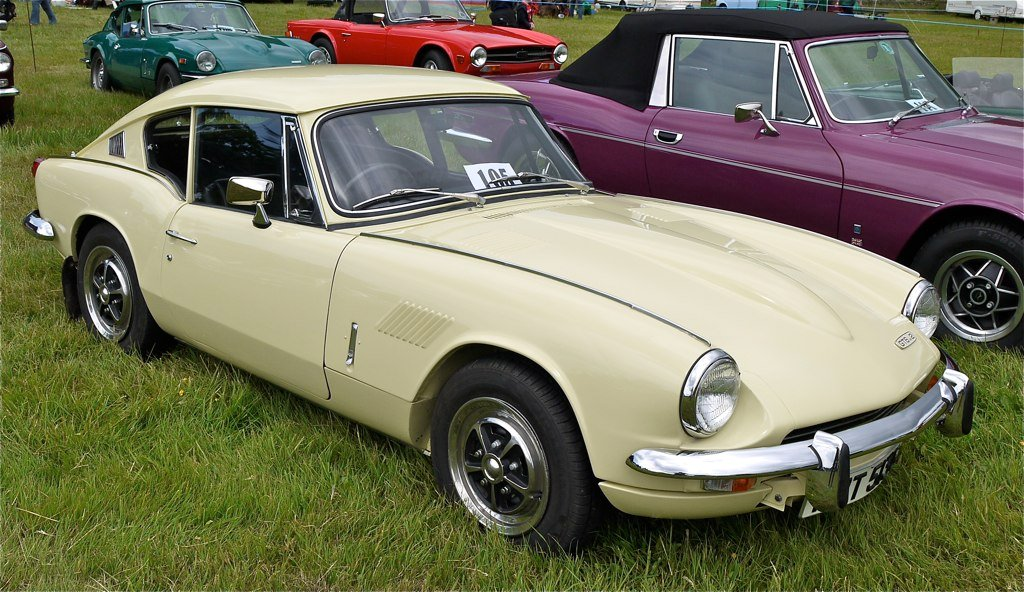
Triumph GT6 Mk2
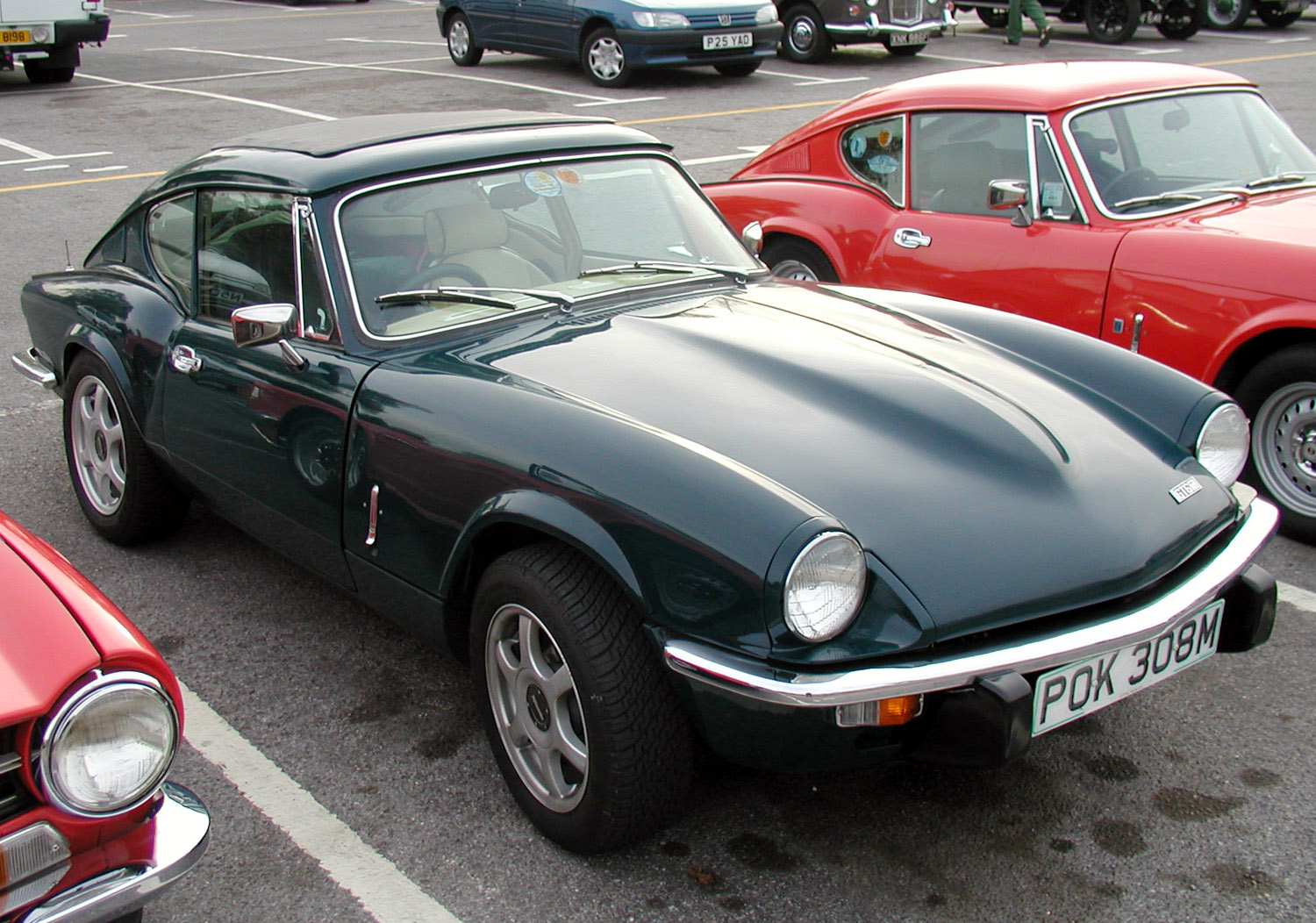
Triumph GT6 Mk3

Un certain nombre de particuliers profiteront de la très grande similarité entre la GT6 et la Spitfire pour réaliser des hybrides, sortes de GT6 cabriolet ou Spitfire 6 cylindres. Il est à noter qu'un prototype de ce genre avait été essayé par Triumph en 1965, durant le développement de la GT6, mais le projet ne sera pas concrétisé, à cause du risque de concurrence avec les TR.
D'autres entreprises profiteront de la simplicité de la structure de la Spitfire pour l'utiliser comme base pour d'autres véhicules, souvent à construire sous forme de kit, comme les Vincent Hurricane, certaines versions de kit-cars basés sur l'Herald, comme les Burlington Arrow, JC Midge ou Gentry, ou même l'Urba Centurion à moteur Diesel Kubota.

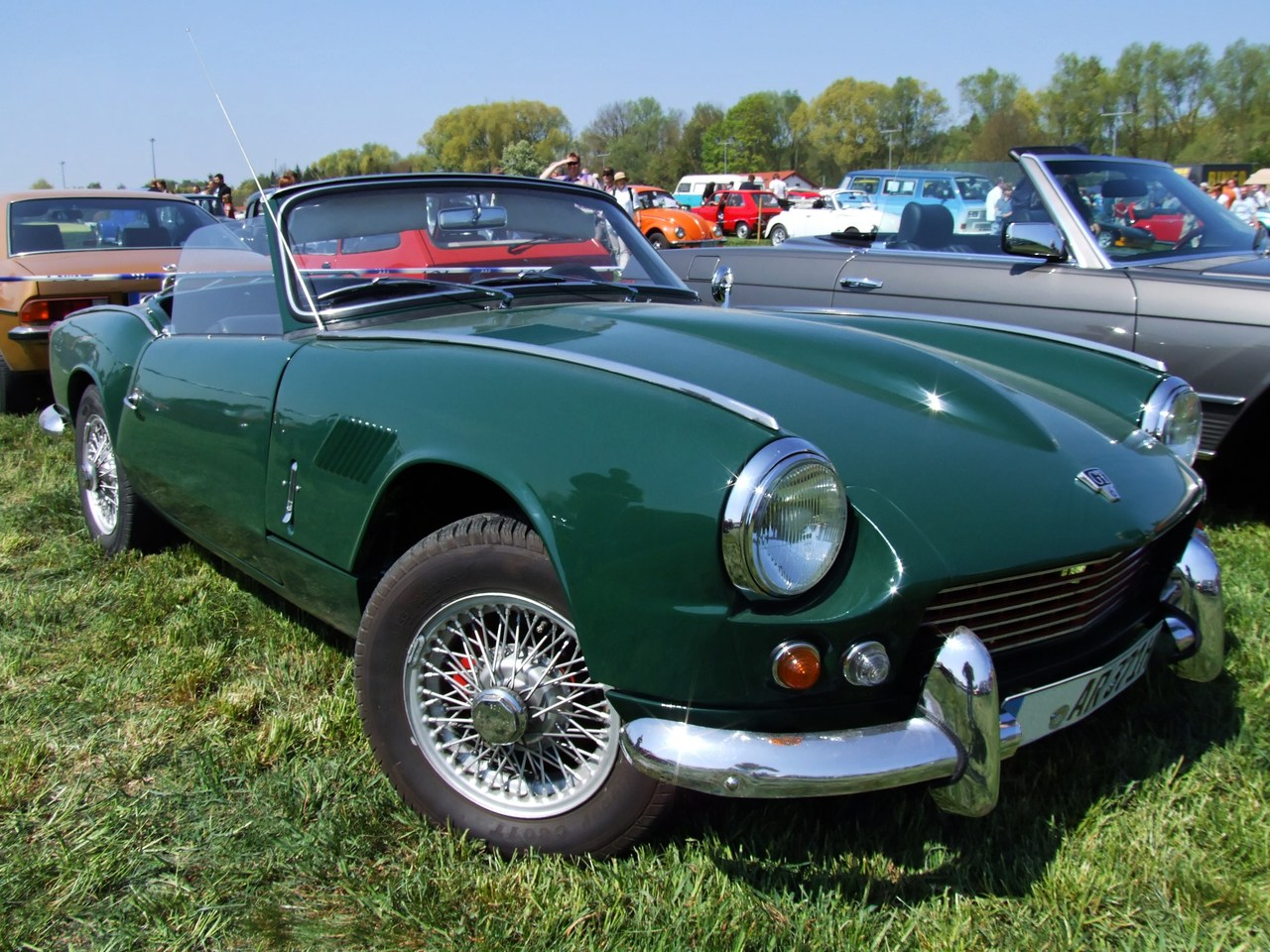
Hybride de Spitfire et GT6
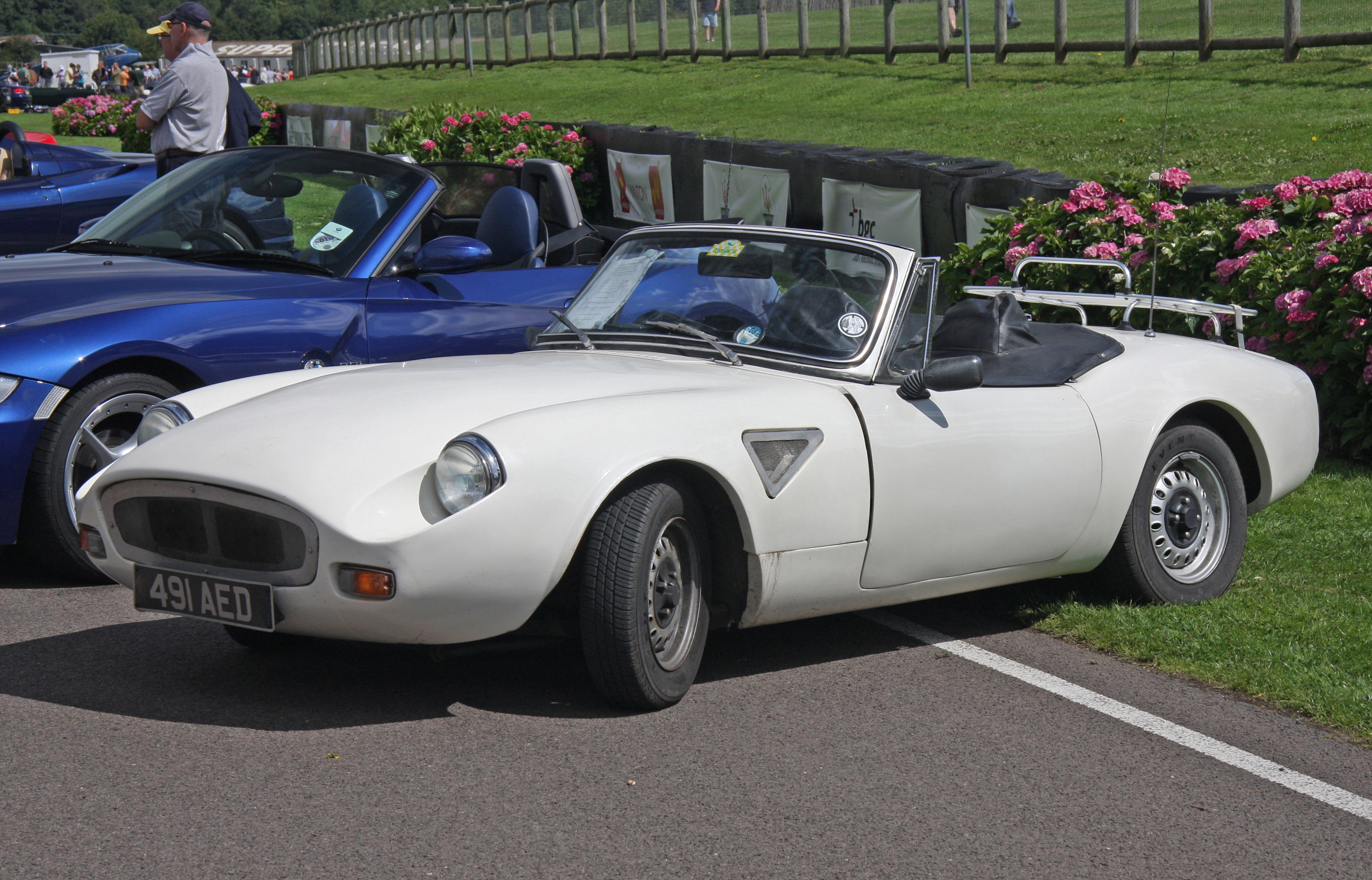
Vincent Hurricane
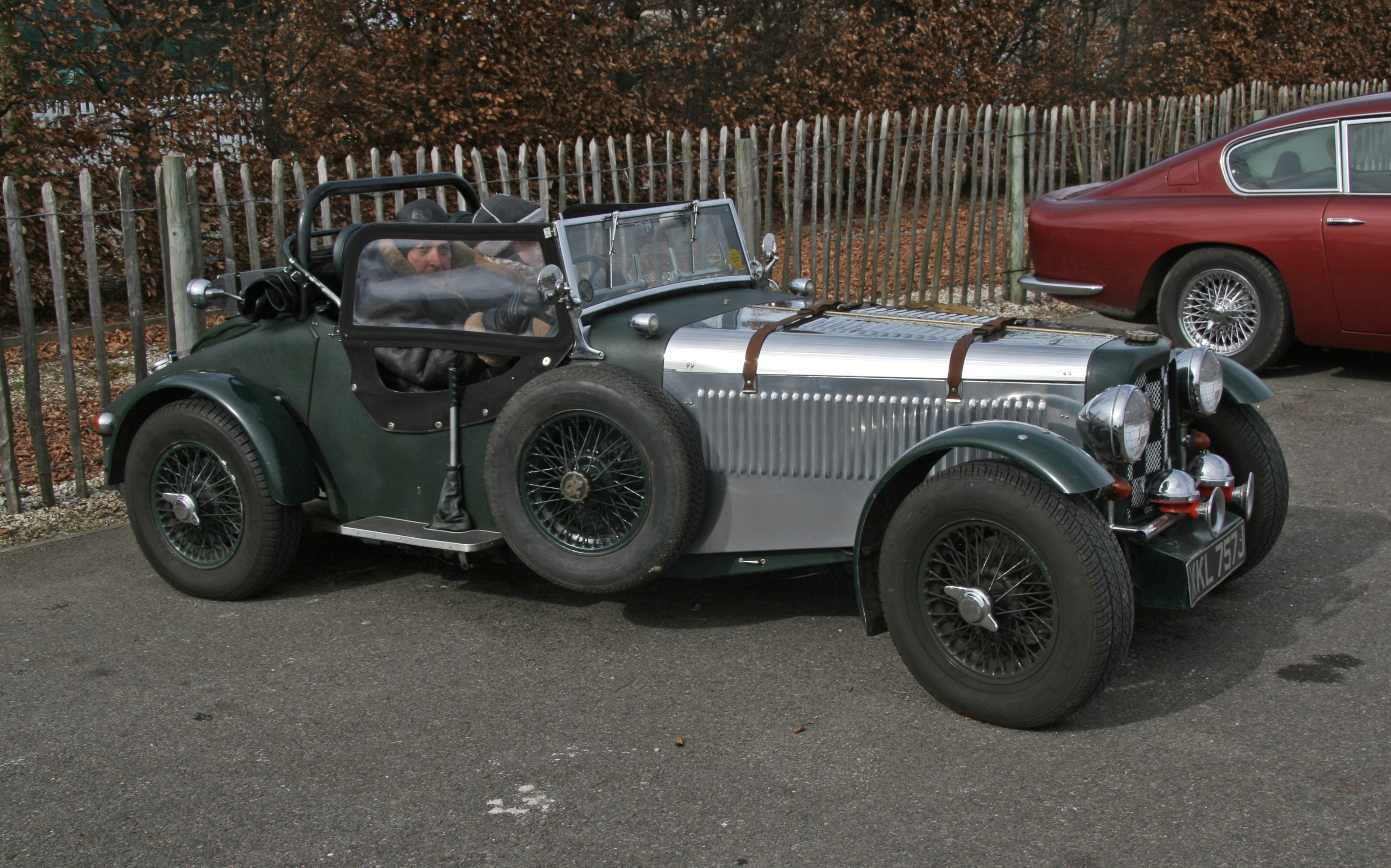
Burlington Arrow
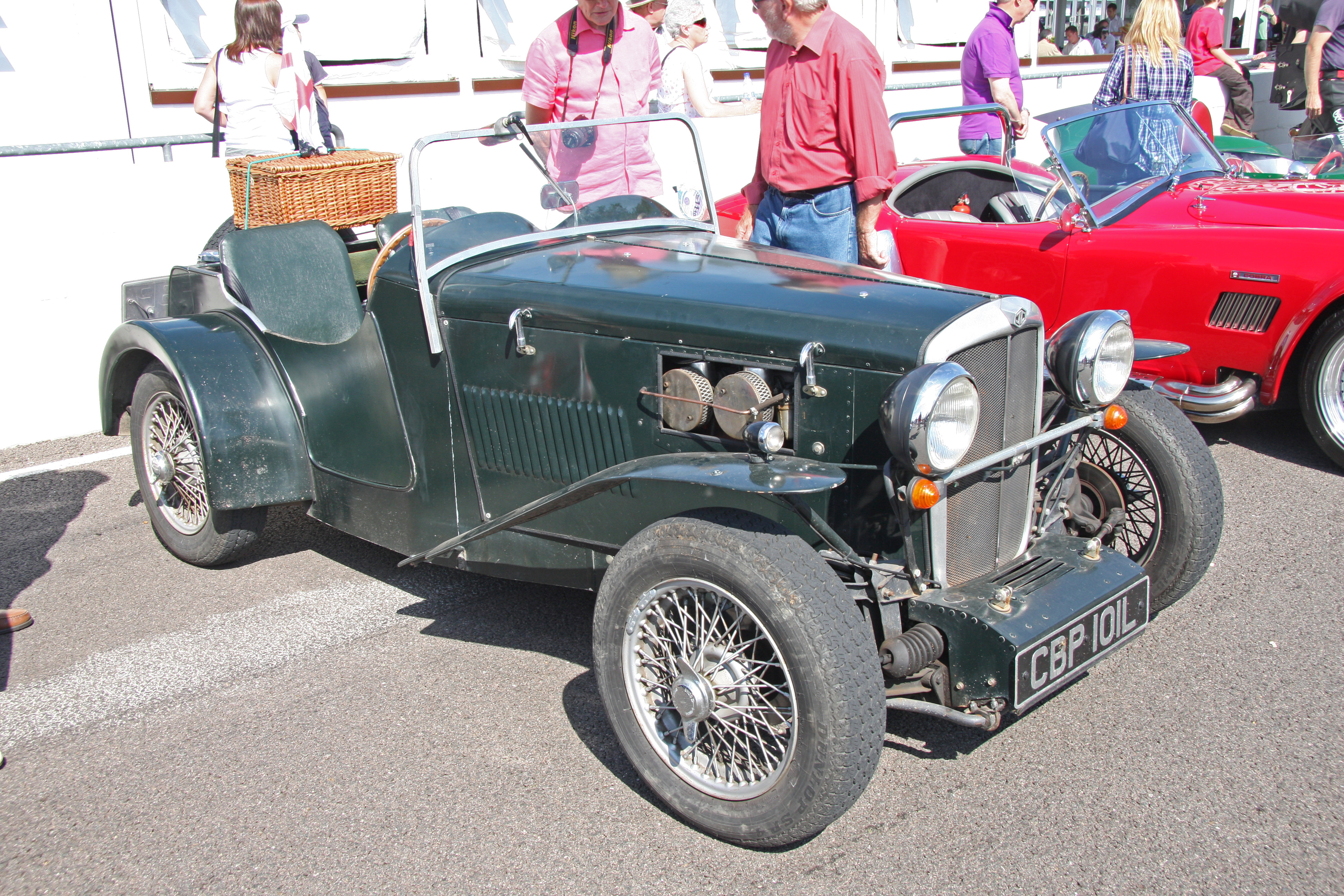
JC Midge
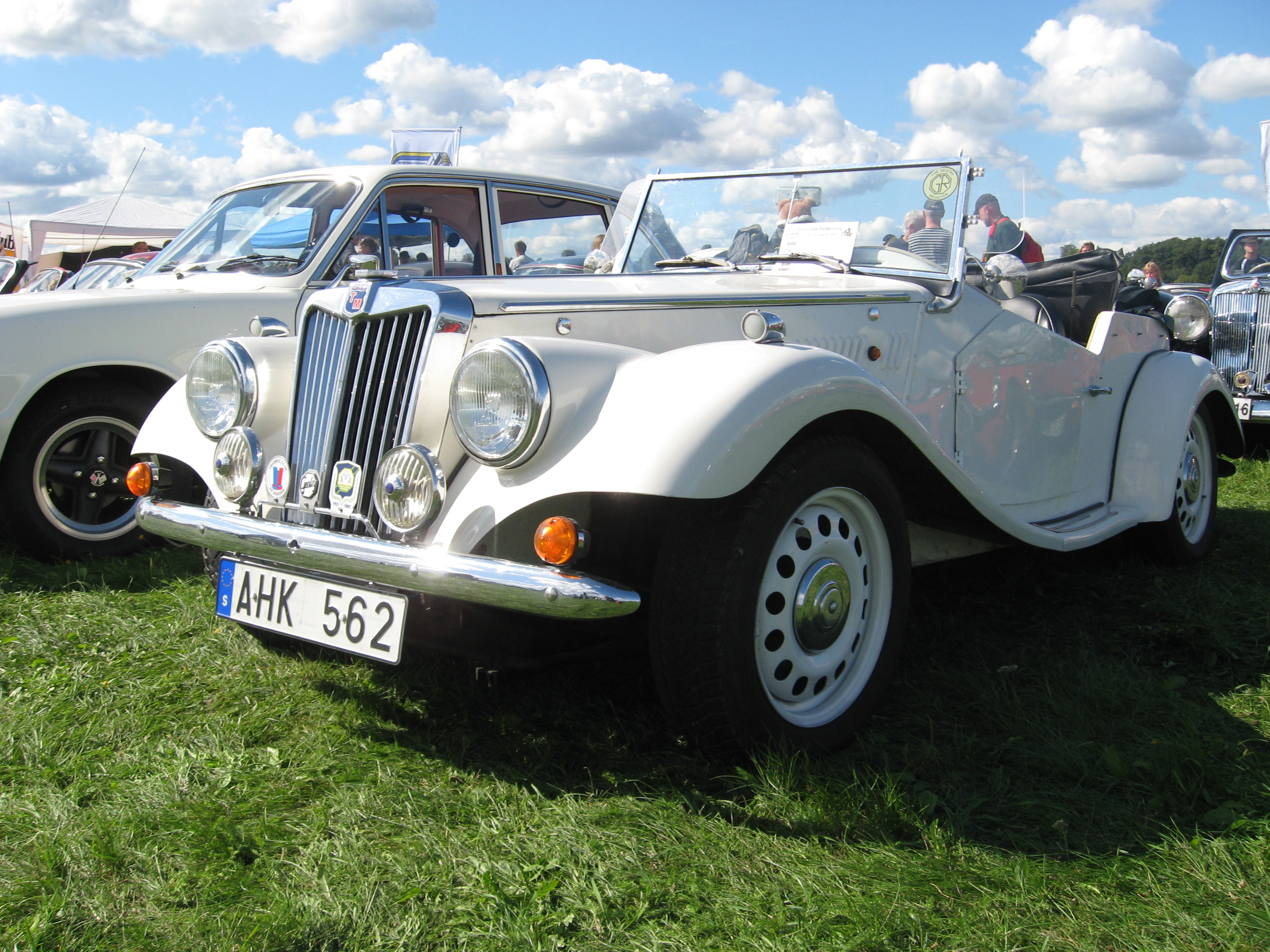
Gentry
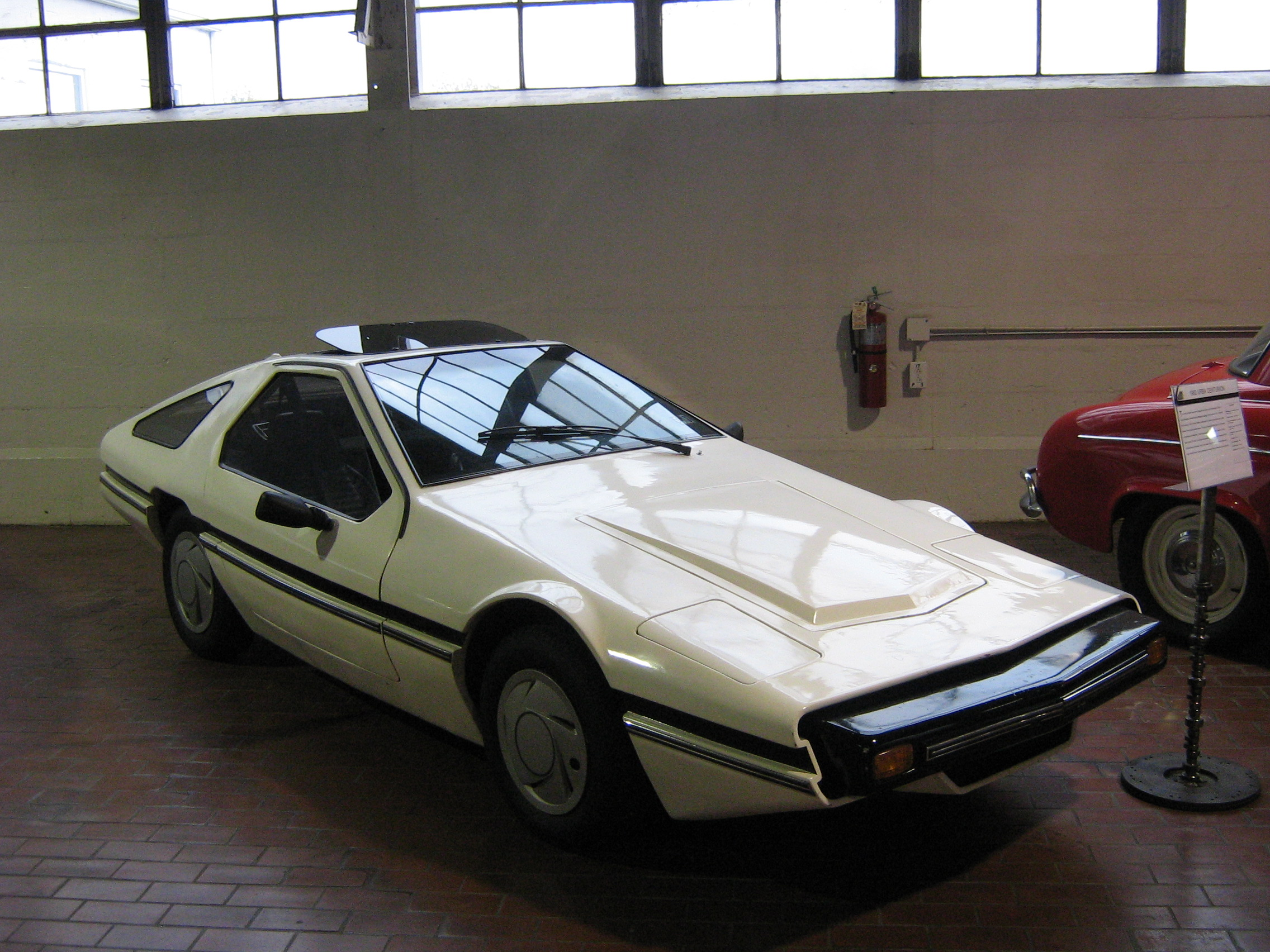
Urba Centurion